# Lijst van Belgische adelsverheffingen en -erkenningen 1808-1909
Adelsverheffingen en adelserkenningen onder het Franse keizerrijk, in de Zuidelijke Provincies van het Verenigd Koninkrijk der Nederlanden en in het koninkrijk België, van 1808 tot 1909.

## Oorsprong
De adel werd in de tot departementen gereorganiseerde staten binnen de Zuidelijke Nederlanden afgeschaft bij decreet van 8 november 1795, meer dan een jaar na de inlijving binnen de Franse republiek.
In de loop van de negentiende eeuw herrees de adel in drie opeenvolgende fasen:
- De empireadel die door keizer Napoleon Bonaparte werd ingesteld, met ook een enkele adellijke benoeming tijdens het korte koningschap van Holland door koning Lodewijk Napoleon Bonaparte.
- De adel van het Verenigd Koninkrijk der Nederlanden, door het heropnemen van de adellijke regels van het ancien régime (zonder de voorrechten) door Willem I, koning van het Verenigd Koninkrijk der Nederlanden, ook al toegepast in de korte periode toen hij als 'soeverein vorst' regeerde.
- De adel van het koninkrijk België door het verder zetten van deze vorm van adel onder Leopold I en zijn opvolgers, binnen het nieuwe koninkrijk, voor alle leden van de adel die voor de Belgische nationaliteit kozen en de adellijke status aanvroegen en voor alle nieuwe te creëren leden van de adel.

In de artikels hierna werden de namen van diegenen die tussen 1808 en 1909 in de adel werden opgenomen, in vetjes geplaatst.

## Frans keizerrijk: keizer Napoleon I
De eerste vormen van nieuwe adel, de empireadel, werd mondjesmaat (31 verheffingen) in de Belgische departementen toegekend, meestal aan leden die onder het ancien régime al tot de adel behoorden.
In onderstaande lijst worden de verheffingen toegevoegd van enkele Fransen die in België actief waren en die er na 1814 ook bleven en nageslacht hadden. Sommigen onder hen of leden van hun nageslacht verkregen onder het Verenigd Koninkrijk der Nederlanden of onder het koninkrijk België bevestiging van hun adel.
Alleen de verheffingen, erkenningen of inlijvingen zijn in de onderstaande lijst opgenomen. Wanneer het gaat om nieuwe titels die werden verleend aan leden die al vroeger zelf, of via een voorouder, in de erfelijke adel waren opgenomen, zal men dit vinden op het artikel dat voorkomst in het jaar van de verheffing of erkenning.

### 1808
- Lodewijk Engelbert van Arenberg, graaf
- Charles-Alexandre de Gavre, graaf (zie 1816)
- Pierre Herwyn, graaf (uitgestorven - 1890)
- Charles Lambrechts, graaf (uitgestorven)
- Chrétien de Lannoy, graaf (zie 1816)
- François Busschop, ridder (uitgestorven)
- Jacques van de Walle, ridder
- Maurice de Broglie, baron (uitgestorven)
- Joseph Lauwereyns de Roosendaele, ridder, overdraagbaar bij eerstgeboorte
- Edmond de Loë, graaf
- Charles-Lambert d'Outrepont, ridder
- Perpète du Pont d'Ahérée, ridder, overdraagbaar bij eerstgeboorte (zie 1824) (uitgestorven - 1970)
- Jean-Évangéliste Zaepfell, baron (uitgestorven - 1808)

### 1809
- Constant du Val de Beaulieu, graaf (zie 1816) (uitgedoofd)
- Charles de Croix, graaf
- Willem Charles Ghislain van Merode, graaf (zie 1816)
- Antoine de Visscher de Celles, graaf, overdraagbaar bij eerstgeboorte (zie 1816) (uitgedoofd 1888)
- Goswin de Stassart, ridder (baron in 1810) (zie 1816) (uitgedoofd 1854)
- Jean Nicolas Méaulle, ridder
- André Charles de Membrède, ridder, overdraagbaar bij eerstgeboorte (zie 1816) (uitgedoofd 1831)
- Jan Steven Werbrouck, ridder, overdraagbaar bij eerstgeboorte
- Corneille Bauchau, ridder
- André Joseph Boussart, baron
- François Lejéas, baron
- Nicolas Pastoret, ridder, overdraagbaar bij eerstgeboorte

### 1810
- Jacob Cornelissen de Weynsbroeck, graaf
- Anselme de Peellaert, graaf
- Charles Joseph d'Ursel, graaf (zie 1816)
- Pierre de Meulenaere, ridder, hetzelfde jaar baron (zie 1823), overdraagbaar bij eerstgeboorte
- Charles Bonnet de Villers, ridder
- Jean-Pierre Chazal, baron
- Joseph Delesalle, ridder
- François Durutte, baron (zie 1813)
- Dieudonné du Val de Beaulieu, baron (zie 1816 Constant du Val) (uitgedoofd)
- Ignace-Louis Duvivier, ridder (zie 1823) (uitgedoofd)
- Charles van der Heyden de Belderbusch, graaf (uitgedoofd)
- Jean Dieudonné Lion, baron
- François de Mercy-Argenteau, graaf, overdraagbaar bij eerstgeboorte (zie 1816) (uitgedoofd 1968)
- Joseph Noos, baron (persoonlijk)
- Jean-Baptiste Plasschaert, ridder, overdraagbaar bij eerstgeboorte
- Pierre Joseph Pycke de Ten Aerde, ridder, overdraagbaar bij eerstgeboorte (zie 1817) (uitgedoofd in 1978)
- Joseph Armand Vianney (° 1779), in 1810 chevalier d'empire, overdraagbaar bij eerstgeboorte. Hij was 'sous-adjudant major' bij de Poolse lichte cavalerie die tot de keizerlijke garde behoorde.

### 1811
- Jean-Baptiste Dumonceau, graaf
- Georges de Trazegnies, graaf (zie 1816)
- Frans Jozef Beyts, baron
- Nicolas Bonaventure, baron
- Charles-François Foncez, ridder
- Louis Lahure, ridder (in 1814 baron)
- Charles-François de Pisani, baron (zie 1819) (uitgedoofd 1826)
- Charles Clément Roemers (Maastricht, 31 januari 1748 - Meersen, 25 december 1838), lid van de Raad van Vijfhonderd van april 1797 tot december 1799, empirebaron in 1811.
- Philippe Vilain XIIII (zie 1816)

### 1812
- Philippe Herwyn, baron (uitgedoofd)
- Pierre Pierets de Croonenburgh, empireridder, overdraagbaar bij eerstgeboorte. Getrouwd met Petronilla van Segvelt. Burgemeester van Mechelen.
- Felix Boussart (Binche 4 maart 1771 - Tirchau, Hongarije, 1813), empireridder. Getrouwd met Thérèse Picot (1775-1850). Ze hadden drie kinderen, onder wie Caroline Clémence Boussart (1809-1891). Hij werd kolonel in het Franse leger en werd krijgsgevangen genomen in Dresden. Sommige bronnen geven (waarschijnlijk onterecht) overlijdensdatum als 1843.
- Constantin de Geloes d'Eysden, baron (uitgedoofd)

### 1813
- Renon le Bailly de Tilleghem, erkenning, erfelijke adel, ridderschap van West-Vlaanderen, baron, overdraagbaar op alle afstammelingen (zie 1816)
- François de Serret, baron
- Philibert d'Eesbeeck, dit Philibert van der Haeghen de Mussain, baron (zie 1816) (uitgedoofd in 1858)
- Louis de Vos de Cauwenberg, baron (uitgedoofd)
- Jean-Jacques Verseyden de Varick, ridder (zie 1816) (uitgedoofd)
- François Durutte, graaf (zie 1810)
- Marie-Philippe de l'Epine, ridder
- Philippe de Pret de ter Veken, baron (zie 1816) (uitgedoofd)
- Maurice de Riquet de Caraman, baron, overdraagbaar bij eerstgeboorte (zie 1816) (uitgedoofd)
- Pierre de Stuers, baron (zie 1824)
- Etienne Travers, verheffing, persoonlijke titel baron (zie 1810 hieronder) (uitgedoofd 1895)
- Samuel John van Limburg Stirum, baron (zie 1814)

### 1814
- Auguste de Thysebaert, baron (zie 1816)
- Philippe Joseph Gérard (Brussel, 12 maart 1780 - ?) kapitein bij de Jagers te paard, ridder
- Victor de Riquet de Caraman, baron

## Koninkrijk Holland: koningLodewijk Napoleon Bonaparte

### 1810
- Etienne Travers, verheffing erfelijke adel, baron (zie hierboven 1813 en hieronder 1824) (uitgedoofd 1895)
- Jean-Baptiste Dumonceau, verheffing erfelijke adel, graaf van Bergerduin (in 1811: graaf van Bergendal, overdraagbaar bij eerstgeboorte (zie 1820)

## Verenigd Koninkrijk der Nederlanden
In 1815-1816 werd door Willem I de draad weer opgenomen die door de afschaffing van 1795 was afgebroken. De nieuwe grondwet voorzag (artikel 63) in de oprichting van de adelstand, maar niet in een systematisch herstel van de vroegere adel. Iedere adelserkenning moest individueel worden verkregen.
Dezelfde procedures en titulatuur als onder het ancien régime werden hernomen. Het enige en fundamentele verschil was dat de adellijke status en titel geen voorrechten meer verleende. Wel werd, door de oprichting als een aparte geleding binnen de structuren, van de 'ridderschappen' als een van de drie kiescolleges, een bepaalde politieke macht aan de adel toegekend.
Wie tot de adel van het Verenigd Koninkrijk wilde behoren, moest een nieuwe adelserkenning verkrijgen, waarbij de oude adel opnieuw adellijke status kon verkrijgen, mits hiervoor aanvraag te doen en de nodige registratierechten te betalen. Men hield geen afzonderlijke rekening met de empireadel, die zoals elkeen een aanvraag tot benoeming in de adel kon indienen. Daarnaast konden ook personen die onder het ancien régime niet tot de adel behoorden, in de adel worden verheven, onder dezelfde voorwaarden.
Zowel de oude adel als de empireadel die erkenning vroeg, kreeg die meestal. Dit gebeurde volgens drie manieren:
- gewoon door adelserkenning van voormalige edelen, meestal zo niet altijd ten erfelijke titel;
- door benoeming (hoofdzakelijk in 1816-1817, sporadisch nog nadien) in de provinciale 'ridderschap', die automatisch met opname in de adel gepaard ging, op voorwaarde dat de belanghebbende een attest indiende dat het bewijs leverde dat hij de eed van trouw aan de monarchie had afgelegd;
- door toekenning van een adellijke titel, hetgeen automatische opname in de erfelijke adel betekende;
- door 'inlijving' voor wat betreft buitenlandse adel.

Burgers konden tot de adel toetreden:
- door adelsverheffing;
- door benoeming in de provinciale ridderschap (zoals hierboven);
- door toekenning van een adellijke titel.

De titels werden hetzij ten persoonlijke titel verleend, hetzij met overdraagbaarheid bij eerstgeboorte, hetzij met overdraagbaarheid op alle mannelijke nakomelingen, hetzij met overdraagbaarheid op alle mannelijke en vrouwelijke afstammelingen die de naam droegen.
Op 24 juni 1814 richtte Willem, als 'soeverein vorst' de Hoge Raad van Adel op, bevestigd zodra hij koning van het Verenigd Koninkrijk werd.
De eerste grote toevloed van aanvragen, die meestal werden ingewilligd, gebeurde in 1815 en betekende in de jaren 1816-1817 een grote aanvoer van leden voor de nieuwe adellijke organisatie. Enkele jaren later was er een tweede grote toevloed, van personen die aanvankelijk geen aanvraag wilden indienen, meestal omdat ze het regime niet genegen waren, maar die na enkele jaren waren bijgedraaid.
Alle hierna vernoemden, te identificeren als bewoners van de Zuid-Nederlandse provincies, werden in de erfelijke adel opgenomen, al dan niet met een titel. Enkele Noord-Nederlanders die later nakomelingen in België hadden, worden hierna ook genoemd.

### Willem I, soevereine vorst

#### 1814
- Albrecht Nicolaas van Aerssen Beijeren van Voshol, benoeming, erfelijke adel, ridderschap van Holland (zie 1822)
- Samuel John van Limburg Stirum, benoeming, erfelijke adel, graaf, ridderschap van Gelderland
- Anthony Sloet van Oldruitenborgh, benoeming, erfelijke adel, ridderschap van Overijssel (1819: baron, overdraagbaar op alle afstammelingen die de naam dragen)
- Joseph van Voorst tot Voorst, benoeming, erfelijke adel, ridderschap van Gelderland

### Willem I, koning van het Verenigd Koninkrijk der Nederlanden

#### 1815
- Leonard de Casembroot, erkenning erfelijke adel
- hertog van Wellington, Arthur Wellesly, prins van Waterloo, erfelijke titel
- Adriaan Wittert, inlijving, erkenning erfelijke adel, baron (uitgedoofd 1967)
- Nicolaas Wittert, inlijving, erkenning erfelijke adel

#### 1816
- Jean-Baptiste van der Aa de Randerode, benoeming, erfelijke adel, ridderschap van Antwerpen (uitgedoofd 1888)
- Johannes-Baptista van Aefferden, benoeming, erfelijke adel, ridderschap van Limburg (zie 1871)
- Charles d'Alegambe, erkenning erfelijke adel, ridderschap van Oost-Vlaanderen, graaf, overdraagbaar bij eerstgeboorte en voor de andere afstammelingen baron of barones (uitgedoofd 1869)
- Charles d'Andelot, erkenning erfelijke adel, ridderschap van Henegouwen, graaf, overdraagbaar bij eerstgeboorte (uitgedoofd 1873)
- François d'Anethan, erkenning, erfelijke adel, ridderschap van Luxemburg, baron, overdraagbaar bij eerstgeboorte en ridder voor de overige nakomelingen
- Jacques Joseph Dominique d'Anethan, benoeming erfelijke adel, ridderschap van Luxemburg, baron
- Pierre Felix Joseph d'Anethan, benoeming, erfelijke adel, ridderschap van Luxemburg, baron (persoonlijke titel) (uitgedoofd 1908)
- Paul Arconati-Visconti (Milaan, 1754 - Brussel, 1821), benoeming, erfelijke adel, ridderschap van Zuid-Brabant, markies, overdraagbaar bij eerstgeboorte (uitgedoofd 1821)
- Philippe d'Arschot Schoonhoven, benoeming, erfelijke adel, ridderschap van Limburg, graaf, overdraagbaar op alle afstammelingen die de naam dragen
- Joseph-Ferdinand d'Aspremont Lynden, benoeming, erfelijke adel, ridderschap van Namen, graaf, overdraagbaar op alle afstammelingen die de naam dragen
- Honoré-Dominique d'Astier, benoeming, erfelijke adel, ridderschap van Zuid-Brabant, graaf, overdraagbaar op alle afstammelingen (uitgedoofd 1881)
- Denis-Bruno d'Astier, benoeming, erfelijke adel, ridderschap van Henegouwen, graaf, overdraagbaar op alle nakomelingen (uitgedoofd 1881)
- Charles-Emmanuel d'Auxy de Neufville, benoeming, erfelijke adel, ridderschap van Henegouwen, graaf, overdraagbaar op alle afstammelingen (uitgedoofd 1885)
- Philippe d'Auxy de Fouleng, benoeming, erfelijke adel, ridderschap van Henegouwen, graaf, overdraagbaar bij eerstgeboorte (1816: benoemingsbesluit ingetrokken, 1822: besluit hersteld) (uitgedoofd 1876)
- Edouard d'Auxy de Launois, benoeming, erfelijke adel, ridderschap van Henegouwen, graaf, overdraagbaar op alle afstammelingen (uitgedoofd 1985)
- Charles de Baillet (1780-1843), benoeming, erfelijke adel, ridderschap van Antwerpen, graaf (uitgedoofd 1908)
- Henri de Baillet, benoeming, erfelijke adel, ridderschap van Zuid-Brabant, graaf (1846: overdraagbaar op alle nakomelingen) (uitgedoofd circa 1900)
- Ferdinand de Baillet, benoeming, erfelijke adel, ridderschap van Antwerpen, graaf (persoonlijke titel) (uitgedoofd 1980)
- Augustin de Baillet, benoeming, erfelijke adel, ridderschap van Antwerpen, graaf (persoonlijke titel) (uitgedoofd 1866)
- Renon le Bailly de Tilleghem, benoeming, erfelijke adel, ridderschap van West-Vlaanderen, baron in 1817, overdraagbaar op alle nakomelingen (zie 1813)
- Charles Le Bailly de Marloop, benoeming, erfelijke adel, ridderschap van West-Vlaanderen, burggraaf, overdraagbaar bij eerstgeboorte (uitgedoofd)
- Lambert de Baré de Comogne, benoeming, erfelijke adel, ridderschap van Namen (1827: baron)
- Sébastien de la Barre de Flandre, benoeming, erfelijke adel, opeenvolgend ridderschap Luxemburg, Henegouwen, Brabant, baron, overdraagbaar bij eerstgeboorte (uitgedoofd 1845)
- Ferdinand de la Barre du Maisnil, erkenning, erfelijke adel, baron, overdraagbaar bij eerstgeboorte (uitgedoofd 1821)
- Idesbalde Baudequin de Peuthy, benoeming, erfelijke adel, ridderschap van Zuid-Brabant, baron, overdraagbaar bij eerstgeboorte (uitgedoofd 1864)
- Théodore de Baudequin de Peuthy d'Huldenberghe, benoeming, erfelijke adel, ridderschap van Zuid-Brabant, persoonlijke titel (uitgedoofd 1864)
- Alphonse Baut de Rasmon, benoeming, erfelijke adel, ridderschap Oost-Vlaanderen, baron, overdraagbaar bij eerstgeboorte (uitgedoofd 1859)
- Frédéric Auguste Alexandre de Beaufort-Spontin, benoeming, erfelijke adel, ridderschap van Namen (hertog, markies en graaf: overdraagbaar bij eerstgeboorte; graaf: overdraagbaar op alle afstammelingen die de naam dragen)
- Maximilien Henri Ghislain de Beeckman, benoeming, erfelijke adel, ridderschap van Zuid-Brabant, baron (uitgedoofd 1934)
- Eugène van den Berghe de Limminghe, benoeming, erfelijke adel, ridderschap van Zuid-Brabant, graaf, overdraagbaar bij eerstgeboorte (uitgedoofd 1891)
- Florent de Berlaymont, benoeming, erfelijke adel, ridderschap van Namen, graaf overdraagbaar op alle afstammelingen die de naam dragen (uitgedoofd)
- Jules de Berlaymont, benoeming, erfelijke adel, ridderschap van Namen, graaf, overdraagbaar op alle afstammelingen die de naam dragen (uitgedoofd)
- Marie Amé Bernard de Bethune Hesdigneul, benoeming, erfelijke adel, ridderschap van Henegouwen, graaf, overdraagbaar bij eerstgeboorte
- François de Le Bidart, benoeming, erfelijke adel, ridderschap van Henegouwen (uitgedoofd 1887)
- André de Bieberstein Rogalla Zawadsky, benoeming, erfelijke adel, ridderschap van Limburg, baron, overdraagbaar op alle afstammelingen die de naam dragen (uitgedoofd 1935)
- Théodore de Billehé de Valensart, benoeming, erfelijke adel, ridderschap van Limburg, baron, overdraagbaar op alle afstammelingen die de naam dragen (uitgedoofd 1908)
- Joseph de Blanckart, benoeming, erfelijke adel, ridderschap van Limburg, baron, overdraagbaar op alle afstammelingen die de naam dragen (uitgedoofd 1968)
- Alexandre le Blavier de la Rocq, benoeming, erfelijke adel, ridderschap van Luik, baron, overdraagbaar bij eerstgeboorte (uitgedoofd 1830)
- Eustache de Blondel de Beauregard de Viane, benoeming, erfelijke adel, ridderschap van Oost-Vlaanderen (1819: baron, overdraagbaar op alle afstammelingen die de naam dragen) (uitgedoofd)
- Louis-Jean van den Bogaerde, benoeming, erfelijke adel, ridderschap van West-Vlaanderen (uitgedoofd)
- Charles-Joseph du Bois de Vroylande de Nevele, benoeming, erfelijke adel, ridderschap van Oost-Vlaanderen, baron, overdraagbaar bij eerstgeboorte (uitgedoofd 1828)
- Ferdinand du Bois, benoeming, erfelijke adel, ridderschap van Oost-Vlaanderen, baron, overdraagbaar bij eerstgeboorte
- Ferdinand du Bois, dit van den Bossche, benoeming, erfelijke adel, ridderschap van Oost-Vlaanderen, baron, overdraagbaar bij eerstgeboorte (uitgedoofd in 1901)
- Joseph-Jacques Bonaert, benoeming, erfelijke adel, ridderschap van Zuid-Brabant, baron, overdraagbaar bij eerstgeboorte (uitgedoofd 1833)
- Jean-Louis Bonaert, benoeming, erfelijke adel, ridderschap van West-Vlaanderen (uitgedoofd 1867)
- Charles-Henri Boot (Brussel, 1756 - Wenen, 1828), graaf van Velthem, verkreeg erkenning van erfelijke adel en benoeming in de ridderschap van Antwerpen, met de titel graaf, overdraagbaar bij eerstgeboorte. Hij was getrouwd in 1816 in Wenen met gravin Eleonore Berchtold. Het huwelijk bleef kinderloos (uitgedoofd 1828).
- Jean-Guillaume de Borchgrave d'Altena, benoeming, erfelijke adel, ridderschap van Limburg, graaf, overdraagbaar op alle afstammelingen die de naam dragen
- Guillaume Georges François de Borchgrave d'Altena, benoeming, erfelijke adel, ridderschap van Limburg, overdraagbaar op alle afstammelingen die de naam dragen
- Jean-Louis de Borchgrave d'Altena, benoeming, erfelijke adel, ridderschap van Limburg, graaf, persoonlijke titel (uitgedoofd 1827)
- Michel de Borchgrave d'Altena, erkenning, erfelijke adel, graaf, overdraagbaar op alle afstammelingen die de naam dragen
- Charles-Alexandre de Borchgrave d'Altena, erkenning, erfelijke adel, graaf, overdraagbaar op alle afstammelingen die de naam dragen (uitgedoofd 1934)
- Gaspard-Joseph Borluut d'Hoogstraete, benoeming, erfelijke adel, ridderschap van Oost-Vlaanderen (uitgedoofd in 1946)
- Jean-Ferdinand-Alexandre de Borman, benoeming, erfelijke adel, ridderschap Limburg (uitgedoofd)
- Philippe van Borsselen van der Hooghe, benoeming, erfelijke adel, ridderschap van West-Vlaanderen, baron, niet overdraagbaar (uitgedoofd 1829)
- Charles-Jean de Bosschaert, benoeming, erfelijke adel, ridderschap van Antwerpen, ridder, overdraagbaar op alle mannelijke afstammelingen (uitgedoofd)
- Paul-Joseph de Bosschaert de Bouwel, benoeming, erfelijke adel, ridderschap van Antwerpen, ridder, overdraagbaar op alle mannelijke afstammelingen (grotendeels uitgedoofd)
- Charles-Alexandre de Bousies de Rouveroy, benoeming, erfelijke adel, ridderschap van Henegouwen, burggraaf, overdraagbaar bij eerstgeboorte en voor de andere mannelijke afstammelingen de titel ridder (uitgedoofd)
- Ferdinand-Louis de Bousies, benoeming, erfelijke adel, ridderschap van Henegouwen (uitgedoofd)
- Bonaventure-Hyacinthe de Bousies, benoeming, erfelijke adel, ridderschap van Henegouwen, ridder, overdraagbaar op alle mannelijke afstammelingen
- Louis de Briey de Laclaireau, benoeming, erfelijke adel, ridderschap van Luxemburg, graaf, overdraagbaar bij eerstgeboorte
- Charles de Broich, inlijving, erfelijke adel, baron, overdraagbaar op alle afstammelingen die de naam dragen (gedeeltelijk uitgedoofd)
- Charles de Bruges de Gerpinnes, benoeming, erfelijke adel, ridderschap van Henegouwen (uitgedoofd 1944)
- Louis-Antoine de Brias, benoeming, erfelijke adel, ridderschap van Luxemburg, graaf, overdraagbaar op alle afstammelingen die de naam dragen
- Charles-Albert van der Burch, benoeming ridderschap van Henegouwen, graaf, overdraagbaar bij eerstgeboorte (uitgedoofd)
- Leonard du Bus de Gisignies, verheffing, erfelijke adel; in 1817 benoeming in de ridderschap van West-Vlaanderen; in 1819 burggraaf, overdraagbaar bij eerstgeboorte (uitgedoofd)
- Joseph Renaud Calf de Noidans, benoeming, erfelijke adel, ridderschap van Luik, graaf, niet overdraagbaar (uitgedoofd)
- François van Caloen Arents, benoeming, erfelijke adel, ridderschap van West-Vlaanderen (uitgedoofd in 1962)
- Jean-Baptiste Camberlyn d'Amougies, benoeming, erfelijke adel, ridderschap Oost-Vlaanderen (1818: ridder, overdraagbaar bij eerstgeboorte) (uitgedoofd)
- Jean-Charles de Carnin de Staden, benoeming, erfelijke adel, ridderschap van West-Vlaanderen, graaf, overdraagbaar bij eerstgeboorte (uitgedoofd 1826)
- Louis-François de Carnin de Vinderhoute, benoeming, erfelijke adel, ridderschap van Oost-Vlaanderen (uitgedoofd voor 1826)
- Nicolas de Cassal, benoeming, erfelijke adel, ridderschap van Luxemburg, baron, overdraagbaar op alle nakomelingen (uitgedoofd 1860)
- François du Chasteler de Moulbaix, benoeming, erfelijke adel, ridderschap van Henegouwen, markies (uitgedoofd 1936)
- Barthélémy de Chestret de Haneffe, benoeming, erfelijke adel, ridderschap van Luik, baron (persoonlijke titel)
- Philippe Christyn de Ribaucourt, benoeming, erfelijke adel, ridderschap van Oost-Vlaanderen, burggraaf (1820: graaf, overdraagbaar bij eerstgeboorte; 1871: uitbreiding tot alle afstammelingen die de naam dragen)
- Philippe le Clément de Taintignies, benoeming, erfelijke adel, ridderschap Henegouwen, baron, overdraagbaar bij eerstgeboorte (uitgedoofd 1869)
- Jean-Josse Clemmen de Peteghem, benoeming, erfelijke adel, ridderschap van Oost-Vlaanderen, baron, overdraagbaar bij eerstgeboorte (uitgedoofd 1841)
- Michel-Mathieu de Clercx de Waroux, benoeming, erfelijke adel, ridderschap van Luik (uitgedoofd 1961)
- François de Clerque Wissocq benoeming, erfelijke adel, ridderschap van Oost-Vlaanderen, burggraaf, overdraagbaar bij eerstgeboorte (uitgedoofd)
- Albert de Codt, benoeming, erfelijke adel, ridderschap van West-Vlaanderen (uitgedoofd 1857)
- Louis-Paul van Colen de Bouchout, benoeming, erfelijke adel, ridderschap Antwerpen (uitgedoofd 1839)
- François Joseph Philippe Léopold Colins van Ham, benoeming, erfelijke adel, ridderschap Henegouwen, burggraaf en graaf, overdraagbaar bij eerstgeboorte (uitgedoofd 1871).
- François-Maximilien de Copis, benoeming, erfelijke adel, ridderschap van Limburg, baron, overdraagbaar op alle afstammelingen die de naam dragen (uitgedoofd 1828)
- Constantin de Copis, benoeming, erfelijke adel, ridderschap van Luik, baron, overdraagbaar op alle afstammelingen die de naam dragen (uitgedoofd 1813)
- Charles Coppieters Stochove, benoeming, erfelijke adel, ridderschap van West-Vlaanderen (uitgedoofd)
- Louis-Ferdinand de Coppin de Conjoux, benoeming, erfelijke adel, ridderschap van Namen, baron, persoonlijke titel (uitgedoofd)
- Joseph de Coppin de Falaën, benoeming, erfelijke adel, ridderschap van Namen, baron, persoonlijke titel (1826: overdraagbaar bij eerstgeboorte) (uitgedoofd)
- François Cornet de Grez, benoeming, erfelijke adel, ridderschap van Zuid-Brabant, graaf, overdraagbaar op alle afstammelingen die de naam dragen (uitgedoofd)
- Martin Cornet de Ways-Ruart, benoeming, erfelijke adel, ridderschap van Zuid-Brabant, graaf, overdraagbaar op alle afstammelingen die de naam dragen
- Edmond de la Coste, benoeming, erfelijke adel, ridderschap van West-Vlaanderen (uitgedoofd 1892)
- Frédéric de Cox van Hommelen, benoeming, erfelijke adel, ridderschap van Limburg (uitgedoofd 1864)
- Louis-Marie de Crassier, benoeming, erfelijke adel, ridderschap van Luik, baron, overdraagbaar op alle afstammelingen die de naam dragen (uitgedoofd 1949)
- Karel Aeneas de Croeser de Berges, benoeming, erfelijke adel, ridderschap van West-Vlaanderen, baron, overdraagbaar bij eerstgeboorte (uitgedoofd 1903)
- Joseph-Antoine de Crombrugghe de Picquendaele, benoeming, erfelijke adel, ridderschap van Oost-Vlaanderen
- Louis-Joseph de Crombrugghe de Balin, benoeming, erfelijke adel, ridderschap van Oost-Vlaanderen (uitgedoofd)
- Pie-Joseph de Crombrugghe de Looringhe, benoeming, erfelijke adel, ridderschap van West-Vlaanderen (1818: baron, overdraagbaar bij eerstgeboorte)
- Jacques de Crombrugghe de Beaupré, benoeming, erfelijke adel, ridderschap van West-Vlaanderen (uitgedoofd 1868)
- Edouard de Cuvelier, benoeming, erfelijke adel ridderschap provincie Namen, baron, overdraagbaar bij eerstgeboorte (uitgedoofd 1850)
- Jozef Cuylen van 't Goor en Tereecken, benoeming, erfelijke adel, ridderschap van Antwerpen (uitgedoofd 1834)
- Jean-Marie de Desandrouin d'Heppignies, benoeming, erfelijke adel, ridderschap van Henegouwen, markies, niet overdraagbaar (uitgedoofd 1821)
- Jean-Alexandre Desmanet, benoeming, erfelijke adel, ridderschap van Henegouwen (uitgedoofd 1832)
- Charles Desmanet de Biesme, benoeming, erfelijke adel, ridderschap van Namen (1824: burggraaf, overdraagbaar bij eerstgeboorte) (uitgedoofd 1957)
- Jean-Marie van der Dilft de Borghvlies, benoeming, erfelijke adel, ridderschap van Zuid-Brabant, graaf, overdraagbaar bij eerstgeboorte (uitgedoofd 1947)
- Frédéric d'Ennetières et des Mottes, benoeming, erfelijke adel, ridderschap van Henegouwen, markies, overdraagbaar op alle afstammelingen die de naam dragen (uitgedoofd 1925)
- Hendrik-Willem d'Erp tot Holt van Baerlo, benoeming, erfelijke adel, ridderschap van Limburg, baron, overdraagbaar op alle afstammelingen die de naam dragen (uitgedoofd 1949 mannelijke en 1992 vrouwelijke naamdragers)
- Joseph van Eyll, benoeming, erfelijke adel, ridderschap van het groothertogdom Luxemburg
- Philibert van der Haeghen de Mussain, ridderschap van Oost-Vlaanderen (zie 1813)
- Henri-Guillaume de Fabribeckers de Cortils de Grâce, benoeming, erfelijke adel, ridderschap van Luik
- François-Jan della Faille de Waerloos, benoeming, erfelijke adel, ridderschap van Antwerpen (weigerde zijn statuut door een akte van bewijs te regulariseren, maar legde wel de eed af en zetelde)
- François della Faille d'Huysse, benoeming, erfelijke adel, ridderschap van Oost-Vlaanderen, baron, overdraagbaar bij eerstgeboorte
- Joseph-Charles della Faille de Leverghem, benoeming, erfelijke adel, ridderschap van Antwerpen
- Joseph Sébastien della Faille d'Assenede, benoeming, erfelijke adel, ridderschap van Oost-Vlaanderen, graaf, overdraagbaar bij eerstgeboorte (uitgedoofd 1864)
- Godefroid du Faing d'Aigremont, benoeming, erfelijke adel, ridderschap van Luxemburg (uitgedoofd 1880)
- Jean-Adolphe de Feller, benoeming, erfelijke adel, ridderschap van Luxemburg (uitgedoofd 1837)
- Guillaume de Feltz, benoeming, erfelijke adel, ridderschap van Luxemburg, baron, overdraagbaar op alle afstammelingen die de naam dragen (uitgedoofd 1853)
- Pierre-Fernand de Ferrant de Montigny, benoeming, erfelijke adel, ridderschap van Luxemburg, baron, overdraagbaar bij eerstgeboorte. (uitgedoofd)
- Florimond-Joseph de Ficquelmont de Vyle, benoeming, erfelijke adel, ridderschap van Luik, graaf, overdraagbaar op alle afstammelingen die de naam dragen (uitgedoofd)
- Pierre-Jean de Floen Adlercrona, benoeming, erfelijke adel, ridderschap van Luik, baron, overdraagbaarb op alle afstammelingen die de naam dragen (uitgedoofd 1824)
- Philippe de Floen Adlercrona, benoeming, erfelijke adel, ridderschap van Luik, baron, overdraagbaar op alle afstammelingen (uitgedoofd 1855)
- François de Formanoir d'Archimont, benoeming, erfelijke adel, ridderschap van Luxemburg (uitgedoofd)
- Auguste-Félix del Fosse et d'Espierres, benoeming, erfelijke adel, ridderschap van West-Vlaanderen, baron, overdraagbaar bij eerstgeboorte
- Alexandre François van der Fosse, benoeming, erfelijke adel, ridderschap van West-Vlaanderen, burggraaf, overdraagbaar bij eerstgeboorte (uitgedoofd 1879)
- Henri de Fourneau de Cruckenburg de Vichte, benoeming, erfelijke adel, ridderschap van Oost-Vlaanderen, graaf, overdraagbaar bij eerstgeboorte (uitgedoofd 1924)
- Hippolyte de Fraula de Broechem, benoeming, erfelijke adel, ridderschap van Antwerpen, burggraaf, overdraagbaar bij eerstgeboorte (uitgedoofd 1868)
- Mathieu de Fromanteau de Ruyff, benoeming, erfelijke adel, ridderschap van Luik, baron, overdraagbaar bij eerstgeboorte (uitgedoofd 1831)
- Jean-Jacques de Gaiffier d'Emeville, benoeming, erfelijke adel, ridderschap van Namen (1820: baron, overdraagbaar bij eerstgeboorte; 1828: burggraaf, overdraagbaar bij eerstgeboorte)
- Pierre de Gaiffier, benoeming, erfelijke adel, ridderschap van Henegouwen (1820:baron, overdraagbaar bij eerstgeboorte) (uitgedoofd)
- Charles-Alexandre de Gavre, benoeming, erfelijke adel, ridderschap van Henegouwen, prins, overdraagbaar bij eerstgeboorte (zie 1808) (uitgedoofd 1832)
- Constantin de Geloes d'Eysden, benoeming, erfelijke adel, ridderschap van Luik, graaf, overdraagbaar op alle afstammelingen die de naam dragen (zie 1812) (uitgedoofd)
- Charles-Emile de Geloes d'Elsloo, benoeming, erfelijke adel, ridderschap van Luik, graaf, overdraagbaar op alle afstammelingen die de naam dragen
- Charles-Borromée de Ghellinck de Nockere, benoeming, erkenning erfelijke adel, ridderschap van Oost-Vlaanderen (uitgedoofd)
- Charles-Joseph de le Gillon de Mehaignoul (1756-1821), benoeming, erfelijke adel, ridderschap van Namen, met de titel baron, overdraagbaar bij eerstgeboorte. Met hem doofde deze familie uit. Hij was een kleinzoon van baron (1771) Jean-Philippe de Le Gillon, heer van Ridaux, in de provincie Namen en een zoon van Charles-Joseph Le Gillon de Méhaignoul (*1725).
- Louis-Emmanuel le Gillon de Basseghem, benoeming, erfelijke adel, ridderschap van West-Vlaanderen, baron, overdraagbaar bij eerstgeboorte
- Charles-Louis le Gillon de Goemaringhe, benoeming, erfelijke adel, ridderschap van West-Vlaanderen
- Ernest-Joseph de Glymes de Hollebecque, benoeming, erfelijke adel, ridderschap van Henegouwen, graaf, overdraagbaar op alle afstammelingen die de naam dragen (uitgedoofd 1915)
- Louis-Philippe de Goër de Herve, benoeming, erfelijke adel, ridderschap van Luik, baron, overdraagbaar op alle afstammelingen die de naam dragen (uitgedoofd)
- Ambroise Goubau de Corbeeck-Dijle, benoeming, erfelijke adel, ridderschap van Zuid-Brabant (uitgedoofd 1866)
- Emmanuel Goubau de Bergeyck, benoeming, erfelijke adel, ridderschap van Antwerpen (uitgedoofd 1866)
- Eugène-Joseph Goubau, benoeming, erfelijke adel, ridderschap van West-Vlaanderen, baron (uitgedoofd 1866)
- Ernest-Joseph de Gourcy-Serainchamps, benoeming, erfelijke adel, ridderschap van Luik, graaf, overdraagbaar op alle afstammelingen die de naam dragen (uitgedoofd)
- Léopold van der Gracht de Rommerswael et Vremde, benoeming, erfelijke adel, ridderschap van Antwerpen, baron, overdraagbaar bij eerstgeboorte
- Timothée van der Gracht d'Eeghem, benoeming, erfelijke adel, ridderschap van West-Vlaanderen (uitgedoofd)
- Albert de Grady de la Neuville, benoeming, erfelijke adel, ridderschap van Luik, ridder, overdraagbaar op alle mannelijke afstammelingen (uitgedoofd)
- Albert-Antoine de Grady de Bellaire, benoeming, erfelijke adel, ridderschap van Luik, ridder, overdraagbaar op alle mannelijke afstammelingen (uitgedoofd)
- Ferdinand-François de Hamal, benoeming, erfelijke adel, ridderschap van Luik, graaf, overdraagbaar op alle afstammelingen die de naam dragen
- François-Joseph de Hamal de Wierve, benoeming, erfelijke adel, ridderschap van Namen, graaf, overdraagbaar op alle afstammelingen die de naam dragen
- Jean-Baptiste d'Hane de Steenhuyse, benoeming, erfelijke adel, ridderschap van Oost-Vlaanderen, graaf, overdraagbaar bij eerstgeboorte (uitgedoofd 1887)
- Joseph-Sébastien d'Hane de Stuyvenberghe, benoeming, erfelijke adel, ridderschap van Oost-Vlaanderen (uitgedoofd 1826)
- Louis-Jacques d'Hanins de Moerkerke, benoeming, erfelijke adel, ridderschap van West-Vlaanderen (uitgedoofd)
- Louis-François de Harchies de Vlamertinghe, benoeming, erfelijke adel, ridderschap van West-Vlaanderen, markies, overdraagbaar bij eerstgeboorte (uitgedoofd 1858)
- Louis de Haultepenne d'Arville, benoeming ridderschap Namen, erfelijke adel, baron, overdraagbaar bij eerstgeboorte (uitgedoofd 1841)
- Jean-Michel van Havre, benoeming, erfelijke adel, ridderschap van Antwerpen, ridder, overdraagbaar op alle mannelijke afstammelingen
- Jacques Joseph van den Hecke, benoeming, erfelijke adel, ridderschap van Oost-Vlaanderen (uitgedoofd)
- Bruno-Désiré de Heere de Beauvoorde, benoeming, erfelijke adel, ridderschap van West-Vlaanderen (1817: baron, overdraagbaar op alle afstammelingen die de naam dragen) (uitgedoofd 1817)
- Alexandre-Joseph Helman de Willebroeck, benoeming, erfelijke adel, ridderschap van Zuid-Brabant, baron, overdraagbaar bij eerstgeboorte
- Henri Helman de Grimberghe, benoeming, erfelijke adel, ridderschap van Zuid-Brabant, graaf, overdraagbaar bij eerstgeboorte
- Jean-Martial Helman de Ferooz, benoeming, erfelijke adel, ridderschap van Namen, baron
- Albert de Hemricourt, benoeming, erfelijke adel, ridderschap van Luik, graaf, overdraagbaar op alle afstammelingen die de naam dragen
- Joseph-Mathias de Hemricourt de Grunne, benoeming, erfelijke adel ridderschap van Namen, graaf, overdraagbaar op alle afstammelingen die de naam dragen (uitgedoofd)
- François-Bernard de Herissem, benoeming, erfelijke adel, ridderschap van Henegouwen, baron, overdraagbaar op alle afstammelingen die de naam dragen (uitgedoofd 1918)
- Théodore-Jean de Heusch de la Zangrye, benoeming, erfelijke adel, ridderschap van Limburg, baron, overdraagbaar op alle afstammelingenn die de naam dragen (uitgedoofd)
- Jean-Louis de Heusch de Thisnes, benoeming, erfelijke adel, ridderschap van Luik, baron, overdraagbaar op alle afstammelingen die de naam dragen (uitgedoofd)
- Bonaventure-Nicolas de Heusch de Bombrouck, benoeming, erfelijke adel, ridderschap van Limburg, baron, overdraagbaar op alle afstammelingen die de naam dragen (uitgedoofd)
- Augustin-Alexandre de Hoefnagle, benoeming, erfelijke adel, ridderschap van Luxemburg
- Maximilien-Henri de Hoen de Neufchâteau, benoeming, erfelijke adel, ridderschap van Limburg, graaf, overdraagbaar op alle afstammelingen die de naam dragen. Waarschijnlijk niet toegetreden tot de Belgische adel en gestorven zonder mannelijke nakomelingen. Getrouwd met prinses Felicitas Theresia von Hohenzollern-Hechingen. Een dochter was Maria-Francisca de Hoen Neufchâteau (Aubin-Neufchâteau, 15 november 1784 - Oud-Valkenburg, 4 juli 1860), die trouwde met Ladislas de Villers-Masbourg (1763-1850).
- Adolphe d'Hoffschmidt, benoeming, erfelijke adel, ridderschap van Namen
- Ernest d'Hoffschmidt, benoeming, erfelijke adel, ridderschap van Luxemburg
- François-Louis de Hontheim, benoeming, erfelijke adel, ridderschap van Luxemburg, ridder, overdraagbaar op alle mannelijke afstammelingen (uitgedoofd)
- Nicolas-Joseph de Hontheim, benoeming, erfelijke adel, ridderschap van Luxemburg, ridder, overdraagbaar op alle mannelijke afstammelingen
- Nicolas-François de Hout, benoeming, erfelijke adel, ridderschap van Luxemburg. Erkend in de erfelijke adel en benoemd in de ridderschap van Luxemburg, in 1816. Waarschijnlijk niet toegetreden tot de Belgische adel en zonder afstammelingen gebleven. Kleinzoon van François Hout, grootbaljuw en schout van Echternach.
- Jean-Henri de Hoyos († 1847), benoeming, erfelijke adel, ridderschap van Limburg. Vermeld in het "Wapenboek van de Belgische adel", maar wellicht verkeerdelijk. Hij bleef tot de Nederlandse adel behoren (uitgedoofd door zijn overlijden, zonder afstammelingen, in 1847)
- Philippe-Joseph d'Huart de Bertrange, benoeming, erfelijke adel, ridderschap van Luxemburg, baron, overdraagbaar bij eerstgeboorte
- Henri-Antoine d'Huart, benoeming, erfelijke adel, ridderschap van Luxemburg, baron, overdraagbaar bij eerstgeboorte
- Philippe Huys de Thy, benoeming, erfelijke adel, ridderschap van Zuid-Brabant, baron, overdraagbaar bij eerstgeboorte
- Charles-François Imbert des Mottelettes, benoeming, erfelijke adel, ridderschap van West-Vlaanderen (uitgedoofd 1861)
- Antoine-Laurent de Jacquier de Rosée, benoeming, erfelijke adel, ridderschap van Namen, baron, overdraagbaar bij eerstgeboorte
- Charles de Jamblinne de Meux
- Théodore-Jean de Jonghe, benoeming, erfelijke adel, ridderschap van Oost-Vlaanderen, burggraaf, overdraagbaar bij eerstgeboorte
- François-Antoine de Kerchove d'Exaerde, benoeming, erfelijke adel, ridderschap van Oost-Vlaanderen, baron, overdraagbaar bij eerstgeboorte
- Charles-Jacques Kervyn de Volkaersbeke, benoeming, erfelijke adel, ridderschap van Oost-Vlaanderen
- Louis de la Kethulle, benoeming, erfelijke adel, ridderschap van Oost-Vlaanderen
- Pierre-André van Kessel, erkenning erfelijke adel, persoonlijke titel baron
- Nicolas-Ignace de la Kethulle de Bolsele de Ryhove, benoeming, erfelijke adel, ridderschap van Oost-Vlaanderen (uitgedoofd)
- Karel Lodewijk van Keverberg van Kessel werd benoemd in de ridderschap van Limburg en erkend in de erfelijke adel, met de titel baron, overdraagbaar op alle afstammelingen die de naam dragen. In 1830 verhuisde hij naar Nederland en eiste de Nederlandse nationaliteit op. Hij is derhalve niet als lid van de Belgische adel weerhouden (uitgedoofd in 1921).
- Charles-Frédéric de Keverberg van Aldengoor werd benoemd in de ridderschap van Limburg en erkend in de erfelijke adel, met de titel baron, overdraagbaar op alle afstammelingen die de naam dragen. In 1830 verhuisde hij naar Nederland en eiste de Nederlandse nationaliteit op. Hij is derhalve niet als lid van de Belgische adel weerhouden. Hij overleed, kinderloos, in 1852 (uitgedoofd in 1852).
- Robert-Joseph de Laittres de Rossignol, benoeming, erfelijke adel, ridderschap van Luxemburg (uitgedoofd 1874)
- Charles de Lalaing, benoeming (postuum), erfelijke adel, ridderschap van Antwerpen, graaf
- François-Joseph de Lalaing, benoeming, erfelijke adel, ridderschap van Zuid-Brabant, graaf, overdraagbaar op alle afstammelingen die de naam dragen (uitgedoofd 1851)
- Louis Lallemant de Levignen, benoeming, erfelijke adel, ridderschap van Luik, graaf (uitgedoofd in 1818)
- Ernest-Pierre de Lamberts-Cortenbach, benoeming, erfelijke adel, ridderschap van Limburg, baron (1842: uitgeweken naar Nederland)
- Frédéric-Ernest de Lamberts-Cortenbach, benoeming, erfelijke adel, ridderschap van Luik, baron, niet overdraagbaar (uitgedoofd 1978)
- Jacques-Adrien de Lannoy de la Chaussée, benoeming, erfelijke adel, ridderschap van Henegouwen, graaf, overdraagbaar op alle afstammelingen die de naam dragen
- Chrétien de Lannoy de la Motterie, benoeming, erfelijke adel, ridderschap van Zuid-Brabant, graaf (zie 1808)
- Félix-Balthasar de Lannoy Clervaux, benoeming, erfelijke adel, ridderschap van Luik, graaf, overdraagbaar op alle afstammelingen die de naam dragen
- Charles-Henri de Latre de Ressaix, benoeming, erfelijke adel, ridderschap van Henegouwen
- Jean-Chrétien Lebrum de Miraumont, benoeming, erfelijke adel, ridderschap van Henegouwen
- Ferdinand-Joseph Lebrum de Miraumont, benoeming, erfelijke adel, ridderschap van Luxemburg
- Jean-Lambert Lenaerts d'Ingenop (1828), benoeming, erfelijke adel, ridderschap van Limburg. Zijn erfgenamen kozen na 1830 voor de Nederlandse nationaliteit en zijn derhalve niet meer onder de Belgische adel te behouden.
- Robert de Lens de Meulebeke, benoeming, erfelijke adel, ridderschap van West-Vlaanderen, graaf en baron, titels overdraagbaar bij eerstgeboorte
- Philippe de Lens, lid van de ridderschap van Oost-Vlaanderen, graaf.
- Pierre de Leonaerdts, benoeming, erfelijke adel, ridderschap van Limburg
- François-Joseph de Lichtervelde, benoeming, erfelijke adel, graaf, ridderschap van Oost-Vlaanderen, overdraagbaar bij eerstgeboorte
- Joseph-Augustin de Lichtervelde, benoeming, erfelijke adel, ridderschap van Oost-Vlaanderen, graaf, niet overdraagbaar
- Théodore-Edouard de Lichtervelde, benoeming, erfelijke adel, ridderschap van Oost-Vlaanderen
- Charles-Marie de Lichtervelde, benoeming, erfelijke adel, ridderschap van Oost-Vlaanderen, graaf
- Joseph-François de Lichtervelde, benoeming, erfelijk adel, ridderschap van Oost-Vlaanderen
- Gérard de Liedekerke, benoeming, erfelijke adel, ridderschap van Namen graaf, overdraagbaar op alle afstammelingen die de naam dragen
- Hilarion de Liedekerke Beaufort de Celles, benoeming, erfelijke adel, ridderschap van Namen
- Charles Alexandre de Liedekerke Beaufort, benoeming, erfelijke adel, ridderschap van Namen (1819: ridderschap van Luik), graaf, overdraagbaar op alle afstammelingen die de naam dragen
- Hyacinthe de Liedekerke, benoeming, erfelijke adel, ridderschap van Luik (1823: ridderschap van Limburg), graaf, overdraagbaar op alle afstammelingen die de naam dragen
- Pierre-Guillaume de Liedell de Well, benoeming, erfelijke adel, ridderschap van Limburg (1822: baron overdraagbaar bij eerstgeboorte; 1842: bevestiging ridderschap Nederlands Limburg; 1852: uitgedoofd)
- Théodore-Xavier de Lierneux de Presles, benoeming, erfelijke adel, ridderschap van Henegouwen, baron, overdraagbaar bij eerstgeboorte (uitgedoofd 1850)
- Eugène de Ligne, benoeming, erfelijke adel, ridderschap van Zuid-Brabant, prins, overdraagbaar op alle afstammelingen die de naam dragen
- Armand-Benoît Limnander de Nieuwenhove, benoeming, erfelijke adel, ridderschap van Oost-Vlaanderen
- Emmanuel van der Linden d'Hooghvorst, benoeming, erfelijke adel, ridderschap van Zuid-Brabant, baron, niet overdraagbaar
- Joseph van der Linden d'Hooghvorst, benoeming, erfelijke adel, ridderschap van Zuid-Brabant, baron, niet overdraagbaar
- Charles-François van der Linden d'Hooghvorst, benoeming, erfelijke adel, ridderschap van Zuid-Brabant, baron, niet overdraagbaar
- Claude Linotte de Poupehan, benoeming, erfelijke adel, ridderschap van Luxemburg
- Frans de Loë-Imstenraedt, benoeming, erfelijke adel, ridderschap van Limburg, baron, overdraagbaar op alle afstammelingen die de naam dragen
- François-Joseph de Loën d'Enschedé, benoeming, erfelijke adel, ridderschap van Namen, baron, overdraagbaar op alle afstammelingen die de naam dragen
- Joseph-Benoît de Loën d'Enschedé, benoeming, erfelijke adel, ridderschap van Oost-Vlaanderen, overdraagbaar op alle afstammelingen die de naam dragen
- Ludovicus de Loën d'Enschedé, benoeming, erfelijke adel, ridderschap van Oost-Vlaanderen, baron, overdraagbaar op alle afstammelingen die de naam dragen
- Charles-Louis de Looz Corswarem, benoeming, erfelijke adel, ridderschap van Limburg, hertog, overdraagbaar bij eerstgeboorte, overige afstammelingen de titel prins of prinses
- Louis-Antoine de Looz Corswarem, benoeming, erfelijke adel, ridderschap van Luik, graaf, overdraagbaar op alle afstammelingen die de naam dragen
- Jean-Baptiste de Lossy, benoeming, erfelijke adel, ridderschap van Henegouwen
- Jean-Joseph Lunden, benoeming, erfelijke adel, ridderschap van Antwerpen
- Charles-Hubert Maelcamp de Balsberghe, benoeming, erfelijke adel, ridderschap van Oost-Vlaanderen
- Michel-Jean van der Maesen, benoeming, erfelijke adel, ridderschap van Limburg. In 1830 koos hij voor Nederland en kwam niet meer voor onder de Belgische adel.
- Albert de Maillen d'Ohey, benoeming, erfelijke adel, ridderschap van Namen, markies (uitgedoofd)
- Fortuné de Maillen d'Ohée, benoeming, erfelijke adel, ridderschap van Namen, markies, overdraagbaar bij eerstgeboorte
- Théodore Olislagers de Sipernau, erkenning erfelijke adel, ridderschap Limburg, uitgedoofd 1861
- Félix-Henri de Maleingreau de Quenast, benoeming, erfelijke adel, ridderschap van Henegouwen (1817: baron) (uitgedoofd)
- Charles de Maleingreau d'Hembise, benoeming, erfelijke adel, ridderschap van Zuid-Brabant, baron, overdraagbaar bij eerstgeboorte
- Jean-Baptiste de Marchant et d’Ansembourg, benoeming, erfelijke adel, ridderschap van Limburg, graaf, overdraagbaar op alle afstammelingen die de naam dragen
- Charles-Alexandre de Marches, benoeming, erfelijke adel, ridderchap Luxemburg, baron, overdraagbaar bij eerstgeboorte (uitgedoofd 1921)
- Charles Ghislain de Marnix, benoeming, erfelijke adel, ridderschap van Antwerpen, graaf, overdraagbaar bij eerstgeboorte
- Jean-Adolphe de Martiny (1777-1823), benoeming ridderschap Luxemburg, erfelijke adel, vrederechter in Luxemburg, lid van de provinciale staten van Luxemburg (uitgedoofd 1823, laatste naamdrager in 1874)
- Jean-Joseph de Mathelin, benoeming, erfelijke adel, ridderschap van Luxemburg
- Jacques Mazeman de Couthove et de Tonlieu, benoeming, erkenning erfelijke adel, ridderschap van West-Vlaanderen (uitgedoofd 1923)
- César Constantin de Méan, benoeming, erfelijke adel, ridderschap van Luik, graaf, overdraagbaar op alle afstammelingen die de naam dragen (uitgedoofd 1876)
- Eugène de Méan de Beaurieux, benoeming, erfelijke adel, ridderschap van Luik, graaf, overdraagbaar op alle afstammelingen die de naam dragen (uitgedoofde 1876)
- Franciscus Antonius de Méan de Beaurieux, benoeming, prins en graaf (persoonlijk) (uitgedoofd 1876)
- Charles-Aimé van der Meere de Cruyshautem, benoeming, erfelijke adel, ridderschap van Oost-Vlaanderen, overdraagbaar bij eerstgeboorte (uitgedoofd)
- André Charles de Membrède, benoeming, erfelijke adel, ridderschap van Limburg (zie 1809)
- Bonaventure de Menten de Horne, benoeming, erfelijke adel, ridderschap van Limburg, ridder,overdraagbaar op alle mannelijke afstammelingen
- Leon Pierre de Menten de Horne, benoeming, erfelijke adel, ridderschap van Limburg, ridder,overdraagbaar op alle mannelijke afstammelingen
- François de Mercy-Argenteau, benoeming, erfelijke adel, ridderschap van Luik, graaf, overdraagbaar op alle mannelijke nakomelingen (zie 1810) (uitgedoofd in 1968)
- Florent Mincé du Fontbaré, benoeming, erfelijke adel, ridderschap van Namen en Luik, baron, overdraagbaar bij eerstgeboorte
- Guillaume-Louis de Moffarts de Hoesselt, benoeming, erfelijke adel, ridderschap van Limburg, baron, overdraagbaar op alle afstammelingen die de naam dragen (uitgedoofd)
- Godefroid-Emmanuel de Moffarts, benoeming, erfelijke adel, ridderschap van Luik, baron, overdraagbaar op alle afstammelingen die de naam dragen (uitgedoofd)
- Charles-Henri de Moniot d'Hestroy, benoeming, erfelijke adel (uitgedoofd), ridderschap van Namen, baron, overdraagbaar bij eerstgeboorte
- Jean-Michel de Moreau de Bioul, benoeming, erfelijke adel, ridderschap van Namen, ridder, overdraagbaar op alle mannelijke afstammelingen (uitgedoofd)
- Charles-Joseph de Moreau de Bioul, benoeming, erfelijke adel, ridderschap van Namen, ridder, overdraagbaar op alle mannelijke afstammelingen
- Lamoral-Antoine de la Motte Baraffe, benoeming, erfelijke adel, ridderschap van Henegouwen
- Géraud de Murat (Vic-le-Comte, Auvergne, 1 november 1774 - Gent, 19 oktober 1844) was officier in het regiment Baillet-Latour in dienst van de Oostenrijkers en na 1814 commandant bij de Marechaussee in het Verenigd Koninkrijk der Nederlanden. Hij trouwde in Gent met Marie de Lichtervelde (1778-1850). In 1860 erkend in de erfelijke adel en in ridderschap van Oost-Vlaanderen met de titel graaf, overdraagbaar bij eerstgeboorte (uitgedoofd 1926)
- Henri-Claude de Namur d'Elzée, benoeming, erfelijke adel, ridderschap van Namen, burggraaf, overdraagbaar bij eerstgeboorte (uitgedoofd 1893)
- Frédéric de Negri, benoeming, erfelijke adel, riderschap van Limburg, baron, overdraagbaar op alle afstammelingen die de naam dragen
- Guillaume-Joseph de Neunheuser, benoeming, erfelijke adel, ridderschap van Luxemburg (uitgedoofd)
- Henri-Philippe de Neve de Roden, benoeming, erfelijke adel, ridderschap van Oost-Vlaanderen, baron, overdraagbaar bij eerstgeboorte
- Philippe-François de Neve de Roden, benoeming, erfelijke adel, ridderschap van Oost-Vlaanderen, ridder, overdraagbaar op alle mannelijke afstammelingen (uitgedoofd)
- Philippe-Joseph de Néverlée de Baulet, benoeming, erfelijke adel, ridderschap van Henegouwen, baron, overdraagbaar bij eerstgeboorte (uitgedoofd)
- Charles-Romain de Néverlée de Baulet, benoeming, erfelijke adel, ridderschap van Henegouwen, baron, overdraagbaar bij eerstgeboorte
- Charles-Louis de Nieulant de Pottelsberghe, benoeming, erfelijke adel, ridderschap van Oost-Vlaanderen, burggraaf, overdraagbaar op alle afstammelingen die de naam dragen (uitgedoofd 1941)
- Maurice-Jean de Nieulant de Pottelsberghe, benoeming, erfelijke adel, ridderschap van Oost-Vlaanderen, burggraaf, overdraagbaar op alle afstammelingen die de naam dragen (uitgedoofd 1941)
- Désiré-Hubert de Nieulant de Pottelsberghe, benoeming, erfelijke adel, ridderschap van Oost-Vlaanderen, burggraaf, overdraagbaar op alle afstammelingen die de naam dragen (uitgedoofd 1941)
- François-Joseph de Nieulant de Pottelsberghe, benoeming, erfelijke adel, ridderschap van Oost-Vlaanderen, burggraaf, overdraagbaar op alle afstammelingen die de naam dragen (uitgedoofd 1941)
- Antoine-François de Nonancourt, benoeming, erfelijke adel, ridderschap van Luxemburg
- Maximilien van der Noot d'Assche, benoeming, erfelijke adel, ridderschap van Zuid-Brabant, markies en graaf, markies overdraagbaar bij eerstgeboorte, graaf overdraagbaar op de overige afstammelingen die de naam dragen
- François-Marie van der Noot, benoeming, erfelijke adel, ridderschap van Zuid-Brabant, graaf, overdraagbaar op alle afstammelingen die de naam dragen
- Joseph de Norman d'Audenhove, benoeming, erfelijke adel, ridderschap van Oost-Vlaanderen, graaf en baron, overdraagbaar bij eerstgeboorte (uitgedoofd)
- Jean-Antoine de Nothomb, benoeming, erfelijke adel, ridderschap van Luxemburg (uitgedoofd)
- Zacharie Obert de Quévy, benoeming, erfelijkle adel, ridderschap van Henegouwen, burggraaf, overdraagbaar bij eerstgeboorte
- Etienne-Eugène Obert de Thieusies, benoeming, erfelijke adel, ridderschap van Henegouwen (1823: burggraaf)
- Philippe d'Olmen de Poederlé, benoeming, erfelijke adel, ridderschap van Zuid-Brabant, baron, overdraagbaar bij eerstgeboorte (uitgedoofd 1968)
- Antoine-Joseph d'Olne, benoeming, erfelijke adel, ridderschap van Limburg, baron, overdraagbaar op alle afstammelingen die de naam dragen (uitgedoofd 1823). Deze familie behoorde tot de Noord-Nederlandse adel.
- Gerard d'Onyn de Chastre, benoeming, erfelijke adel, ridderschap van Zuid-Brabant (uitgedoofd 1837)
- Joseph-Louis d'Orjo de Marchovelette, benoeming, erfelijke adel, ridderschap van Namen
- Charles-Joseph d'Orjo de Wez, benoeming, erfelijke adel, ridderschap van Namen (uitgedoofd)
- Jean-Patrice O'Sullivan, benoeming, erfelijke adel, ridderschap van West-Vlaanderen
- Philibert d'Otreppe de Bouvette, benoeming, erfelijke adel, ridderschap van Namen
- Emile d'Oultremont de Wégimont, benoeming, erfelijke adel, ridderschap van Luik, graaf, overdraagbaar op alle afstammelingen die de naam dragen
- Charles-Ferdinand d'Oultremont de Wegimont de Duras, benoeming, erfelijke adel, ridderschap van Luik, graaf, overdraagbaar op alle afstammelingen die de naam dragen (uitgedoofd)
- Ferdinand-Joseph d'Oultremont de Wegimont, benoeming, erfelijke adel, ridderschap van Luik, graaf, overdraagbaar op alle afstammelingen die de naam dragen
- Jacques van Outheusden, benoeming, erfelijke adel, ridderschap van Zuid-Brabant, baron, overdraagbaar op alle afstammelingen die de naam dragen (uitgedoofd 1893)
- Maximilien-Emmanuel d'Overschie de Neeryssche, benoeming, erfelijke adel, ridderschap van Zuid-Brabant, baron, overdraagbaar op alle afstammelingen die de naam dragen
- Joseph-Léopold de Papigny de Clémarais (1790-1826) werd in 1816 erkend in de erfelijke adel met de titel van ridder, overdraagbaar bij eerstgeboorte en benoeming in de ridderschap van Luxermburg (uitgedoofd)
- Jean-Baptiste de Patin, benoeming, erfelijke adel, burggraaf, ridderschap van West-Vlaanderen (uitgedoofd 1888)
- Maximilien de Peellaert Steenmaere, benoeming, erfelijke adel, ridderschap West-Vlaanderen, baron, overdraagbaar bij eerstgeboorte
- François de Pélichy, benoeming, erfelijke adel, ridderschap van West-Vlaanderen, baron, overdraagbaar bij eerstgeboorte (uitgedoofd 1994)
- Pierre-Philippe Petit, rechter in de rechtbank van eerste aanleg in Roermond, inlijving, erfelijke adel
- Philippe-Joseph Piers de Raveschoot  (Gent, 3 maart 1781 - Den Haag, 6 december 1825), zoon van Augustijn Piers, heer van Raveschoot, en Marie-Jossine de Neve, erkenning van erfelijke adel, benoeming in de ridderschap van Oost-Vlaanderen
- Lambert de Pitteurs de Budinghen, benoeming, erfelijke adel, ridderschap van Luik (1821: baron)
- Rutger de Plaines de Terbruggen (Erps-Kwerps, 18 april 1755 - Mechelen, 25 juni 1842), erkenning, erfelijke adel, ridderschap van Antwerpen (1818: burggraaf, niet overdraagbaar) (uitgedoofd 1842). Zoon van Jean-François de Plaines, gouverneur van Edingen, en van Jeanne Rombauts. Licentiaat in de rechten, baccalaureus in theologie, titulair kanunnik van Sint-Romboutskathedraal, aartsdiaken van het metropolitaans kapittel, kanunnik van de collegiale kerk in Nijvel. In 1816 werd hij erkend in de erfelijke adel en benoemd in de ridderschap van Antwerpen. In 1818 kreeg hij de persoonlijke titel burtggraaf.
- Jean-Paul de Plevits de Roosteren, benoeming, erfelijke adel, ridderschap van Limburg, ridder. Familie die tot de Nederlandse adel behoorde en in 1873 is uitgedoofd.
- Charles de Plotho d'Ingelmunster, benoeming, erfelijke adel, ridderschap van West-Vlaanderen, baron, overdraagbaar op alle afstammelingen die de naam dragen (uitgedoofd 1825)
- Jean Alexandre Plunkett de Rathmore, benoeming, erfelijke adel, ridderschap van Zuid-Brabant, baron, overdraagbaar bij eerstgeboorte (uitgedoofd 1893)
- Jean-Antoine de Pollart, benoeming, erfelijke adel, ridderschap van Limburg. Deze behoorde tot een Noord-Nederlandse familie, die wellicht in 1855 uitdoofde.
- Philippe-François de Ponty, verheffing, erfelijke adel, ridderschap van Namen, baron, overdraagbaar bij eerstgeboorte (uitgedoofd 1870)
- Philippe-Louis de Ponty de Suarlée, verheffing, erfelijke adel, ridderschap van Namen, baron, overdraagbaar bij eerstgeboorte (uitgedoofd 1870)
- Charles-Marie de Ponty, benoeming, erfelijke adel, ridderschap van Namen, baron, overdraagbaar bij eerstgeboorte (uitgedoofd 1870)
- Jean-Louis de Potesta de Waleffe, benoeming, erfelijke adel, ridderschap van Luik (1822: baron)
- Emmanuel van Pottelsberghe, benoeming, erfelijke adel, ridderschap van Oost-Vlaanderen (uitgedoofd)
- Edouard de Potter, benoeming, erfelijke adel, ridderschap van Oost-Vlaanderen
- Philippe du Prel, benoeming, erfelijke adel, ridderschap van Luxemburg, baron, overdraagbaar bij eerstgeboorte (uitgedoofd)
- Pierre du Prel, benoeming, erfelijke adel, ridderschap van Luxemburg, baron, overdraagbaar bij eerstgeboorte (uitgedoofd)
- Gaspard du Prel, benoeming, erfelijke adel, ridderschap van Luxemburg, baron, overdraagbaar bij eerstgeboorte (uitgedoofd)
- Jacques de Preston, benoeming, erfelijke adel, ridderschap van Limburg, graaf, overdraagbaar bij eerstgeboorte
- Jacques de Pret Roose de Calesberg, benoeming, erfelijke adel, ridderschap van Antwerpen (1841: zoon baron; 1890: neef graaf)
- Philippe de Pret de ter Veken, benoeming, erfelijke adel, ridderschap van Antwerpen (zie 1813; baron in 1819) (uitgedoofd)
- Louis-Ernest de Preud'homme d'Hailly de Nieuport, benoeming, erfelijke adel, ridderschap van West-Vlaanderen, burggraaf, overdraagbaar bij eerstgeboorte (uitgedoofd)
- Charles-François de Preud'homme d'Hailly de Nieuport, benoeming, erfelijke adel, ridderschap van West-Vlaanderen, burggraaf, overdraagbaar bij eerstgeboorte (uitgedoofd)
- Constantin de Preud'homme d'Hailly de Nieuport, benoeming, erfelijke adel, ridderschap van West-Vlaanderen, burggraaf, overdraagbaar bij eerstgeboorte
- Charles-Florent de Preud'homme d'Hailly de Nieuport, benoeming, erfelijke adel, ridderschap van West-Vlaanderen, burggraaf
- Louis de Preud'homme d'Hailly de Verquigneul, benoeming, ridderschap van Zuid-Brabant, erkenning erfelijke adel, markies, overdraagbaar bij eerstgeboorte (uitgedoofd)
- Antoine de Prez d'Aye, benoeming, erfelijke adel, ridderschap van Luxemburg (uitgedoofd 1880)
- Pierre Joseph Pycke de Ten Aerde, benoeming, erfelijke adel, ridderschap van Oost-Vlaanderen (1817: baron, overdraagbaar bij eerstgeboorte) (zie 1810) (uitgedoofd 1978)
- Philippe Frédéric de Radiguès Saint-Ghédal de Chennevière, benoeming, erfelijke adel, ridderschap van Luik, markies, overdraagbaar bij eerstgeboorte
- Aybert-Thomas Rapaert de Grass, benoeming, erfelijke adel, ridderschap van West-Vlaanderen
- Denis de Rasse de la Faillerie, benoeming, erfelijke adel, ridderschap van Henegouwen (baron in 1827)
- Clément de Renesse-Breidbach, benoeming, erfelijke adel, ridderschap van Limburg, graaf, overdraagbaar op alle afstammelingen die de naam dragen
- François-Charles de Renesse, benoeming, erfelijke adel, ridderschap van Limburg, graaf, overdraagbaar op alle afstammelingen die de naam dragen (uitgedoofd)
- Théodore-Jean van Reynegom de Buzet, benoeming, erfelijke adel, ridderschap van Zuid-Brabant, baron, titel niet overdraagbaar (uitgedoofd 1989)
- Guillaume van Reynegom, benoeming, erfelijke adel, ridderschap van Zuid-Brabant, baron, overdraagbaar bij eerstgeboorte (uitgedoofd 1989)
- Louis-François de Robiano de Borsbeek, benoeming, ridderschap Antwerpen, erkenning erfelijke adel, graaf, vervolgens annulatie; opnieuw erkenning 1840, graaf (uitgedoofd)
- Louis de la Roche, benoeming, erfelijke adel, ridderschap van Namen, graaf, overdraagbaar bij eerstgeboorte (uitgedoofd)
- Nicolas de Rochelée, benoeming, erfelijke adel, ridderschap van Luik, baron, niet overdraagbaar
- Lodewijk-Karel van Rockolfing de Nazareth, benoeming, erfelijke adel, ridderschap van Oost-Vlaanderen (1819: ingetrokken, 1824: hersteld)
- Emmanuel Rodriguez d'Evora y Vega, benoeming, erfelijke adel, ridderschap van Oost-Vlaanderen, markies, overdraagbaar op alle afstammelingen die de naam dragen (uitgedoofd in 1920)
- Jacques de Roest d'Alkemade, benoeming, erfelijke adel, ridderschap van Zuid-Brabant, burggraaf, overdraagbaar bij eerstgeboorte
- Baudry de Roisin, benoeming, erfelijke adel, ridderschap van Henegouwen, baron, overdraagbaar op alle afstammelingen die de naam dragen
- Edouard de Romrée de Vichenet, benoeming, erfelijke adel, ridderschap van Namen, graaf, overdraagbaar op alle afstammelingen die de naam dragen
- Louis de Romrée, benoeming, erfelijke adel, ridderschap van Namen, graaf, overdraagbaar op alle afstammelingen die de naam dragzen
- Charles de Roose de Baisy, benoeming, erfelijke adel, ridderschap van Zuid-Brabant, graaf
- Charles-Servais de Rosen de Borgharen, benoeming, erfelijke adel, ridderschap van Limburg, baron, overdraagbaar op alle afstammelingen die de naam dragen
- Charles-Lambert de Rosen, benoeming ridderschap van Limburg, baron, overdraagbaar op alle afstammelingen die de naam dragen
- Charles de Rouvroy (Wandre 1774-1847) werd erkend in de erfelijke adel met de persoonlijke titel baron en benoeming in de ridderschap van Luik. Hij trouwde met Marie-Joseph Renson (1789-1847) maar het huwelijk bleef kinderloos.
- Silvestre du Roy de Blicquy, benoeming, erfelijke adel, ridderschap van Henegouwen
- Jean de Royer de Dour, benoeming, erfelijke adel, ridderschap van Henegouwen, baron, overdraagbaar bij eerstgeboorte
- Edmond Ruys de Beerenbrouck, benoeming, erfelijke adel, ridderschap van Limburg
- François-Joseph de Saint-Genois de Grand Breucq, benoeming, erfelijke adel, ridderschap van Henegouwen, graaf, overdraagbaar bij eerstgeboorte
- N. von Saint-Remy, benoeming, erfelijke adel, ridderschap van Limburg, baron
- Englebert de Schietere de Caprijke, benoeming, erfelijke adel, ridderschap van West-Vlaanderen, ridder, overdraagbaar op alle mannelijke afstammelingen
- Thomas-Louis de Schietere de Lophem, benoeming, erfelijke adel, ridderschap van West-Vlaanderen
- François de Sécus, benoeming, erfelijke adel, ridderschappen van Zuid-Brabant en Henegouwen, baron, overdraagbaar bij eerstgeboorte
- Alexandre de Séjournet de Rameignies, benoeming, erfelijke adel, ridderschap van Henegouwen (1822: baron)
- Arnould de Senzeille de Soumagne, benoeming, erfelijke adel, ridderschap van Namen, baron, niet overdraagbaar
- Alphonse de Senzeille, benoeming, erfelijke adel, ridderschap van Namen, baron, niet overdraagbaar
- Ernest de Senzeille, benoeming, erfelijke adel, ridderschap van Limburg, baron, niet overdraagbaar
- Charles de T'Serclaes Tilly, benoeming, erfelijke adel, ridderschap van Zuid-Brabant (1821: graaf, overdraagbaar bij eerstgeboorte)
- Joseph Simonis (Verviers, 1767-1827), verheffing, erfelijke adel.
- Louis de Sourdeau de Ramegnies-Chin (Kortrijk, 1764 - Doornik, 1831), erkenning erfelijke adel, persoonlijke titel baron, ridderschap van Henegouwen. Hij trouwde met Marie-Adelaïde de Cambry (1760-1815). Het huwelijk bleef kinderloos.
- François de Spangen, benoeming, erfelijke adel, ridderschap van Zuid-Brabant, graaf, overdraagbaar bij eerstgeboorte
- Juste de Spangen, benoeming, erfelijke adel, ridderschap van Zuid-Brabant, graaf
- Jean-Guillaume de Spangen, benoeming, erfelijke adel, ridderschap van Zuid-Brabant, baron
- Jean-Charles de Spoelberch la Bawette, erkenning, erfelijke adel, burggraaf, overdraagbaar op alle afstammelingen die de naam dragen
- François de Spoelberch d'Eyndhout, erkenning, erfelijke adel, burggraaf, overdraagbaar op alle afstammelingen die de naam dragen
- Charles de Spoelberch, benoeming, erfelijke adel, ridderschap van Antwerpen
- Johannes de Spoelberch, erkenning, erfelijke adel, burggraaf
- Charles Stalins, benoeming, erfelijke adel, ridderschap van Oost-Vlaanderen
- Goswin de Stassart, benoeming, erfelijke adel, ridderschap van Namen, overdraagbaar bij eerstgeboorte (zie 1809) (uitgedoofd 1854)
- Lambert van den Steen de Jehay, benoeming, erfelijke adel, ridderschap van Luik, baron, overdraagbaar bij eerstgeboorter (1840: overdraagbaar op alle afstammelingen die de naam dragen)
- Alexandre de Steenhault de Waerbeek, benoeming, erfelijke adel, ridderschap van Antwerpen, overdraagbaar bij eerstgeboorte
- Joseph-Philippe van der Stegen, benoeming, erfelijke adel, ridderschap van Zuid-Brabant, graaf, niet overdraagbaar
- Etienne de Stenbier de Wideux, benoeming, erfelijke adel, ridderschap van Limburg, baron, overdraagbaar op alle afstammelingen die de naam dragen
- Bruno van der Stichele de Maubus, benoeming, erfelijke adel, ridderschap van West-Vlaanderen
- Hendrik Stier van Aertselaer, benoeming, erfelijke adel, ridderschap van Antwerpen
- Leonard de Stockhem de Vieuw-Waleffe, benoeming, erfelijke adel, ridderschap van Luik, baron, overdraagbaar op alle afstammelingen die de naam dragen (uitgedoofd in 1883)
- Charles-François de Stockhem de Heers, benoeming, erfelijke adel, ridderschap van Limburg, baron, overdraagbaar op alle afstammelingen die de naam dragen (uitgedoofd in 1883)
- François-Joseph de Stockhem, benoeming, erfelijke adel, ridderschap van Luik, baron, overdraagbaar op alle afstammelingen die de naam dragen (uitgedoofd in 1883)
- Lambert de Stockhem, benoeming, erfelijke adel, ridderschap van Limburg, baron, overdraagbaar op alle afstammelingen die de naam dragen (uitgedoofd in 1883)
- François-Joseph van der Straten de Wallay, benoeming, erfelijke adel, ridderschap van Namen, baron, persoonlijk (uitgedoofd 1869)
- Charles-Joseph van der Straten Waillet, benoeming, erfelijke adel, ridderschap van Namen, baron, persoonlijk (1839:overdraagbaar op alle afstammelingen)
- Louis van der Straten Ponthoz, benoeming, erfelijke adel, ridderschap van Luxemburg (1824: ridderschap van Luik; 1839: baron overdraagbaar op alle afstammelingen die de naam dragen; 1840: graaf overdraagbaar bij eerstgeboorte)
- Erasme Surlet de Chokier, benoeming, erfelijke adel, ridderschap van Limburg, baron, niet overdraagbaar
- Charles de Thiennes de Lombise, benoeming, erfelijke adel, ridderschap van Henegouwen, graaf, overdraagbaar bij eerstgeboorte (uitgedoofd 1909)
- Pierre de Thiennes de Fontaine, benoeming, erfelijke adel, ridderschap van Henegouwen, ridder, overdraagbaar bij eerstgeboorte (uitgedoofd 1828)
- Ignace de Thier de Nedercanne, benoeming, erfelijke adel, ridderschap van Limburg, baron, persoonlijke titel maar titel ridder overdraagbaar op alle mannelijke afstammelingen (uitgedoofd)
- Arnold de Thiriart de Mützhagen, benoeming, erfelijke adel, ridderschap van Luik (1823: baron voor zoons, overdraagbaar bij eerstgeboorte) (uitgedoofd 1907)
- Nicolas de Thomaz de Bossiere, benoeming, erfelijke adel, ridderschap van Namen (uitgedoofd)
- Auguste de Thysebaert, benoeming, erfelijke adel, ridderschap van Zuid-Brabant, baron, niet overdraagbaar (zie 1814)
- Constantin du Toict d'Oyvaertsnest, benoeming, erfelijke adel, ridderschap van West-Vlaanderen, burggraaf, overdraagbaar op alle afstammelingen die de naam dragen (uitgedoofd 1933)
- Charles de Tornaco, benoeming, erfelijke adel, ridderschap van Luxemburg, baron, overdraagbaar op alle afstammelingen die de naam dragen
- Jean de Trappé de Lozange (Luik, 1760 - Namen, 1832), benoeming, erfelijke adel, baron, overdraagbaar op alle afstammelingen die de naam dragen (uitgedoofd in 1832)
- Georges de Trazegnies, benoeming, erfelijke adel, ridderschap van Henegouwen, markies, overdraagbaar op alle afstammelingen die de naam dragen
- Gillion de Trazegnies d'Ittre, benoeming, erfelijke adel, ridderschap van Namen, markies, overdraagbaar op alle afstammelingen die de naam dragen
- Charles de Trazegnies d'Ittre, markies, ridderschap van Zuid-Brabant
- Jean-François Triest de Gits, benoeming, erfelijke adel, ridderschap van West-Vlaanderen, baron, overdraagbaar bij eerstgeboorte (uitgedoofd 1934) (uitgedoofd 1934)
- François-Xavier Triest, benoeming, erfelijke adel, ridderschap van West-Vlaanderen, overdraagbaar bij eerstgeboorter (uitgedoofd 1934)
- Eloy Triest, benoeming, erfelijke adel, ridderschap van Oost-Vlaanderen (uitgedoofd 1934)
- Charles Triest, benoeming, erfelijke adel, ridderschap van West-Vlaanderen (uitgedoofd 1934)
- Jacques d'Udekem d'Acoz, benoeming, erfelijke adel, ridderschap van Henegouwen, baron, overdraagbaar bij eerstgeboorte
- François-Joseph Ullens, benoeming, erfelijke adel, ridderschap van Antwerpen
- Charles Joseph d'Ursel, benoeming, erfelijke adel, ridderschap van Antwerpen, hertog, overdraagbaar bij eerstgeboorte en titel graaf of gravin voor alle andere afstammelingen (zie 1810)
- Charles-Constantin de Vaernewyck d'Angest, benoeming, erfelijke adel, ridderschap van Oost-Vlaanderen, burggraaf, overdraagbaar bij eerstgeboorte (uitgedoofd 1875)
- Louis de Vaernewyck, benoeming, erfelijke adel, ridderschap van Oost-Vlaanderen (uitgedoofd 1875)
- Albert de Vaernewyck, benoeming, erfelijke adel, ridderschap van Antwerpen (uitgedoofd 1875)
- Constant du Val de Beaulieu, benoeming, erfelijke adel, ridderschap van Henegouwen (zie 1809) (1820: graaf, overdraagbaar bij eerstgeboorte (bij zijn zoon Edouard in 1847: titel overdraagbaar op alle afstammelingen die de naam dragen)
- Charlemagne de Vaulx de Bleid, benoeming, erfelijke adel, ridderschap van Luxemburg
- Charles-Gabriel de Vaulx de Champion, benoeming, erfelijke adel, ridderschap van Namen (uitgedoofd 1961)
- Charles de Vaulx de Champion jr., benoeming, erfelijke adel, ridderschap van Namen, baron, niet overdraagbaar (uitgedoofd 1961)
- Philippe Veranneman de Watervliet, benoeming, erfelijke adel, ridderschap van West-Vlaanderen
- Philippe Vermoelen de Theewinkel, benoeming, erfelijke adel, ridderschap van Antwerpen (uitgedoofd)
- Jean-Jacques Verseyden de Varick, benoeming, erfelijke adel, ridderschap van Zuid-Brabant, baron, overdraagbaar bij eerstgeboorte (zie 1813) (uitgedoofd 1854)
- Philippe Vilain XIIII, benoeming, erfelijke adel, ridderschap van Oost-Vlaanderen, graaf en burggraaf, de tweede overdraagbaar bij eerstgeboorte
- Melchior de Villegas Pellenberg, benoeming, erfelijke adel, ridderschap van Zuid-Brabant, baron, overdraagbaar bij eerstgeboorte (uitgedoofd)
- Antoine de Villenfagne de Zolder, benoeming, erfelijke adel, ridderschap van Limburg, baron, overdraagbaar op alle afstammelingen die de naam dragen (uitgedoofd)
- Joseph de Villenfagne d'Ingihoul, benoeming, erfelijke adel, ridderschap van Luik, baron, overdraagbaar op alle afstammelingen die de naam dragen
- Jean-Dieudonné de Villenfagne de Loën, benoeming, erfelijke adel, ridderschap van Luik, baron, overdraagbaar op alle afstammelingen die de naam dragen
- Louis de Villenfagne de Vogelsanck, benoeming, erfelijke adel, ridderschap van Luik, baron, overdraagbaar op alle afstammelingen die de naam dragen
- Mathieu de Villers, benoeming, erfelijke adel, ridderschap van Luxemburg, ridder, overdraagbaar bij eerstgeboorte (uitgedoofd)
- Henri-Joseph de Villers de Waroux d'Awans de Bouilhet et de Bovenistier, benoeming, erfelijke adel, ridderschap van Antwerpen, burggraaf, overdraagbaar bij eerstgeboorte (graaf in 1817)
- Augustin de Villers, benoeming, erfelijke adel, ridderschap van Zuid-Brabant, burggraaf, overdraagbaar bij eerstgeboorte
- Libert Materne Joseph de Villers de Pité (1756-1836), benoeming, erfelijke adel, ridderschap van Limburg
- Ladislas de Villers Masbourg d'Esclaye, benoeming, erfelijke adel, ridderschap van Namen (uitgedoofd)
- Casimir de Villers Masbourg, benoeming, erfelijke adel, ridderschap van Namen (uitgedoofd)
- Adolphe de Villers Masbourg, benoeming, erfelijke adel, ridderschap van Namen en in 1821 van Luxemburg (uitgedoofd)
- Ferdinand de Villers Masbourg, benoeming, erfelijke adel, ridderschap van Namen (benoemingsbesluit in 1824 ingetrokken)
- Ignace de Vinck de Wesel, benoeming, erfelijke adel, ridderschap van Antwerpen (1818: baron, overdraagbaar bij eerstgeboorte) (uitgedoofd)
- Philippe Visart de Bury et de Bocarmé, benoeming, erfelijke adel, ridderschap van Henegouwen, graaf
- Antoine de Visscher de Celles, benoeming, erfelijke adel, ridderschap van Zuid-Brabant, baron, overdraagbaar bij eerstgeboorte, graaf in 1826, overdraagbaar bij eerstgeboorte (zie 1809) (uitgedoofd)
- Ferdinand de Visscher, benoeming, erfelijke adel, ridderschap van Antwerpen, baron, overdraagbaar bij eerstgeboorte
- Gilles de Vivario de Ramezée, benoeming, erfelijke adel, ridderschap van Luik, baron, overdraagbaar op alle afstammelingen die de naam dragen (uitgedoofd 1937)
- Joseph van Volden de Lombeke, benoeming, erfelijke adel, ridderschap van Zuid-Brabant, baron, overdraagbaar bij eerstgeboorte (uitgedoofd 1860)
- Charles de Waepenaert, benoeming, erfelijke adel, ridderschap van Oost-Vlaanderen, ridder, overdraagbaar bij eerstgeboorte
- Auguste de Waha-Duras, benoeming, erfelijke adel, ridderschap van Namen, baron, overdraagbaar op alle afstammelingen die de naam dragen (uitgedoofd)
- Alexandre de Waha de Wierde, benoeming, erfelijke adel, ridderschap van Namen, baron, overdraagbaar op alle afstammelingen die de naam dragen (uitgedoofd)
- Philippe de Waha de Linter, benoeming, erfelijke adel, ridderschap van Zuid-Brabant, baron, overdraagbaar op alle afstammelingen die de naam dragen (uitgedoofd)
- Eugène de Waha Baillonville, benoeming, erfelijke adel, ridderschap van Limburg, baron, overdraagbaar op alle afstammelingen die de naam dragen
- Eugène de Wal d'Anthines, benoeming, erfelijke adel, ridderschap van Zuid-Brabant, baron, overdraagbaar op alle afstammelingen die de naam dragen (uitgedoofd 1906)
- Henri de Wal, benoeming, erfelijke adel, ridderschap van Namen, baron, overdraagbaar op alle afstammelingen die de naam dragen (uitgedoofd 1906)
- Victorin de Wargny d'Oudenhove, benoeming, erfelijke adel, ridderschap van Antwerpen, ridder, overdraagbaar op alle mannelijke afstammelingen
- Charles de Warzée d'Hermalle, benoeming, erfelijke adel, ridderschap van Luik (1817: baron, overdraagbaar bij eerstgeboorte) (uitgedoofd 1933)
- Charles de Waziers de Wavrin, benoeming, erfelijke adel, ridderschap van Henegouwen (uitgedoofd 1816)
- Henri de Witte, benoeming, erfelijke adel, ridderschap van Antwerpen (1823: baron)
- Auguste de Woelmont d'Hambraine, benoeming, erfelijke adel, ridderschap van Namen, baron, overdraagbaar op alle afstammelingen die de naam dragen (uitgedoofd)
- Frédéric de Woelmont de Brumagne, benoeming, erfelijke adel, ridderschap van Namen, baron, overdraagbaar op alle afstammelingen die de naam dragen
- Charles-Albert de Woelmont de Méhaigne, benoeming, erfelijke adel, ridderschap van Namen, baron, niet overdraagbaar (uitgedoofd)
- Charles-Ghislain van de Woestyne de Becelaere, benoeming, erfelijke adel, ridderschap van Oost-Vlaanderen (uitgedoofd)
- Ernest de Woot de Trixhe, benoeming, erfelijke adel, ridderschap van Luik, baron, overdraagbaar bij eerstgeboorte
- Joseph Wouters de Jauche, verheffing, erfelijke adel
- François-Jean-Gaspar-Nicolas de Wykerslooth de Weerdestein, inlijving, erfelijke adel (1817: baron, overdraagbaar bij eerstgeboorte)
- Joseph de Wymar de Kirchberg, benoeming, erfelijke adel, ridderschap van Limburg, baron, overdraagbaar op alle afstammelingen die de naam dragen. De Wymar nam in 1833 ontslag als kolonel van de Burgerwacht in Venlo (toen nog Belgisch grondgebied) en werd in 1842 opgenomen in de ridderschap van Nederlands Limburg.
- Jean de Xavier de Lasne, benoeming, erfelijke adel, ridderschap van Zuid-Brabant, baron, overdraagbaar bij eerstgeboorte (uitgedoofd 1929)
- Ferdinand d'Yve de Bavay, benoeming, erfelijke adel, ridderschap van Henegouwen, graaf (1822: markies, overdraagbaar bij eerstgeboorte)
- Frédéric-Joseph de Zualart, benoeming, erfelijke adel, ridderschap van Namen (uitgedoofd 1981)
- Charles-Joseph de Zualart, benoeming, erfelijke adel, ridderschap van Namen (uitgedoofd 1870)
- Jean-Jacques van Zuylen van Nyevelt van de Haar, benoeming, erfelijke adel, ridderschap van West-Vlaanderen, baron, overdraagbaar op alle afstammelingen die de naam dragen

#### 1817
- Jean-François d'Ancion de Ville, benoeming, erfelijke adel, ridderschap van Luik (1819: ridder, overdraagbaar bij eerstgeboorte) (uitgedoofd in 1861)
- Charles Joseph d'Argenteau d'Ochain (Luik, 17 maart 1787 - 16 november 1879), benoeming, erfelijke adel, ridderschap van Luxemburg, graaf, overdraagbaar op alle afstammelingen die de naam dragen (uitgedoofd in 1879)
- Pierre-Georges d'Arnoult de Soleuvre, benoeming, erfelijke adel, ridderschap van Luxemburg, baron, overdraagbaar op alle afstammelingen die de naam dragen (uitgedoofd 1882)
- Paul-Antoine d'Arnoult de Soleuvre, benoeming, erfelijke adel, ridderschap van Luxemburg, baron, overdraagbaar op alle afstammelingen die de naam dragen (uitgedoofd 1882)
- Gabriel d'Arnoult de Soleuvre, benoeming, erfelijke adel, ridderschap van Luxemburg, baron, overdraagbaar op alle afstammelingen die de naam dragen (uitgedoofd in 1882)
- Johannes Arrazola de Oñate, benoeming, erfelijke adel, ridderschap van Limburg, baron, overdraagbaar op alle afstammelingen die de naam dragen (uitgedoofd 1905). Hernieuwde erkenning in 2001 en 2008.
- Joseph de Baillet, erkenning, erfelijke adel, ridderschap van Zuid-Brabant (1828: graaf, persoonlijke titel) (uitgedoofd)
- Andreas van den Bogaerde de Terbrugge, benoeming, erfelijke adel, ridderschap van Oost-Vlaanderen, in 1840 van Noord-Brabant
- Charles-Louis van Brienen van Guesselt, benoeming, erfelijke adel, ridderschap van Limburg (Nederlandse adel, uitgedoofd in 1889)
- Jean Arnold de Bronckart, benoeming, erfelijke adel, ridderschap van Luik
- Charles de Brouckère, benoeming, erfelijke adel, ridderschap van West-Vlaanderen (uitgedoofd in 1908)
- Auguste le Clément de Taintignies, benoeming, erfelijke adel, ridderschap van Henegouwen, baron
- Patrice de Coninck, benoeming, erfelijke adel, ridderschap van West-Vlaanderen, ridder, overdraagbaar bij eerstgeboorte
- Guillaume-Louis de Crassier, benoeming, erfelijke adel, ridderschap van Limburg, baron, overdraagbaar op alle afstammelingen die de naam dragen (uitgedoofd in 1949)
- François-Benoît Desmanet de Boutonville, benoeming, erfelijke adel, ridderschap van Henegouwen (1822: baron, overdraagbaar bij eerstgeboorte) (uitgedoofd: 1880)
- Jean Gérard Diert de Kerkwerve, benoeming, erfelijke adel, ridderschap van Zuid-Brabant, baron
- Jean-François de Dopff, benoeming, erfelijke adel, ridderschap van Limburg, baron. Noord-Nederlandse adel.
- Ferdinand de Dopff, benoeming, erfelijke adel, ridderschap van Limburg, baron. Noord-Nederlandse adel.
- Jean-Joseph Douglas dit Schott (1774-1827), benoeming, erfelijke adel, ridderschap van Antwerpen (uitgedoofd 1827). Hij was een zoon van Jacques Douglas, procureur-generaal bij de Grote Raad in Mechelen en van Thérèse van Marcke de Lummen. Hij trouwde  met Rosalie de Meester de Ravestein (1780-1850). Het huwelijk bleef kinderloos.
- Gaspar de Draeck, benoeming, erfelijke adel, ridderschap van Oost-Vlaanderen, baron (uitgedoofd in 1897)
- Louis de Draeck, benoeming, erkenning erfelijke adel, ridderschap van Oost-Vlaanderen (uitgedoofd in 1897)
- Dominique des Enffans de Ghissignies, benoeming ridderschap Zuid-Brabant, erkenning erfelijke adel, titel graaf, overdraagbaar op alle afstammelingen (uitgedoofd 1823)
- Joseph-Charles van Ertborn, benoeming, erfelijke adel, ridderschap van Antwerpen, baron (uitgedoofd in 1932)
- Florent-Joseph van Ertborn, benoeming, erfelijke adel, ridderschap van Antwerpen, ridder (uitgedoofd 1932)
- Hyacinthe Charles van der Fosse, benoeming, erfelijke adel, ridderschap van Zuid-Brabant
- Henri-Ferdinand de Glymes de Hollebecque, benoeming, erfelijke adel, ridderschap van Henegouwen, graaf, overdraagbaar op alle afstammelingen de naam dragen (uitgedoofd in 1914)
- Alexandre de Gouy d'Anserœul, benoeming, erfelijke adel, ridderschap van Henegouwen, ridder (uitgedoofd in 1879)
- Charles-Albert de Grady de Brialmont, benoeming, erfelijke adel, ridderschap van Luik, ridder, overdraagbaar op alle mannelijke afstammelingen (uitgedoofd)
- Michel-Albert de Grady de Croenendael, benoeming, erfelijke adel, ridderschap van Luik, ridder (uitgedoofd)
- Charles de Huldenberghe van der Borch de Flawinne (Brugge, 1764 - Flawinne, 15 februari 1830), benoeming in de ridderschap van Namen en erkenning van erfelijke adel. Hij trouwde met Marie-Françoise de Doetinghen (1792-1844). Ze bleven kinderloos (uitgedoofd in 1830).
- Philippe Huysman d'Annecroix, benoeming, erfelijke adel, ridderschap van Zuid-Brabant (uitgedoofd in 1848)
- Louis-Bruno Keingiaert de Gheluvelt, benoeming, erfelijke adel, ridderschap van West-Vlaanderen
- Joseph-Bruno Keingiaert de Gheluvelt, benoeming, erfelijke adel, ridderschap van West-Vlaanderen
- Emmanuel de Kerchove d'Ousselghem, benoeming, erfelijke adel, ridderschap van Oost-Vlaanderen
- Joseph-Guillaume Kervyn de Lettenhove, benoeming, erfelijke adel, ridderschap van West-Vlaanderen
- Léopold de Labeville, benoeming, erfelijke adel, ridderschap van Namen (1818: ridder) (uitgedoofd in 1838)
- Justin de Labeville, benoeming, erfelijke adel, ridderschap van Namen (1818: ridder) (uitgedoofd  in 1935)
- Auguste de Leuze, benoeming, erfelijke adel, ridderschap van Henegouwen, baron
- Jean de Liem, benoeming, erfelijke adel, ridderschap van Zuid-Brabant (1830: ridder, overdraagbaar bij eerstgeboorte)
- Charles de Longrée, erkenning, ridder, overdraagbaar op alle mannelijke afstammelingen
- Léonard van der Maesen de Sombreffe, benoeming, erfelijke adel, ridderschap van Limburg. Na 1830 Nederlandse adel.
- Denis de Melotte d'Envoz, benoeming, erfelijke adel, ridderschap van Luik, ridder (uitgedoofd)
- Jean-Baptiste de Mesnil de Volkrange, benoeming, erfelijke adel ridderschap van Luxemburg, baron, overdraagbaar op alle afstammelingen die de naam dragen (uitgedoofd in 1918)
- Charles-Henri de Moffarts, benoeming, erfelijke adel, ridderschap van Luik, baron, overdraagbaar op alle afstammelingen die de naam dragen
- Pierre de Moreau de Bellaing, erkenning, ridder, overdraagbaar op alle mannelijke afstammelingen
- jonkheer Corneille-Baudouin Osy de Zegwaart, baron, overdraagbaar op alle afstammelingen die de naam dragen (uitgedoofd in 2004)
- Jean-Charles van Outheusden, benoeming in de ridderschap van Zuid-Brabant (uitgedoofd in 1893)
- Félix-Honoré de Pestre de la Ferté, benoeming, erfelijke adel, ridderschap van Henegouwen, graaf, overdraagbaar bij eerstgeboorte (uitgedoofd in 1848)
- Georges de Plevits d'Alfens, erfelijke adel, benoeming in de ridderschap van Limburg, baron, overdraagbaar op alle afstammelingen die de naam dragen (uitgedoofd 1873). Behoort tot de Nederlandse adel.
- Louis-Jean de Potter, inlijving, erfelijke adel
- François-Joseph du Pré, benoeming, erfelijke adel, ridderschap van Henegouwen (uitgedoofd)
- Henri-Léopold de Rennette de Villers-Perwin, benoeming, erfelijke adel, ridderschap van Namen (uitgedoofd in 1988)
- François-Joseph de Riquet de Caraman Chimay, benoeming, erfelijke adel, prins en graaf, ridderschap van Henegouwen (zie 1813 en 1814)
- Edouard de Rouillé, benoeming, erfelijke adel, ridderschap van Henegouwen (1857: graaf)
- Louis de Ryckel, benoeming, erfelijke adel, ridderschap van Luik, baron, niet overdraagbaar
- Allard-Joseph de Saint-Vaast, benoeming, erfelijke adel, ridderschap van Zuid-Brabant, baron, overdraagbaar bij eerstgeboorte (uitgedoofd in 1871)
- François de Snellinck, benoeming, erfelijke adel, ridderschap van Zuid-Brabant (uitgedoofd in 1827)
- Joseph-Louis de Snellinck de Betekom, benoeming, erfelijke adel, ridderschap van Zuid-Brabant (uitgedoofd in 1832)
- Gaspard de Spirlet, benoeming, erfelijke adel, ridderschap van Limburg (1825: ridderschap van Luik) (uitgedoofd in 1828)
- Alexandre de Spirlet, benoeming, erfelijke adel, ridderschap van Limburg
- Victorin de Steenhault, benoeming, erfelijke adel, ridderschap van Zuid-Brabant (uitgedoofd in 1997)
- Charles du Trieu de Terdonck, benoeming, erfelijke adel, ridderschap van Antwerpen
- Antoine de Vauthier de Baillamont, benoeming, erfelijke adel, ridderschap van Namen, baron, niet overdraagbaar (uitgedoofd in 1892)
- Jean-François de Vinck de deux Orp, benoeming, erfelijke adel, ridderschap van Antwerpen (1822: baron, overdraagbaar bij eerstgeboorte) (uitgedoofd)
- Louis de Wellens van ten Meulenberg, benoeming, erfelijke adel, ridderschap van Antwerpen (1824: baron) (uitgedoofd in 1899)

#### 1818
- Joseph-Guillaume Camberlyn, erkenning erfelijke adel, ridder, overdraagbaar bij eerstgeboorte (uitgedoofd 1861)
- Jean-François Estrix (1841: de Terbeeck), verheffing erfelijke adel (uitgedoofd 1880 in mannelijke en 1894 in vrouwelijke lijn)
- Ange van der Gracht de Fretin, erkenning erfelijke adel, baron, overdraagbaar bij eerstgeboorte (uitgedoofd)
- François Guyot de Cruyninghen-Brouc, ridderschap van Antwerpen, erfelijke adel (uitgedoofd 1896)
- Pierre-Joseph de Paul de Maibe, erkenning erfelijke adel (uitgedoofd)
- Jacques van der Smissen de Cortenberg, verheffing erfelijke adel
- François Surmont de Volsberghe, benoeming, erfelijke adel, ridderschap van Oost-Vlaanderen (uitgedoofd in 1961)
- Eugène Tahon de la Motte, erkenning erfelijke adel, baron, overdraagbaar bij eerstgeboorte (uitgedoofd in 1912)
- Egidius van Trier de Tiège, erkenning erfelijke adel, ridder, overdraagbaar bij eerstgeboorte (uitgedoofd in 1833)
- Gustave van Velsen, verheffing erfelijke adel
- Petrus de Waepenaert d'Erpe, erkenning erfelijke adel, baron, overdraagbaar bij eerstgeboorte (uitgedoofd)

#### 1819
- Léonard-Guillaume de Crassier, erkenning erfelijke adel, baron, overdraagbaar op alle afstammelingen wie de naam dragen (uitgedoofd in 1949)
- Herman Constant de Pasquet d'Acos, inlijving erfelijke adel, baron in 1843 (uitgedoofd in 1870)
- Charles-François de Pisani de la Gaude, inlijving erfelijke adel, baron (persoonlijke titel) (zie 1811) (uitgedoofd in 1826)
- Philippe van den Venne d'Ophem en Montenaeken, benoeming, erfelijke adel, ridderschap van Zuid-Brabant (1825: baron) (uitgedoofd in 1842)

#### 1820
- Pierre-Antoine Bounder de Melsbroeck, verheffing erfelijke adel ridderschap Zuid-Brabant (uitgedoofd 1927)
- Albert de Favereau, erkenning erfelijke adel (uitgedoofd)
- jonkheer Jean-François de Fierlant, erkenning erfelijke adel, baron (uitgedoofd)
- jonkheer Antonin de Fierlant, baron (uitgedoofd in 1882)
- François-Charles de Hamal, erkenning erfelijke adel, graaf, overdraagbaar op alle afstammelingen die de naam dragen
- Jean-Baptiste Dumonceau, verheffing erfelijke adel, graaf, overdraagbaar bij eerstgeboorte (1874: uitbreiding tot alle afstammelingen die de naam dragen) (zie 1810 koninkrijk Nederland)
- François De Munck, verheffing erfelijke adel (uitgedoofd)
- Frédéric de Paul de Barchifontaine, inlijving erfelijke adel (uitgedoofd)
- Alexis-Joseph de Robersart, erkenning erfelijke adel, graaf, overdraagbaar bij eerstgeboorte (uitgedoofd)
- jonkheer Jean-François de Villegas de Clercamp, graaf, overdraagbaar bij eerstgeboorte
- jonkheer Balthazar de Villegas de Clercamp, graaf, overdraagbaar bij eerstgeboorte (uitgedoofd)
- geslacht van Voorst tot Voorst, erkenning erfelijke adel, baron, overdraagbaar op alle mannelijke afstammelingen
- Jean-Lambert de Wouters d'Oplinter, erkenning erfelijke adel, ridder, overdraagbaar op alle mannelijke afstammelingen

#### 1821
- Philippe-Joseph Boucquéau de Villeraie, verheffing erfelijke adel, ridder, overdraagbaar bij eerstgeboorte (uitgedoofd)
- Désiré-Nicolas Boulengé de la Hainière (Bergen, 15 oktober 1770 - 30 april 1825) erkenning erfelijke adel in 1821 (1822: ridder, overdraagbaar bij eerstgeboorte), vrijgezel gebleven (uitgedoofd 1825)
- Charles-Antoine Carton de Winnezeele, erkenning erfelijke adel, burggraaf, overdraagbaar bij eerstgeboorte (uitgedoofd in 1871)
- Henri-Philibert de Coune, inlijving erfelijke adel
- Charles Goethals, verheffing erfelijke adel
- Charles Huughe de Peutevin, verheffing erfelijke adel, ridderschap van West-Vlaanderen (uitgedoofd 1918)
- Benoît-Maximilien de Latre de la Hutte, inlijving erfelijke adel, burggraaf, overdraagbaar bij eerstgeboorte
- Hyacinthe de Macors, inlijving erfelijke adel, baron, overdraagbaar bij eerstgeboorte (uitgedoofd in 1847)
- Petrus Mesmaekers, verheffing erfelijke adel
- ridder Yves van Rode de Schellebrouck, baron, overdraagbaar bij eerstgeboorte (uitgedoofd 1907)
- Nicolas Wyns de Raucour, verheffing erfelijke adel, ridder, overdraagbaar bij eerstgeboorte (uitgedoofd 1946)
- François du Toict, erkenning erfelijke adel, burggraaf (uitgedoofd 1933)
- Dieudonné de Xhénemont, erkenning erfelijke adel (uitgedoofd 1915)

#### 1822
- Hendrik-Adolph van Aerssen Bijeren van Voshol, erkenning erfelijke adel, baron, overdraagbaar op alle afstammelingen die de naam dragen
- Albrecht Nicolaas van Aerssen Beijeren van Voshol, erkenning erfelijke adel, baron, overdraagbaar op alle afstammelingen die de naam dragen (Zie 1814)
- Jacques d'Aldin, benoeming erfelijke adel, ridderschap Henegouwen, graaf, overdraagbaar op alle afstammelingen (uitgedoofd in 1873)
- Charles d'Ardembourg de Gibiecq, erkenning erfelijke adel (uitgedoofd in 1956)
- Jean-François Arents de Beerteghem, erkenning erfelijke adel (uitgedoofd in 1958)
- Gaston d'Auxy, benoeming, erfelijke adel, ridderschap Henegouwen, graaf, overdraagbaar op alle afstammelingen, in 1840 verheven tot Markies, overdraagbaar bij eerstgeboorte (uitgedoofd ten laatste 1985)
- Charles Baudier, erkenning erfelijke adel (uitgedoofd in 1915)
- Auguste-Charles de Beeckman de Vieusart, erkenning erfelijke adel, baron, overdraagbaar bij eerstgeboorte
- Joseph-Théodore de Behault de Warelles, erkenning erfelijke adel (uitgedoofd 1981)
- Quintyn de Behault du Carnois, erkenning erfelijke adel
- Nicolas-Joseph de Behault, erkenning erfelijke adel
- Charles-François van der Beke de Cringen, erkenning erfelijke adel
- Jacob-Jozef van der Beken Pasteel, verheffing erfelijke adel
- Paul van den Berghe de Binckum, erkenning erfelijke adel, ridder, overdraagbaar op alle mannelijke afstammelingen (uitgedoofd 1889)
- Karel de Berlaere, inlijving erfelijke adel, ridder, overdraagbaar op alle mannelijke afstammelingen (uitgedoofd 1889)
- Maximilien de Biseau d'Hauteville, erkenning erfelijke adel
- Henri-Benoît de Biseau de Bougnies, erkenning erfelijke adel (uitgedoofd in 1916)
- Jacques de Blommaert de Soye, erkenning erfelijke adel, baron, overdraagbaar bij eerstgeboorte
- Emmanuel Borluut, erkenning erfelijke adel (uitgedoofd in 1902)
- Jean-Englebert de Borrekens, erkenning erfelijke adel, baron, overdraagbaar bij eerstgeboorte (uitgedoofd)
- Augustinus de Bosschaert, erkenning erfelijke adel
- Emmanuel-Joseph de Bosschaert, erkenning erfelijke adel (uitgedoofd)
- Adolphe-François de Bounam de Rijckholt, erkenning erfelijke adel, baron, overdraagbaar op alle afstammelingen die de naam dragen (Nederlandse adel, uitgedoofd in 1947)
- Philippe-Louis de Bounam de Ryckholt, erkenning erfelijke adel, baron, overdraagbaar op alle afstammelingen die de naam dragen (uitgedoofd 1926)
- Marie-Anne de Floën d'Adlercrona, weduwe van Jean-Baptiste de Bounam de Ryckholt, erkenning persoonlijke adel, barones
- Marie-Jeanne de Bounam de Ryckholt, erkenning persoonlijke adel, barones
- René-Philippe de Bousies, erkenning erfelijke adel (uitgedoofd)
- Léopold-François de Brou, erkenning erfelijke adel (uitgedoofd)
- François van den Broucke de Terbecq, erkenning erfelijke adel, baron, overdraagbaar bij eerstgeboorte (uitgedoofd)
- Emmanuel Bruneau de Casteau, erkenning erfelijke adel (uitgedoofd 1851)
- Norbert-Alexandre Carpentier, erkenning erfelijke adel (bijna uitgedoofd)
- François-Henri Carpentier, erkenning erfelijke adel (uitgedoofd in 1885)
- Ignace Charlé de Tyberchamps, erkenning erfelijke adel
- Josse-Charles Clemmen, erkenning erfelijke adel, ridder, overdraagbaar op alle mannelijke afstammelingen (uitgedoofd 1841)
- François-Armand Clemmen, erkenning erfelijke adel, ridder, overdraagbaar op alle mannelijke afstammelingen (uitgedoofd 1841)
- Pierre-François Clemmen, erkenning erfelijke adel, ridder, overdraagbaar op alle mannelijke afstammelingen (uitgedoofd 1841)
- Eugène de Cocquiel de Terherleir, erkenning erfelijke adel, ridder, overdraagbaar op alle mannelijke afstammelingen
- Louis-Charles Cocquiel, erkenning erfelijke adel, ridder, overdraagbaar op alle mannelijke afstammelingen
- Cornelia Cogels, erkenning persoonlijke adel
- Ferdinand-Joseph Cogels, erkenning erfelijke adel (uitgedoofd)
- Eduard Cogels, erkenning erfelijke adel (1857: baron)
- Hendrik Cogels, erkenning erfelijke adel
- Albert Cogels, erkenning erfelijke adel
- Antoine Coppieters de Tergonde, erkenning erfelijke adel, ridder, overdraagbaar bij eerstgeboorte (uitgedoofd)
- Jean-Baptiste Coppieters 't Wallant, erkenning erfelijke adel
- Albert Coppieters, erkenning erfelijke adel
- Franciscus-Petrus Cornelissen de Schooten, erkenning erfelijke adel (uitgedoofd in 1912)
- Jean-Baptiste du Corron de l'Esclatière, erkenning erfelijke adel (uitgedoofd 1865)
- Louis Cossée, erkenning erfelijke adel (uitgedoofd in 1863)
- Philippe de Coullemont de Waterleet, erkenning erfelijke adel, baron, overdraagbaar bij eerstgeboorte (uitgedoofd in 1876)
- Jean-Frédéric de Crassier, erkenning erfelijke adel, baron, overdraagbaar op alle afstammelingen die de naam dragen (uitgedoofd 1949)
- Auguste-Joseph de Creeft, erkenning erfelijke adel (uitgedoofd)
- Jean-Louis de Creeft, erkenning erfelijke adel (uitgedoofd)
- Anselme de Crombrugghe de Wever, erkenning erfelijke adel
- Joseph-Gaspard van Delft, erkenning erfelijke adel
- Anselme-Joseph Demesureur, inlijving erfelijke adel (uitgedoofd 1872)
- Léopold-Joseph Desmanet de Saines, erkenning erfelijke adel (uitgedoofd: 1831)
- Albert Desmanet de Grignart, erkenning erfelijke adel (uitgedoofd, 1899)
- Gaspar-Albert Deudon de ten Dyck, erkenning erfelijke adel
- Martial-Joseph Deudon d'Heysbroek, erkenning erfelijke adel
- André-Jean van Duerne de Damast, erkenning erfelijke adel (uitgedoofd 1918)
- Philippe des Enffans de Ponthois, erkenning, erfelijke adel, ridderschap Henegouwen (uitgedoofd 1900)
- Camille-Frédéric d'Ennetières d'Hust, erkenning erfelijke adel, graaf, overdraagbaar op alle afstammelingen die de naam dragen (uitgedoofd 1925)
- Edouard Errembault de Dudzele et d'Orroir, erfelijke adel, graaf, overdraagbaar bij eerstgeboorte (uitgedoofd)
- Denis-Joseph Errembault du Maisnil et du Coutre, erkenning erfelijke adel
- Alexandre van Ertborn, erkenning erfelijke adel, ridder, titel overdraagbaar op alle afstammelingen
- Antoine de Ficquelmont, erkenning erfelijke adel, graaf, overdraagbaar bij eerstgeboorte (uitgedoofd)
- Louis-Dominique de Fœstraets, erkenning erfelijke adel
- Ignace Gaillard de Fassignies, erkenning erfelijke adel (uitgedoofd 1866)
- Carolus-Théodorus de Gheldere, erkenning erfelijke adel
- Charles Gobart, erkenning erfelijke adel, ridder, overdraagbaar bij eerstgeboorte (uitgedoofd in 1937)
- Jean Goetsbloets, erkenning erfelijke adel (uitgedoofd in 1871)
- Charles-Ferdinand de Goër de Herve, erkenning erfelijke adel, baron, overdraagbaar op alle afstammelingen die de naam dragen (uitgedoofd)
- Leopold de Goër de Herve de Herve, erkenning erfelijke adel, baron, overdraagbaar op alle afstammelingen die de naam dragen (uitgedoofd)
- Charles de Goeswin, inlijving in de erfelijke adel, baron, overdraagbaar bij eerstgeboorte (uitgedoofd in 1909)
- Josse-Guillaume Goethals, erkenning erfelijke adel (uitgedoofd)
- François Goethals de Mude de Nieuwland, erkenning erfelijke adel
- Pierre de Gaiffier, erkenning, erfelijke adel (uitgedoofd)
- Adolphe Goupy de Beauvolers, erkenning erfelijke adel (uitgedoofd in 1942)
- Franciscus de Graillet, erkenning erfelijke adel, baron, overdraagbaar bij eerstgeboorte uitgedoofd 1917)
- Henri-Jacques le Grelle, erkenning erfelijke adel (uitgedoofd)
- Louis-Joseph de Hamal de Focan, erkenning erfelijke adel, graaf
- Louis-Maurice de la Hamaide, erkenning erfelijke adel (uitgedoofd)
- Honoré-Joseph d'Hanins de Moerkerke, erkenning erfelijke adel (uitgedoofd)
- Isidore-Maximilien Hanot de Harveng, erkenning erfelijke adel (uitgedoofd 1913)
- Joseph-Jean van Havre, baron, overdraagbaar bij eerstgeboorte (uitgedoofd)
- Charles-Antoine de Herissem, erkenning erfelijke adel, baron, overdraagbaar op alle afstammelingen die de naam dragen (uitgedoofd 1918)
- Hubert-Antoine de Herissem, erkenning erfelijke adel, baron, overdraagbaar op alle afstammelingen die de naam dragen (uitgedoofd 1918)
- Nicolas-Joseph de Heusch de la Zangrye, erkenning erfelijke adel, baron, overdraagbaar op alle afstammelingen die de naam dragen (uitgedoofd)
- Charles-Joseph Houzeau de Lehaie, erkenning erfelijke adel
- Jean-Baptiste Houzeau de Milleville, erkenning erfelijke adel (uitgedoofd in 1872)
- Joseph van Huerne de Schiervelde de Puyenbeke, erkenning erfelijke adel (uitgedoofd 1850)
- Maximilien de Joigny de Pamele, benoeming erfelijke adel, ridderschap van West-Vlaanderen, baron, overdraagbaar bij eerstgeboorte (uitgedoofd 1828)
- Théodore de Joigny de Pamele, erkenning erfelijke adel (baron in 1828) (uitgedoofd 1888)
- Antoine Kannekens (1760-1834) kreeg erkenning in de erfelijke adel. Hij trouwde met Marie-Madeleine de Bie (1754-1822), maar het echtpaar bleef kinderloos (uitgedoofd 1834)
- Jean-Jacques de Knyff, erkenning erfelijke adel, ridder, overdraagbaar op alle mannelijke afstammelingen (uitgedoofd)
- Joseph-Jacques de Knyff, erkenning erfelijke adel, ridder, overdraagbaar op alle mannelijke afstammelingen (uitgedoofd)
- Charles-Joseph de Knyff, erkenning erfelijke adel, ridder, overdraagbaar op alle mannelijke afstammelingen
- Pierre-Charles de Knyff, inlijving in de erfelijke adel, ridder, overdraagbaar op alle mannelijke afstammelingen (uitgedoofd)
- Maximilien-Henri de Lantremange, erkenning erfelijke adel, ridder, overdraagbaar bij eerstgeboorte (uitgedoofd in 1838)
- Eugène de Lantremange, erkenning erfelijke adel, ridder, overdraagbaar bij eerstgeboorte (uitgedoofd in 1848)
- Henri-Théodore de Lantremange, erkenning erfelijke adel, ridder, overdraagbaar bij eerstgeboorte (uitgedoofd in 1864)
- Charles-François de Loets de Trixhe, verheffing erfelijke adel, ridder, overdraagbaar bij eerstgeboorte (uitgedoofd in 1890)
- Alexandre-Joseph de Lossy, erkenning erfelijke adel (uitgedoofd)
- Dieudonné-Joseph van der Maesen, inlijving in de erfelijke adel, ridderschap van Luxemburg, ridder, overdraagbaar op alle mannelijke afstammelingen
- Auguste-Joseph le Maire de Sars le Comte, verheffing erfelijke adel, baron, overdraagbaar bij eerstgeboorte
- Hyacinthe-Joseph Marbais du Graty, erkenning erfelijke adel (uitgedoofd 1918)
- Ignace-Xavier de Maurissens, erkenning erfelijke adel, ridder, overdraagbaar bij eerstgeboorte
- Henri-Lambert de Melotte de Lavaux, erkenning erfelijke adel, ridder, overdraagbaar op alle mannelijke afstammelingen (uitgedoofd)
- Henri-Marie de Melotte de Lamalle, erkenning erfelijke adel, ridder, overdraagbaar op alle mannelijke afstammelingen (uitgedoofd)
- Charles-François de Meulenaer, erkenning erfelijke adel (uitgedoofd)
- Jean-Bernard de Modave de Masogne, erkenning erfelijke adel (uitgedoofd in 1857)
- Hubert de Modave de Masogne, erkenning erfelijke adel (uitgedoofd in 1952)
- Charles de Moerman d'Harlebeke, erkenning erfelijke adel, burggraaf, overdraagbaar bij eerstgeboorte (1847: uitbreiding titel tot alle mannelijke afstammelingen) (uitgedoofd 1950)
- Féry du Mont de Gages, erkenning erfelijke adel, markies, overdraagbaar op alle afstammelingen die de naam dragen (uitgedoofd 1855)
- Alphonse-Edmond Morel, erkenning erfelijke adel
- Joseph-Ferdinand Morel, erkenning erfelijke adel (uitgedoofd 1876)
- Isabelle-Caroline Morel, erkenning persoonlijke adel (uitgedoofd 1863)
- Isabelle Morel, erkenning persoonlijke adel(uitgedoofd 1852)
- Eugène-Louis Morel de Tangry, erkenning erfelijke adel (uitgedoofd 1945)
- Albert-François Moretus, erkenning erfelijke adel
- Ferdinand-Henri Moretus, erkenning erfelijke adel
- Edouard-Joseph Moretus, erkenning erfelijke adel
- Constant-Joseph Moretus, erkenning erfelijke adel
- Paul-François Moretus, erkenning erfelijke adel
- Jan Karel de Nelis, erkenning erfelijke adel, ridder, overdraagbaar op alle mannelijke afstammelingen (uitgedoofd 1870)
- Jacques-Pierre van Ockerhout de ter Zaele, verheffing erfelijke adel (uitgedoofd 1842)
- Jean-Baptiste van Ockerhout, erkenning erfelijke adel (uitgedoofd 1940)
- Jean-Georges van Outryve, kanunnik en lid van de Staten van Vlaanderen, postume erkenning persoonlijke adel, ridder, niet overdraagbaar (uitgedoofd)
- Emmanuel-Louis van Outryve d'Ydewalle, erkenning erfelijke adel, ridder, overdraagbaar op alle mannelijke afstammelingen
- René-François d'Overschie-Wisbecq, erkenning erfelijke adel, baron, overdraagbaar op alle afstammelingen die de naam dragen (uitgedoofd)
- Hyacinthe de Partz, erkenning erfelijke adel, burggraaf, overdraagbaar bij eerstgeboorte (uitgedoofd in 1877)
- Joseph-Charles de Patin, erkenning erfelijke adel, burggraaf, overdraagbaar op alle afstammelingen die de naam dragen (uitgedoofd in 1888)
- Dominique de Patoul, erkenning erfelijke adel, ridder, overdraagbaar bij eerstgeboorte (uitgedoofd in 1863)
- Pierre-Joseph de Patoul, erkenning erfelijke adel
- Dieudonné de Patoul-Fieuru, erkenning erfelijke adel (uitgedoofd in 1891)
- Jean-Baptiste Pauwelaert, erkenning erfelijke adel, ridder, overdraagbaar bij eerstgeboorte (uitgedoofd in 1872)
- Alexandre Pauwelaert, erkenning erfelijke adel, ridder, overdraagbaar bij eerstgeboorte (uitgedoofd 1849)
- Jacques-Philippe-Ambroise Pecsteen, inlijving in erfelijke adel, burggraaf en baron, overdraagbaar op alle afstammelingen die de naam dragen (uitgedoofd in 1831)
- Jacques-Philippe Pecsteen, inlijving in erfelijke adel
- Philippe Pecsteen de Maldeghem, inlijving in erfelijke adel (1829: baron, overdraagbaar bij eerstgeboorte) (uitgedoofd in 1846)
- Charles Pecsteen de Lampreel, inlijving erfelijke adel (1845: baron, overdraagbaar bij eerstgeboorte; 1856: uitbreiding titel tot schoonzoon Jean Rotsart) (uitgedoofd 1873)
- Eugène de Peellaert, erkenning erfelijke adel, baron, overdraagbaar bij eerstgeboorte (zie 1810)
- Leonard von Pelser Berensberg, zoon van de schepen van Aken Johann Pelser von Berenberg, kreeg inlijving in de erfelijke adel. Hij wordt niet meer vermeld onder de Belgische adel na 1830.
- Pierre de Peñeranda de Franchimont de Dufilée, erkenning erfelijke adel
- Jean-Eugène de Peñeranda de Franchimont, erkenning erfelijke adel (uitgedoofd in 1847)
- Ambrosius Penneman, erkenning erfelijke adel (uitgedoofd)
- Albert Pepin, erkenning erfelijke adel (uitgedoofd 1880)
- François Pins, erkenning erfelijke adel (uitgedoofd 1871)
- François Pletincx de Bois-de-Chêne, erkenning erfelijke adel (uitgedoofd 1945)
- Philippe-Albert Pollart de Canivris, erkenning erfelijke adel (uitgedoofd 1849)
- Joseph de Potter d'Indoye, erkenning erfelijke adel (uitgedoofd)
- Joseph-Michel van Praet, erkenning erfelijke adel, ridder, overdraagbaar bij eerstgeboorte (uitgedoofd)
- Charles-François Pycke de ter Aerden, erkenning erfelijke adel (uitgedoofd 1978)
- Auguste Pycke de Peteghem, erkenning erfelijke adel (1842: baron) (uitgedoofd 1978)
- Alexandre-Joseph de la Roche Marchiennes, erkenning erfelijke adel (uitgedoofd)
- Jean-Adolphe de Roovere d'Ostendael, erkenning erfelijke adel (uitgedoofd in 1881)
- Maximilien Ruzette, erkenning erfelijke adel, ridder, overdraagbaar bij eerstgeboorte (uitgedoofd)
- Edouard Ruzette, erkenning erfelijke adel
- Alexis Ruzette, erkenning erfelijke adel (uitgedoofd)
- Charles-Mathias de Ryckman de Betz, erkenning erfelijke adel
- Jean-Justin de Ryckman, erkenning erfelijke adel (uitgedoofd in 1875)
- André de Ryckman de Winghe, erkenning erfelijke adel (uitgedoofd in 1869)
- Jean-Paul de Sarolea de Cheratte, erkenning erfelijke adel, baron, overdraagbaar bij eerstgeboorte (uitgedoofd in 1883)
- Hyacinthe de Sarolea de Cheratte, erkenning erfelijke adel (uitgedoofd in 1883)
- Etienne de Sauvage, veheffing erfelijke adel, ridder, overdraagbaar bij eerstgeboorte (1840: overdraagbaar op alle mannelijke afstammelingen; 1855: graaf, overdraagbaar bij eerstgeboorte)
- Jean-Nicolas de Sauvage Vercour, verheffing erfelijke adel, ridder, overdraagbaar op alle mannelijke afstammelingen
- Pierre de Schoutheete de Tervarent, erkenning erfelijke adel, ridder, overdraagbaar op alle mannelijke afstammelingen
- Ignace de Sébille, erkenning erfelijke adel (uitgedoofd in 1910)
- Louis de Sebille, erkenning erfelijke adel (uitgedoofd in 1942)
- Albert de Sébille, erkenning erfelijke adel (uitgedoofd in 1867)
- Philippe Snoy d'Oppuers, benoeming erfelijke adel, ridderschap van Antwerpen, baron, overdraagbaar op alle afstammelingen die de naam dragen
- Jean-Charles Stochove de Buytswalle, erkenning erfelijke adel (uitgedoofd in 1869)
- Maria Stochove de Buytswalle, erkenning persoonlijke adel (uitgedoofd in 1828)
- Jacques de Theux de Meylandt et Montjardin, erkenning erfelijke adel, ridder, overdraagbaar op alle mannelijke afstammelingen
- François-Joseph de Thiennes, erkenning erfelijke adel, graaf, overdraagbaar op alle afstammelingen die de naam dragen
- Henri-Melchior de Thier, erkenning, erfelijke adel, ridder, overdraagbaar op alle mannelijke afstammelingen (uitgedoofd)
- Melchior-Dominique de Thier, erkenning erfelijke adel, ridder, overdraagbaar op alle mannelijke afstammelingen (uitgedoofd)
- Jacques-Quentin de Thierry, erkenning erfelijke adel (uitgedoofd 1848)
- Michel-Balthazar de Tiecken de Terhove, verheffing erfelijke adel (1825: ridderschap van Limburg) (uitgedoofd 1900)
- Rutger de Tiecken de Terhove, verheffing erfelijke adel (1825: ridderschap van Limburg) (uitgedoofd 1900)
- Charles van Tieghem de Ten Berghe en de Ter Hoye, verheffing erfelijke adel, ridder, overdraagbaar bij eerstgeboorte (uitgedoofd)
- François Tons d'Incourt (Brussel, 1800-1841), erkenning erfelijke adel. Ongehuwd gebleven. (uitgedoofd 1841)
- Isidore de Troostembergh, erkenning erfelijke adel (uitgedoofd in 1834)
- Joseph de Troostembergh, erkenning erfelijke adel
- Georges de Trousset, inlijving erfelijke adel (1840: baron, overdraagbaar bij eerstgeboorte) (uitgedoofd 1851)
- Jean-Baptiste Ullens, erkenning erfelijke adel (uitgedoofd in 1991)
- Louis Vermoelen, erkenning erfelijke adel
- Jean-Charles de Villegas, erkenning erfelijke adel
- Jean-Bernard de Viron, erkenning erfelijke adel, baron, overdraagbaar bij eerstgeboorte
- Dieudonné Visart de Bury et de Bocarmé, erkenning erfelijke adel, graaf, overdraagbaar op zijn vier zonen en vervolgens bij eerstgeboorte
- Theodore Vranx, uit hoofde van zijn weduwe Louise-Maximilienne de Rasse, erkenning erfelijke adel (uitgedoofd in 1851)
- René-François Vranx, erkenning erfelijke adel (uitgedoofd 1835)
- Michel Vranx d'Amelin, erkenning erfelijke adel (uitgedoofd 1861)
- Norbert de Wael, erkenning erfelijke adel
- Henri-Louis de Waha de Baillonville, erkenning erfelijke adel, baron, overdraagbaar op alle afstammelingen die de naam dragen (uitgedoofd)
- Auguste van de Walle, verheffing, erfelijke adel, ridder, overdraagbaar bij eerstgeboorte
- Jean-Baptiste-Joseph van den Wiele, erkenning erfelijke adel (uitgedoofd 1843)
- Jean-Baptiste de Wilmet d'Yvoir, erkenning erfelijke adel (uitgedoofd 1881)
- François Wynckelman, erkenning erfelijke adel (uitgedoofd 1844)
- Philippe d'Ysembart de Wreichem, erkenning erfelijke adel (uitgedoofd)
- Marie-Françoise del Halle, weduwe van Louis d'Yve, persoonlijke adel, markiezin (uitgedoofd 1858)
- Jean-Guillaume de Zantis de Frymerson, inlijving erfelijke adel (uitgedoofd 1987)

#### 1823
- Charles van Asten, erkenning erfelijke adel (uitgedoofd in 1874)
- Edouard van Asten-Guyot, erkenning erfelijke adel (uitgedoofd in 1874)
- Charles Victor de Bagenrieux, erkenning erfelijke adel (uitgedoofd in 1870)
- Omer de Bagenrieux, erkenning erfelijke adel (uitgedoofd in 1827)
- Auguste de Bagenrieux, erkenning erfelijke adel (uitgedoofd in 1899)
- Charles-Maximilien Van Bemmel, erkenning erfelijke adel, baron, overdraagbaar op alle afstammelingen die de naam dragen (uitgedoofd in 1926)
- Charles de Benoist de Gentissart, postume adelserkenning ten gunste van zijn minderjarige kinderen, met riddertitel voor de oudste zoon Louis
- Ferdinand-Adolphe de Beughem de Houthem, erkenning erfelijke adel, burggraaf, overdraagbaar bij eerstgeboorte
- Antoine-Alphonse de Beughem de Nederhembeke, erkenning erfelijke adel (uitgedoofd 1882)
- Léonce-Louis de Blois d'Arondeau, erkenning erfelijke adel, burggraaf, overdraagbaar bij eerstgeboorte(uitgedoofd in 1964)
- Maurice-Charles de Blois d'Arondeau, erkenning erfelijke adel, burggraaf, overdraagbaar bij eerstgeboorte (uitgedoofd 1859)
- Alexis-Joseph de Blois de Walhain, erkenning erfelijke adel (uitgedoofd in 1881)
- Jean van den Branden de Reeth, erkenning erfelijke adel, ridder, overdraagbaar op alle mannelijke afstammelingen
- Anselme-Marie van Caloen, erkenning erfelijke adel (1839: baron de Basseghem, overdraagbaar bij eerstgeboorte)
- Henri-Maurice van Caloen, erkenning erfelijke adel
- Joseph-Bernard van Caloen, erkenning erfelijke adel
- Lambert de Calwaert, inlijving in erfelijke adel, baron, overdraagbaar op alle afstammelingen die de naam dragen
- François-Marie de Cartier, erkenning erfelijke adel
- Jean-Baptiste de Cartier, erkenning erfelijke adel, baron, overdraagbaar bij eerstgeboorte (1841: uitbreiding titel tot alle mannelijke afstammelingen die de naam dragen)
- Joseph-Ghislain de Cartier d'Yves, erkenning erfelijke adel
- Henri-Ambroise de la Chapelle, erkenning erfelijke adel (uitgedoofd in 1844)
- Alexander Charlé de Waspick, erkenning erfelijke adel (1830: baron) (uitgedoofde in 1849)
- Jean-Adolphe Clément de Cléty, erkenning erfelijke adel, ridder, overdraagbaar op alle mannelijke afstammelingen (uitgedoofd)
- Hyacinthe-Elisabethe Clément de Cléty, erkenning persoonlijk adel
- Joséphine Clément de Cléty, erkenning persoonlijke adel
- Julie Clément de Cléty, erkenning persoonlijke adel
- Marie-Anne Clément de Cléty, erkenning persoonlijk adel
- Prosper Clément de Cléty, erkenning erfelijke adel, ridder, overdraagbaar op alle mannelijke afstammelingen
- Louis Coppens d'Eeckenbrugge, erkenning erfelijke adel, baron, overdraagbaar bij eerstgeboorte (uitgedoofd in 1836)
- Vincent-Hyacinthe Cornet d'Elzius, erkenning erfelijke adel, graaf, overdraagbaar bij eerstgeboorte
- Jacques Cornet d'Elzius du Chenoy, erkenning erfelijke adel, graaf, overdraagbaar op alle afstammelingen die de naam dragen
- Jean-Baptiste Cossée de Maulde, erkenning erfelijke adel, burggraaf, overdraagbaar bij eerstgeboorte
- Aimé-Henri de Crampagna, erkenning erfelijke adel (uitgedoofd 1877)
- Frédéric de Cuvelier, erkenning erfelijke adel, baron, overdraagbaar bij eerstgeboorte (uitgedoofd 1833)
- Eugène-Joseph de Cuvelier, erkenning erfelijke adel, baron, overdraagbaar bij eerstgeboorte (uitgedoofd 1867)
- Emmanuel-Pierre Cuylen, erkenning erfelijke adel (uitgedoofd 1864)
- Antoine-Louis Danneels, erkenning erfelijke adel (uitgedoofd 1842)
- François-Simon van der Dussen de Kestergat, erkenning erfelijke adel
- Ignace-Louis Duvivier, verheffing erfelijke adel, baron, overdraagbaar bij eerstgeboorte (zie 1810) (uitgedoofd 1937)
- Philippe Fontaine de Ghélin, verheffing erfelijke adel
- Félix-François de Formanoir de la Cazerie, erkenning erfelijke adel
- Pierre-Hubert de Formanoir de la Cazerie, erkenning erfelijke adel
- Lambert-Henri Frantzen, erkenning erfelijke adel (uitgedoofd 1963)
- François-Charles Frantzen, erkenning erfelijke adel (uitgedoofd 1963)
- Jean-Hubert Frantzen, erkenning erfelijke adel (uitgedoofd 1963)
- Joseph-Pierre Geelhand, erkenning erfelijke adel
- Augustinus-Johannes Geelhand, erkenning erfelijke adel
- Alexandre Goupy de Quabeck, erkenning erfelijke adel, burggraaf, overdraagbaar bij eerstgeboorte (uigedoofd in 1867)
- Jean de Guchteneere, erkenning erfelijke adel, ridder, overdraagbaar bij eerstgeboorte (uitgedoofd 1876)
- Jacques del Halle, inlijving in erfelijk adel (uitgedoofd 1858)
- Léopold de Heusch de Hannesche, erkenning erfelijke adel, baron, overdraagbaar op alle afstammelingen die de naam dragen (uitgedoofd)
- Benoît Holvoet, verheffing erfelijke adel
- Jean-Baptiste d'Hooghe de la Gaugerie, erkenning erfelijke adel, ridder, overdraagbaar bij eerstgeboorte (uitgedoofd 1930)
- Jacques-Ange Lauwereyns de Diepenheede de Roosendale, erkenning erfelijke adel, baron, overdraagbaar bij eerstgeboorte
- Albert Lefebvre, erkenning erfelijke adel
- Jacobus Lefebvre, erkenning erfelijke adel
- Ignace Lefebvre, erkenning erfelijke adel
- Henricus-Victor Lefebvre, erkenning erfelijke adel
- Alexandre Lefebvre, erkenning erfelijke adel
- Victor Lefebvre, erkenning erfelijke adel
- Félix-Joseph de Limon (Ieper, 1790 - Brussel, 1830), erkenning erfelijke adel, getrouwd met Thérèse de Loose met twee dochters. Uitgedoofd in 1830.
- Laurent-Albert van Male de Ghorain, erkenning erfelijke adel
- Bruno-Ferdinand de Marenzi, erkenning erfelijke adel, baron, overdraagbaar op alle afstammelingen die de naam dragen (uitgedoofd in 1897)
- Gaspard-Antoine de Meester, erkenning erfelijke adel
- Constantin-Pierre de Meester de Ravestein, erkenning erfelijke adel
- Ludovic de Meester de Tilbourg, erkenning erfelijke adel
- Edouard de Meester, erkenning erfelijke adel (uitgedoofd)
- Pierre de Melgar de Breydelaere de Sporkinshove, erkenning erfelijke adel (uitgedoofd in 1858)
- Léon François de Menten de Horne, erkenning erfelijke adel, ridder, overdraagbaar op alle mannelijke afstammelingen, baron, overdraagbaar bij eerstgeboorte
- Clément Merghelynck, erkenning erfelijke adel (uitgedoofd)
- Willem Charles Ghislain van Merode, erkenning, markies (overdraagbaar bij eerstgeboorte), graaf (overdraagbaar op alle afstammelingen die de naam dragen), prins (overdraagbaar bij eerstgeboorte)
- Pierre de Meulenaere, erkenning erfelijke adel, baron, overdraagbaar bij eerstgeboorte (zie 1810) (uitgedoofd)
- Benoît-Antoine de Neufforge, erkenning erfelijke adel (uitgedoofd in 1929)
- Félix Paternostre de la Mairieu, erkenning erfelijke adel, ridder, overdraagbaar op alle mannelijke afstammelingen (uitgedoofd in 1837)
- Jean-Marie de Pelichy van Huerne, erkenning erfelijke adel (1826: baron, overdraagbaar bij eerstgeboorte)
- Antoine de Peñeranda de Franchimont, erkenning erfelijke adel (uitgedoofd in 1875)
- Jean-Charles de Prelle de la Nieppe, erkenning erfelijke adel (uitgedoofd in 1965)
- Bernard de Prelle de la Nieppe, erkenning erfelijke adel
- Evrard de Prez d'Aye, verheffing erfelijke adel (uitgedoofd in 1880)
- Antoine du Puis, erkenning erfelijke adel (uitgedoofd in 1911)
- Antoine de Richterich de Niel (Antwerpen, 1768 - Boom, 1839), getrouwd, een dochter, ekenning erfelijke adel (uitgedoofd in 1839)
- Cornelia de Schneidauer, weduwe van Jean-Baptiste Robyns, erkenning persoonlijke adel
- Louis Robyns, erkenning erfelijke adel
- Frédéric Robyns, erkenning erfelijke adel
- François Robyns, erkenning erfelijke ade
- Adèle Robyns, erkenning persoonlijke adel
- Charles-Frédéric Rodriguez d'Evora y Vega, erkenning erfelijke adel (na intrekking benoeming in 1816), markies van Rode, overdraagbaar op alle afstammelingen die de naam dragen (uitgedoofd in 1920)
- Lucas de Roovere de Roosemeersch, erkenning erfelijke adel (uitgedoofd in 1881)
- Charles-Octave de Rossius, rehabilitatie erfelijke adel (uitgedoofd in 1830)
- Joseph de Rossius, rehabilitatie, erfelijke adel (1858: baron, overdraagbaar bij eerstgeboorte; uitgedoofd in 1884)
- François de Ruescas, erkenning erfelijke adel
- Louis de Ruescas, erkenning erfelijke adel
- Edouard de Saint-Genois des Mottes, erkenning erfelijke adel, baron, overdraagbaar op alle afstammelingen die de naam dragen
- Gérard de Sartorius, erkenning erfelijke adel (uitgedoofd in 1899)
- Ernest de Schrynmakers de Dormael, erkenning erfelijke adel, burggraaf, overdraagbaar bij eerstgeboorte
- Guillaume Simon van Vlodorp, erkenning erfelijke adel (Nederlandse adel)
- Philippe van der Stegen de Putte, erkenning erfelijke adel, graaf, overdraagbaar bij eerstgeboorte
- Léopold-Albert de Villenfagne de Sorinne, erkenning erfelijke adel, baron, overdraagbaar op alle afstammelingen die de naam dragen
- Jeanne d'Yve d'Ostiche, gravin, persoonlijke titel (uitgedoofd)
- François-Xavier de Wautier, erkenning erfelijke adel (uitgedoofd in 1906)

#### 1824
- Louis de Baillet Latour, erkenning erfelijke adel, graaf, overdraagbaar bij eerstgeboorte (uitgedoofd)
- Joseph Barnaba, erkenning erfelijke adel (waarschijnlijk uitgedoofd, afstammelingen vertrokken naar het buitenland)
- Charles-Joseph de Borrekens, inlijving in erfelijke adel, ridder, overdraagbaar op alle mannelijke afstammelingen
- Carolus de Broukmans, inlijving in erfelijke adel, baron, overdraagbaar op alle afstammelingen die de naam dragen (uitgedoofd)
- Marie-Julienne de Broukmans, barones, persoonlijke adel
- Marie-Thérèse de Broukmans, barones, persoonlijke adel
- Louis-Alexandre de Broukmans (uitgedoofd in 1922)
- Philippine de Broukmans, barones, persoonlijke adel
- Marie-Henriette de Broukmans, barones, persoonlijke adel
- Philippe de Cambry de Baudimont, postume inlijving in erfelijke adel ten gunste van zijn drie zoons en twee dochters: Albéric de Cambry, Emile de Cambry, Edouard de Cambry, Prosper de Cambry, Mélanie de Cambry, Constance de Cambry
- Charles-Philippe de Cécil, verheffing erfelijke adel, baron, overdraagbaar bij eerstgeboorte (uitgedoofd in 1927)
- Guillaume Anne de Constant Rebecque de Villars, inlijving in erfelijke adel, baron, overdraagbaar op alle afstammelingen die de naam dragen. Behoorde tot de Nederlandse adel.
- Charles-Marie Coppens d'Eeckenbrugge, erkenning erfelijke adel
- Rosalie Coppens, erkenning persoonlijke adel
- Théodore Coppens, erkenning erfelijke adel
- Prosper Coppens, erkenning erfelijke adel
- Chrétien-François de la Croix d'Ogimont, erkenning erfelijke adel
- Alexandre-Philippe de la Croix de Maubray, erkenning erfelijke adel (uitgedoofd in 1855)
- Romain de Crombeen, erkenning erfelijke adel (uitgedoofd 1942)
- Marie-Liévine de Crombeen, erkenning persoonlijke adel
- Gustave de Crombeen, erkenning erfelijke adel (uitgedoofd 1942)
- Charles Desmanet de Biesme, burggraaf, overdraagbaar bij eerstgeboorte (zie 1816) (uitgedoofd 1957)
- Louis Geelhand, postume erkenning ten voordele van zijn weduwe Thérèse de Wael en hun drie minderjarige kinderen Louis, Alphonse-Louis en Clémence Geelhand (uitgedoofd)
- Frédéric de Gruben, inlijving in erfelijke adel, baron, overdraagbaar op alle afstammelingen die de naam dragen
- Emmanuel O'Kelly de Galway, erkenning erfelijke adel
- Jacques-François Lefebure, erkenning erfelijke adel
- Pierre-Henri Lefebure, erkenning erfelijke adel
- Joseph-Hyacinthe Martini, inlijving in erfelijke adel, graaf, overdraagbaar  bij eersteboorte (uitgedoofd in 1967)
- Perpète du Pont d'Ahérée, inlijving in erfelijke adel (1849: baron, overdraagbaar bij eerstgeboorte) (zie 1808) (uitgedoofd 1970)
- Justus de Posson, erkenning erfelijke adel, baron, overdraagbaar bij eerstgeboorte (uitgedoofd in 1954)
- Denis Presin du Hennocq, erkenning erfelijke adel (uitgedoofd in 1959)
- Jean-Baptiste Presin du Hennocq, erkenning erfelijke adel (uitgedoofd in 1828)
- François-Joseph de Riquet de Caraman Chimay, inlijving in erfelijke adel, prins (overdraagbaar bij eerstgeboorte) en graaf (overdraagbaar op alle andere afstammelingen). Zie 1817.
- Pierre de Stuers, verheffing erfelijke adel, ridder, overdraagbaar bij eerstgeboorte (zie 1813)
- Etienne Travers, verheffing erfelijke adel, baron, overdraagbaar bij eerstgeboorte (zie 1813) (uitgedoofd 1895)
- Ferdinand Werbrouck, erkenning erfelijke adel (uitgedoofd)
- Louis-Nicolas Werbrouck, erkenning erfelijke adel
- Romain Fortuné Ysebrant de Lendonck, erkenning erfelijke adel
- Idesbald Ysebrant de Lendonck, erkenning erfelijke adel (uitgedoofd)
- Camille Ysebrant de Lendonck, erkenning erfelijke adel

#### 1825
- Henri Bernier d'Hongerswal, erkenning in erfelijke adel, lid ridderschap West-Vlaanderen (uitgedoofd in 1850)
- Louis-Joseph de Bie de Westvoorde, erkenning erfelijke adel (uitgedoofd)
- Alexandre-Robert de Cocquéau, erkenning erfelijke adel
- Jean-François de Geradon, verheffing erfelijke adel
- Maurice de le Hoye de la Potte, erkenning erfelijke adel
- Louis de Le Hoye, erkenning erfelijke adel
- Eugène-Jean de Kerchove de Denterghem, erkenning erfelijke adel
- Constant de Kerchove de Denterghem, erkenning erfelijke adel
- Edouard van Ertborn, erkenning erfelijke adel, ridder, overdraagbaar op alle afstammelingen
- Léopold Lefebvre, verheffing erfelijke adel, baron, overdraagbaar bij eerstgeboorte (uitgedoofd in 1925)
- Maximilien-Henri de Othée de Limont (1765-1845), officier, erkenning erfelijke adel en baronstitel in 1825, overdraagbaar bij eerstgeboorte, met riddertitel voor overige afstammelingen in 1829. Getrouwd mert Marie-Louise de Baré (1762-1841), kinderloos gebleven (uitgedoofd in 1845)
- Martin-Jean de Roye de Wichen, verheffing erfelijke adel (uitgedoofd in 1970)
- Jean-Baptiste Soenens, erkenning erfelijke adel (1826: ridder, overdraagbaar bij eerstgeboorte)
- François-Xavier de Valenzi, inlijving erfelijke adel (uitgedoofd 1872)
- Aloïs de Vrière, verheffing erfelijke adel, baron, overdraagbaar bij eerstgeboorte (uitgedoofd 1956)

#### 1826
- Hyacinthe de Baillet, erkenning erfelijke adel, graaf (persoonlijke titel) (uitgedoofd)
- Englebert-Adrien de Cartier, erkenning erfelijke adel (uitgedoofd)
- Charles-Joseph de Cartier, erkenning erfelijke adel (uitgedoofd)
- Eugène-Amour de Cartier, erkenning erfelijke adel (1857: baron, overdraagbaar op alle nakomelingen die de naam dragen)
- Ignace Cordier de Roucourt, inlijving in erfelijke adel (uitgedoofd 1909)
- Benoît-Georges Crombez, erkenning erfelijke adel
- Joannes-Paulus van Delft, erkenning erfelijke adel (uitgedoofd)
- Ludovic-Balthasar van Delft, erkenning erfelijke adel (uitgedoofd)
- Charles-Antoine Fontaine de Fromentel, erfelijke adel (uitgedoofd)
- Charles-Louis de Ghellinck, erkenning erfelijke adel, ridder, overdraagbaar op alle mannelijke afstammelingen
- Auguste de Ghellinck, erkenning erfelijke adel, ridder, overdraagbaar op alle mannelijke afstammelingen
- Jean-Michel Le Grelle, erkenning erfelijke adel in opvolging van Henri-Jacques Le Grelle (uitgedoofd)
- Edmond Le Grelle, erkenning erfelijke adel (uitgedoofd)
- Henri-Antoine Le Grelle, erkenning erfelijke adel (uitgedoofd)
- Louis-Robert de Guaita (Hasselt, 1788 - Gent, 1868), generaal-majoor, inlijving in erfelijke adel. Getrouwd met Reine Papeians de Morchoven dit van der Strepen. Twee dochters, die ongehuwd bleven (uitgedoofd in 1905).
- Pierre-Léopold Horion, erkenning erfelijke adel (uitgedoofd)
- Etienne de Kemmeter, inlijving in erfelijke adel
- Charles-Antoine de Lamock de Sohier, erkenning erfelijke adel, ridder, overdraagbaar op alle mannelijke afstammelingen (uitgedoofd in 1858)
- Pierre-Henri de Libotton (1761-1845) kreeg in 1826 erkenning in de erfelijke adel met de titel ridder, overdraagbaar op alle mannelijke afstammelingen. Hij trouwde met Catherine de Harlez. Ze kregen drie kinderen, maar in 1878 doofde deze familie uit.
- Auguste-Joseph Marbais de la Panneterie, erkenning erfelijke adel (uitgedoofd in 1853)
- Martin-Clément Misson, erkenning erfelijke adel
- jonkheer Auguste de Norman et d'Audenhove, graaf, overdraagbaar bij eerstgeboorte
- Charles-Hyacinthe van Oldeneel tot Oldenzeel, erkenning erfelijke adel, baron, overdraagbaar op alle afstammelingen die de naam dragen
- Jean-Germain van Oldeneel tot Oldenzeel, erkenning erfelijke adel, baron, overdraagbaar op alle afstammelingen die de naam dragen
- Sophie van Oldeneel tot Oldenzeel, erkenning persoonlijke adel, barones
- Charlotte van Oldeneel tot Oldenzeel, erkenning persoonlijke adel, barones
- Louis-Maximilien de Robaulx de Soumoy, erkenning erfelijke adel (uitgedoofd)
- Raymond-Narcisse de Robaulx, erkenning erfelijke adel (uitgedoofd)
- Gustave de Saint-Genois, erkenning erfelijke adel, baron, overdraagbaar op alle afstammingen
- Balthazar de Villegas de Clercamp de Saint-Pierre, erkenning erfelijke adel, graaf, overdraagbaar bij eerstgeboorte

#### 1827
- Auguste d'Affaytadi de Ghistelles, erkenning erfelijke adel, graaf, overdraagbaar op alle nakomelingen (uitgedoofd in 1831)
- Jacques de Baillet, erkenning erfelijke adel, graaf (1828), persoonlijke titel (uitgedoofd)
- Ernest-Eugène de Behault Dornon, erkenning erfelijke adel (uitgedoofd in 1932)
- Frédéric-Georges de Blochausen, erkenning erfelijke adel, baron, overdraagbaar bij eerstgeboorte
- Charles-Emmanuel Blondel, verheffing erfelijke adel (uitgedoofd 1877)
- Petrus-Benedictus Blondel van Sciers en Deskin, verheffing erfelijke adel (uitgedoofd 1877)
- Philip-Joseph Blondel van Colroy, verheffing erfelijke adel (uitgedoofd 1877)
- Charles de Bryas, erkenning erfelijke adel, graaf, overdraagbaar op alle afstammelingen die de naam dragen (uitgedoofd 1853)
- Thomas Carpentier, erkenning erfelijke adel (uitgedoofd 1848)
- Denis du Chastel de la Howarderie, erkenning erfelijke adel (uitgedoofd in 1905)
- Philippe le Clément de Saint-Marcq, inlijving in erfelijke adel, ridder, overdraagbaar op alle mannelijke afstammelingen
- Narcisse-André Daelman, erkenning erfelijke adel (uitgedoofd)
- Léopold de Florisone, erkenning erfelijke adel (uitgedoofd 1900)
- Charles-Eugène Fontaine de Thiéblin, erkenning erfelijke adel (uitgedoofd)
- Philippe de Franeau, erkenning erfelijke adel, graaf, overdraagbaar bij eerstgeboorte (uitgedoofd)
- François-Léon Joos de ter Beerst, verheffing erfelijke adel
- Georges-Antoine Kervyn d'Oud Mooreghem, erkenning erfelijke adel
- Alexandre Moyard, verheffing erfelijke adel (1843: ridder, overdraagbaar op alle mannelijke afstammelingen (uitgedoofd 1951)
- Hyppolite-Ernest d'Olmen de Poederlé, erkenning erfelijke adel, baron, overdraagbaar bij eerstgeboorte
- Auguste Charles d'Overschie, benoeming, ridderschap Zuid-Brabant, erkenning erfelijke adel, baron, overdraagbaar aan alle afstammelingen
- François Pouppez de Kettenis de Hollaeken), erkenning, erfelijke adel
- François-Bernard de Saint-Genois des Mottes, erkenning erfelijke adel, baron, overdraagbaar op alle afstammelingen die de naam dragen
- Benoît van der Stocken (1787-1853) werd verheven in de erfelijke adel. Hij had een zoon die twee dochters had. (uitgedoofd in 1941).
- Auguste de Wautier, erkenning erfelijke adel (uitgedoofd in 2004)
- Jean-Baptiste van Zuylen van Nyevelt, erkenning erfelijke adel, baron, overdraagbaar op alle afstammelingen die de naam dragen
- Marie-Dominique van Zuylen van Nyevelt, erkenning erfelijke adel, baron, overdraagbaar op alle afstammelingen die de naam dragen

#### 1828
- Jean de Behr, inlijving, erfelijke adel, ridder, overdraagbaar op alle mannelijke afstammelingen (uitgedoofd)
- Antonia Wullens, weduwe van Henri de Codt, erkenning persoonlijke adel
- Gustave-Louis de Codt, erkenning erfelijke adel (uitgedoofd 1896)
- Jules-Antoine de Codt, erkenning erfelijke adel
- Josse-Alexandre Diericx de ten Hamme, erkenning erfelijke adel, ridder
- Auguste-Jean Diericx de ten Hamme, ridder, overdraagbaar op alle mannelijke afstammelingen (uitgedoofd)
- Félix de Ghelcke, postume erkenning van persoonlijke adel ten gunste van zijn weduwe Caroline Huughe de Peutevin (uitgedoofd 1933)
- Charles-Narcisse de Ghelcke, erkenning erfelijke adel (uitgedoofd 1933)
- Auguste Charles de Ghelcke, erkenning erfelijke adel (uitgedoofd 1933)
- Jules-Charles de Ghelcke, erkenning erfelijke adel (uitgedoofd 1933)
- Félicie-Marie de Ghelcke, erkenning persoonlijke adel (uitgedoofd 1933)
- Géorgine-Joséphine de Ghelcke, erkenning persoonlijke adel (uitgedoofd 1933)
- Ida-Marie de Ghelcke, erkenning persoonlijke adel (uitgedoofd 1933)
- Félix de Gourcy-Serainchamps, erkenning erfelijke adel, graaf, overdraagbaar op alle afstammelingen die de naam dragen (uitgedoofd)
- Conrad-Lambert de Harlez, inlijving in erfelijke adel, ridder, overdraagbaar op alle mannelijke afstammelingen
- Johannes-Bruno van den Hecke, erkenning erfelijke adel
- Joseph de Man d'Attenrode et Wever, erkenning erfelijke adel (uitgedoofd 1921)
- François de Meester, erkenning erfelijke adel
- Charles de Neuf de Burght, erkenning erfelijke adel (uitgedoofd in 1833)
- Joseph-François de Neuf, erkenning erfelijke adel (uitgedoofd in 1877)
- Gaspard-Célestin du Pré, erkenning erfelijke adel
- François-Xavier de Robiano, erkenning erfelijke adel, graaf, overdraagbaar bij eerstgeboorte (uitgedoofd)
- Jean-Baptiste van de Woestyne d'Hansbeke, erkenning erfelijke adel (uitgedoofd)
- Jean-Joseph van Zuylen van Nyevelt, erkenning erfelijke adel, baron, overdraagbaar op alle afstammelingen die de naam dragen
- Guido van Zuylen van Nyevelt, erkenning erfelijke adel, baron, overdraagbaar op alle afstammelingen die de naam dragen
- Frédéric van Zuylen van Nyevelt, erkenning erfelijke adel, baron, overdraagbaar op alle afstammelingen die de naam dragen

#### 1829
- Charles-François de la Barre d'Erquelinnes, erkenning erfelijke adel, graaf, overdraagbaar bij eerstgeboorte
- Jean-Charles de Bellefroid d'Oudoumont, verheffing erfelijke adel
- Philippe-Jacques de Bellefroid d'Oudoumont, verheffing erfelijke adel
- Vincent-Marie Duvivier, verheffing erfelijke adel (uitgedoofd 1937)
- Auguste de Florisone, erkenning erfelijke adel (uitgedoofd 1900)
- Philippe Gillès de 's Gravenwezel, erkenning erfelijke adel (uitgedoofd)
- Louis-Jean Gillès de Pelichy, erkenning erfelijke adel (1842: baron, overdraagbaar op alle mannelijke afstammelingen) (uitgedoofd)
- Adolphe de Gourcy-Serainchamps, erkenning erfelijke adel, graaf, overdraagbaar op alle afstammelingen die de naam dragen
- Henri-Léonard de Grady de Horion, erkenning erfelijke adel, ridder, overdraagbaar op alle mannelijke afstammelingen
- Charles-Chrétien Hynderick, postume erkenning adel voor zijn weduwe Marie-Caroline de Ghelcke
- Charles-Auguste Hynderick, erkenning erfelijke adel, ridder, overdraagbaar op alle mannelijke afstammelingen (uitgedoofd)
- Emile-Charles Hynderick, erkenning erfelijke adel, ridder, overdraagbaar op alle mannelijke afstammelingen
- Auguste-Charles Hynderick, erkenning erfelijke adel, ridder, overdraagbaar op alle mannelijke afstammelingen
- Stéphanie Hynderick, erkenning persoonlijke adel
- Sylvie-Caroline Hynderick, erkenning persoonlijke adel
- Joseph-François de Kuyper (1788-1843), verheffing erfelijke Noord-Nederlandse adel, met afstammeling in de vierde generatie die in 1957 voor het Belgisch staatsburgerschap koos.
- Amand-Joseph Lefebvre, verheffing erfelijke adel
- Jean-Baptiste Levieux de Droesbeke (1792-1874), verheffing erfelijke adel; getrouwd met Marie-Cathérine de Nachtegael (1792-1852), met vier dochters. (uitgedoofd in 1920)
- Ferdinand Puissant d'Agimont d'Heer et Herlette, verheffing erfelijke adel (uitgedoofd in 2011)
- Charles-Marie de Robiano, erkenning erfelijke adel, graaf, overdraagbaar bij eerstgeboorte (uitgedoofd)
- Lambert Vanderheyden à Hauzeur, verheffing erfelijke adel (uitgedoofd )
- Jacques de Waha de Grummelscheyd, erkenning erfelijke adel, baron, overdraagbaar op alle afstammelingen die de naam dragen (uitgedoofd)
- Jacques van de Werve de Schilde, erkenning erfelijke adel, baron, overdraagbaar op alle afstammelingen die de naam dragen (uitgedoofd)
- Cornelis Wuytiers van Vliet, verheffing erfelijke Nederlandse adel

#### 1830
- Hyacinthe de Gilman de Zevenbergen, erkenning erfelijke adel, baron, overdraagbaar bij eerstgeboorte (uitgedoofd1945)
- Louis Mesdach de ter Kiele, erkenning erfelijke adel, ridder, overdraagbaar bij eerstgeboorte (uitgedoofd 1973)
- Louis-Guillaume de Moffarts, erkenning erfelijke adel, baron, overdraagbaar op alle afstammelingen die de naam dragen
- François Mols, erkenning erfelijke adel (geen rechtskracht in België) (zie 1843)
- Philippe de Neve de Roden, erkenning erfelijke adel
- Charles-Louis de Neve de Roden, erkenning erfelijke adel
- Frédéric van Pottelsberghe, erkenning erfelijke adel
- Prosper van der Renne de Daelenbroeck, erkenning erfelijke adel, ridder, overdraagbaar op alle mannelijke afstammelingen (uitgedoofd 1964)
- Joseph du Toict, erkenning erfelijke adel, burggraaf, overdraagbaar op alle afstammelingen die de naam dragen
- André van den Bogaerde de ter Bruggen (Brugge, 17 juni 1754 - Gent, 9 februari 1834) × Marie-Jacqueline van Larebeke (1765-1845), erkenning erfelijke adel met baronstitel en benoeming in de ridderschap van West-Vlaanderen. Vader van vier kinderen, onder wie Andreas van den Bogaerde van Terbrugge.

## Koninkrijk België
Na 1830 nam het koninkrijk België dezelfde regels over. Artikel 75 van de grondwet voorzag in het toekennen van adellijke status.
Alle adelserkenningen en -verheffingen, evenals de titels die waren toegekend onder het Verenigd Koninkrijk, werden gewoon overgenomen ten gunste van diegenen die voor de Belgische nationaliteit kozen. Op dezelfde wijze werden verdere erkenningen en verheffingen gedaan.
In de onderstaande lijst worden vermeld:
- de wijze van opname in de erfelijke adel (slechts bij hoge uitzondering was de adelverlening niet erfelijk, meer bepaald in de toekenning aan vrouwen):
  - erkenning (soms 'bevestiging'), voor edellieden uit het ancien régime;
  - inlijving voor edellieden uit buitenlandse adel;
  - verheffing voor nieuwe adel;
- de nieuwe titel die ze ontvingen;
- de wijze van overdracht van deze titel op de volgende generaties.

### Koning Leopold I (1831-1865)

#### 1836
- Amédée de Beauffort, erkenning erfelijke adel, graaf
- Charles Le Hon, verheffing erfelijke adel, graaf, overdraagbaar bij eerstgeboorte (uitgedoofd 1984)
- Ferdinand de Meeûs, verheffing erfelijke adel, graaf, overdraagbaar op alle mannelijke afstammelingen
- Felix de Mûelenaere, verheffing erfelijke adel, graaf, overdraagbaar bij eerstgeboorte
- Willem de Clercq, verheffing erfelijke adel, baron, overdraagbaar op alle nakomelingen die de naam dragen

#### 1838
- François de Fierlant, erkenning erfelijke adel, baron, overdraagbaar bij eerstgeboorte
- Albert Goblet d'Alviella, inlijving ('homologatie') erfelijke adel, graaf, overdraagbaar op alle mannelijke afstammelingen
- François Heyndericx, verheffing erfelijke adel, ridder, overdraagbaar bij eerstgeboorte (uitgedoofd in 1978)
- jonkheer Eugène van Hoobrouck de Mooreghem, baron, overdraagbaar bij eerstgeboorte
- Jean-Baptiste de Lamock, erkenning erfelijke adel (uitgedoofd in 1892)
- jonkheer Joseph de Man d'Hobruge, baron, overdraagbaar bij eerstgeboorte
- Jean-Baptiste Popelaire de Terloo, erkenning persoonlijke adel, baron (uitgedoofd)
- Napoléon Renoz, erkenning erfelijke adel (uitgedoofd 1871)
- Prosper-Auguste Renoz, erkenning erfelijke adel (uitgedoofd 1871)
- Jean-François de T'Serclaes de Wommersom, erkenning erfelijke adel, baron, overdraagbaar op alle afstammelingen die de naam dragen
- Théodore de T'Serclaes de Wommersom, erkenning erfelijke adel, baron, overdraagbaar op alle afstammelingen die de naam dragen (1871: titel graaf, overdraagbaar bij eerstgeboorte; 1871: uitbreiding tot alle afstammelingen die de naam dragen)

#### 1839
- Jonkheer Philémon de Bagenrieux, baron, overdraagbaar bij eerstgeboorte
- Joseph-Leonard de Bie, erkenning erfelijke adel (uitgedoofd 1879)
- Antoine-Joseph de Bie, erkenning erfelijke adel, in vervanging van niet-gelichte erkenning in 1822 (1846)
- Jacques Coghen, verheffing erfelijke adel, graaf overdraagbaar op alle mannelijke afstammelingen (uitgedoofd 1891)
- Alexis Hody, erkenning erfelijke adel (1843: ridder; 1847: baron) (uitgedoofd 1907)
- Alphonse Huyttens de Terbecq, verheffing erfelijke adel, ridder, overdraagbaar bij eerstgeboorte (uitgedoofd)
- Emile Huyttens de Terbecq, verheffing erfelijke adel, ridder, overdraagbaar bij eerstgeboorte (1857: baron, overdraagbaar bij eerstgeboorte; 1871: overdraagbaar op alle afstammelingen die de naam dragen) (uitgedoofd)
- Victor Huyttens, verheffing erfelijke adel, ridder, overdraagbaar bij eerstgeboorte (uitgedoofd)
- François Huyttens de Terbecq, verheffing erfelijke adel, ridder, overdraagbaar bij eerstgeboorte (uitgedoofd)
- Emmanuel de Turck de Kersbeek, erkenning erfelijke adel, baron, overdraagbaar bij eerstgeboorte (uitgedoofd 1997)
- Marie-Thérèse van Winghen, weduwe van baron Jean-Charles de Viron, erkenning persoonlijke adel voor haarzelf en de tien kinderen uit dit huwelijk
- Charles de Woot de Trixhe, adelsverheffing, baron, overdraagbaar bij eerstgeboorte.

#### 1840
- Charles van Eersel, erkenning erfelijke adel, ridder, overdraagbaar bij eerstgeboorte
- Antoine van Eersel, erkenning erfelijke adel, ridder, overdraagbaar bij eerstgeboorte (uitgedoofd)
- Adrien de Heusch, opname in de erfelijke adel, baron, overdraagbaar op alle afstammelingen die de naam dragen (uitgedoofd)
- Pierre Percy, erkenning erfelijke adel (uitgedoofd)
- Charles de Selliers de Moranville, erkenning erfelijke adel, ridder, overdraagbaar op alle mannelijke afstammelingen
- Pierre de la Serna, homologatie erfelijke adel, graaf, overdraagbaar bij eerstgeboorte
- Guillaume de Stappers, erkenning erfelijke adel
- Louis de Stappers, erkenning erfelijke adel, baron
- Charles-Joseph de Xhénemont, erkenning erfelijke adel,
- François-Joseph de Xhénemont, erkenning erfelijke adel
- Armand de Xhénemont, erkenning erfelijke adel

#### 1841
- Chrétien van Caubergh, verheffing erfelijke adel
- Joseph van Grave, erkenning erfelijke adel, baron, overdraagbaar bij eerstgeboorte
- Charles-Joseph de Kessel, erkenning erfelijke adel (uitgedoofd)
- Edouard-Georges-Félix de Neunheuser, erkenning erfelijke adel
- Willebrord-Ange de Neunheuser, erkenning erfelijke adel.
- Irénée Peers de Nieuwburgh, verheffing erfelijke adel
- Pétronille Popelaire de Terloo, erkenning persoonlijke adel (uitgedoofd)
- Hubert de Stuers, verheffing erfelijke adel, ridder, overdraagbaar bij eerstgeboorte
- Charles du Vivier, erkenning persoonlijke adel (1859: ridder, overdraagbaar op zijn neven) (uitgedoofd 1881)

#### 1842
- Emmanuel d'Alcantara, erkenning erfelijke adel, graaf, overdraagbaar bij eerstgeboorte (uitgedoofd)
- Pierre-Octave d'Alcantara, erkenning erfelijke adel, ridder, overdraagbaar op alle mannelijke afstammelingen (1852: graaf, overdraagbaar bij eerstgeboorte)
- jonkheer Ferdinand de Beeckman, baron, overdraagbaar bij eerstgeboorte
- jonkheer Camille de Briey, graaf, overdraagbaar op alle afstammelingen die de naam dragen
- Lodewijk Jozef Delebecque, erkenning persoonlijke adel, graaf (uitgedoofd 1864)
- Louis de Dieudonné, erkenning erfelijke adel, ridder, overdraagbaar op alle mannelijke afstammelingen
- Joseph de Kerchove de Denterghem, erkenning erfelijke adel
- jonkheer Charles Mertens, baron, overdraagbaar op alle afstammelingen die de naam dragen (uitgedoofd)
- Joseph van der Noot, erkenning erfelijke adel, baron, overdraagbaar bij eerstgeboorte
- Hyacinthe d'Oldenneel de Heerenbrinck, erkenning erfelijke adel, baron, overdraagbaar op alle afstammelingen die de naam dragen (uitgedoofd).
- Charles-Antoine d'Oldenneel de Heerenbrinck, erkenning erfelijke adel, baron, overdraagbaar op alle afstammelingen die de naam dragen (uitgedoofd)
- Frédéric-Auguste de Reiffenberg, erkenning erfelijke adel, baron, overdraagbaar op alle afstammelingen die de naam dragen (uitgedoofd)
- Pierre de Schiervel, erkenning erfelijke adel, baron, overdraagbaar bij eerstgeboorte (1855: uitbreiding op neef Pierre de Schiervel)
- Guillaume de Stein d'Altenstein, erkenning erfelijke adel, baron, overdraagbaar op alle mannelijke afstammelingen (uitgedoofd in 1982)
- Charles de Stein d'Altenstein, erkenning erfelijke adel, baron, overdraagbaar op alle mannelijke afstammelingen (uitgedoofd in 1982)
- Michel van der Stichel (1812-1867), erkenning (zo nodig rehabilitatie) erfelijke adel (uitgedoofd 1916)
- Edouard de Wolff de Moorsel, erkenning erfelijke adel, baron, overdraagbaar bij eerstgeboorte

#### 1843
- Henri-Jean Bauwens, verheffing erfelijke adel, ridder, overdraagbaar bij eerstgeboorte (uitgedoofd in 1910)
- Charles Bauwens, verheffing erfelijke adel, ridder, overdraagbaar bij eerstgeboorte (uitgedoofd in 1910)
- Charles de Bernard de Fauconval, erkenning erfelijke adel, baron, overdraagbaar bij eerstgeboorte
- Julien de Cecil, erkenning erfelijke adel, baron, overdraagbaar bij eerstgeboorte (uitgedoofd in 1870, met laatste naamdraagster in 1916)
- Jacques Cornelissen, erkenning erfelijke adel, graaf, overdraagbaar bij eerstgeboorte (uitgedoofd 1912)
- Adolphe Daminet, verheffing erfelijke adel, ridder, overdraagbaar bij eerstgeboorte (uitgedoofd 1926)
- baron Adolphe della Faille d'Huysse, uitbreiding titel baron tot alle afstammelingen die de naam dragen
- jonkheer Hippolyte della Faille d'Huysse, baron, overdraagbaar op alle afstammelingen die de naam dragen
- jonkheer Gustave della Faille d'Huysse, baron, overdraagbaar op alle afstammelingen die de naam dragen
- jonkheer Edouard della Faille d'Huysse, baron, overdraagbaar op alle afstammelingen die de naam dragen
- Pierre de Gerlache, erkenning erfelijke adel (zonder gevolg gebleven)
- Joseph de Kessel, erkenning persoonlijke adel
- Henri de Kessel, erkenning erfelijke adel (uitgedoofd)
- Théodore de Kessel, erkenning erfelijke adel (uitgedoofd)
- Eugène-Charles van Meldert, erkenning erfelijke adel (uitgedoofd 1912)
- Charles Mertens, homologatie van Duitse titel, baron, overdraagbaar op alle afstammelingen die de naam dragen
- Armand Mertens, homologatie, baron, overdraagbaar op alle afstammelingen die de naam dragen
- Edouard Mertens, homologatie, baron, overdraagbaar op alle afstammelingen die de naam dragen
- Paul Mertens, homologatie, baron, overdraagbaar op alle afstammelingen die de naam dragen
- François Mols, erkenning erfelijke adel (zie 1830)
- Emile Mulle de ter Schueren, erfelijke adel
- Adolphe de Neuchatel, verheffing erfelijke adel, ridder, overdraagbaar bij eerstgeboorte
- Frédéric de Pinto, erkenning erfelijke adel, graaf, overdraagbaar op alle afstammelingen die de naam dragen (uitgedoofd 1981)
- Henri de Pinto, erkenning erfelijke adel, graaf, overdraagbaar op alle afstammelingen die de naam dragen (uitgedoofd 1981)
- François-Xavier de Puysieulx (1816-1853), erkenning erfelijke adel, getrouwd, twee dochters (uitgedoofd 1936)
- Mathieu de Ruddere de te Lokeren, verheffing erfelijke adel (uitgedoofd in 1915)
- Paul-Philippe de Saint-Charles (1801-1883), verheffing erfelijke adel, titel, overdraagbaar bij eerstgeboorte (uitgedoofd in 1883)
- Adrien van der Straten de Wallay, verheffing erfelijke adel, baron, overdraagbaar op alle afstammelingen (uitgedoofd 1925)
- Joseph de Thibault de Boesinghe, erkenning erfelijke adel
- Louis de Thibault de Boesinghe, erkenning erfelijke adel
- Placide de Thibault de Boesinghe, erkenning erfelijke adel (uitgedoofd)
- Octave de Trazegnies d'Ittre, erkenning erfelijke adel, markies, overdraagbaar op alle mannelijke afstammelingen (uitgedoofd)
- Eugène de Trazegnies d'Ittre, erkenning erfelijke adel, markies, overdraagbaar op alle mannelijke afstammelingen
- Charles Ysebrant, erkenning erfelijke adel (uitgedoofd)

#### 1844
- Philippe de Burbure de Wesembeek, erkenning erfelijke adel, ridder, overdraagbaar bij eerstgeboorte
- Benjamin Corbisier de Méaultsart, verheffing erfelijke adel
- Eugène de Gerlache, erkenning erfelijke adel
- Anne-Joseph de Gerlache, erkenning erfelijke adel
- Etienne de Gerlache, erkenning erfelijke adel, baron, overdraagbaar bij eerstgeboorte (uitgedoofd)
- Adolphe de Gerlache, erkenning erfelijke adel (uitgedoofd)
- Jules de Grand'Ry, erkenning erfelijke adel
- Désiré de Hults, verheffing erfelijke adel, baron, overdraagbaar bij eerstgeboorte (uitgedoofd 1913)
- Henri Louvrex, verheffing erfelijke adel (uitgedoofd in 1935)
- Marie-Charles de Macar, homologatie, baron, overdraagbaar bij eerstgeboorte
- Charles-Auguste Mechel (* 1796), vrederechter in Marksteft (Beieren), verheffing erfelijke Belgische adel, zonder afstammelingen (uitgedoofd)
- Albert Prisse, verheffing erfelijke adel, baron, overdraagbaar bij eerstgeboorte
- Jules de Rasse, verheffing erfelijke adel, ridder, overdraagbaar bij eerstgeboorte (1847: baron; 1871: overdraagbaar op alle afstammelingen die de naam dragen)
- Alphonse de Rasse, verheffing erfelijke adel, ridder, overdraagbaar bij eerstgeboorte (1861: baron; 1871: overdraagbaar op alle afstammelingen die de naam dragen)

#### 1845
- Louis Baesen (1794-1877), getrouwd in 1823 met barones Marie-Agnès Sanchez de Aguilar, erkenning erfelijke adel (uitgedoofd in 1877)
- Jean-Pierre Behaghel, erkenning erfelijke adel
- Félix de Bethune, ridder, overdraagbaar bij eerstgeboorte (1855: baron, 1871: titel overdraagbaar op alle afstammelingen)
- Charles le Boucq de Beaudignies, erkenning erfelijke adel, burggraaf, overdraagbaar bij eerstgeboorte
- Pierre de Brauwere (1781-1855), bevestiging erfelijke adel, getrouwd in 1820 met Elisabeth Blankenheym (1791-1877), weduwe van Hubert-Sigismond Nolet (uitgedoofd in 1855). Haar zoon, Jean-Charles Nolet, kreeg vergunning om de Brauwere aan zijn naam te voegen en werd de dichter en literair criticus Jan Nolet de Brauwere van Steeland.
- Edouard van Doorslaer, bevestiging erfelijke adel
- Thomas de Garcia de la Vega, erkenning erfelijke adel, baron, overdraagbaar bij eerstgeboorte (1871: uitbreiding tot alle afstammelingen)
- Daniel Hennessy, erkenning erfelijke adel (uitgedoofd in 1944)
- Jacques Herry, erkenning erfelijke adel (uitgedoofd in 1891)
- Jean de Hornes (1791-1863), erkenning erfelijke adel, getrouwd met Anne Claes (1780-1845), kinderloos (uitgedoofd 1863)
- Idesbalde le Maistre d'Anstaing, erkenning erfelijke adel
- François Joseph Marchal, ridder (uitgedoofd 1916)
- Ferdinand del Marmol, erkenning erfelijke adel (1848: baron, overdraagbaar op alle mannelijke afstammelingen)
- jonkheer Jacques du Monceau, graaf, overdraagbaar bij eerstgeboorte (1875: overdraagbaar op alle afstammelingen die de naam dragen) (uitgedoofd)
- François Pangaert d'Opdorp, erkenning erfelijke adel
- Edouard-Emile Parthon de Von, erkenning erfelijke adel, ridder, overdraagbaar bij eerstgeboorte
- Edouard-Henri Parthon de Von, erkenning erfelijke adel (1871: ridder, overdraagbaar op alle mannelijke afstammelingen) (uitgedoofd in 1892)
- Albertine d'Onyn, weduwe van Henri de Posson de Wanfercée, erkenning persoonlijke adel in postume erkenning van haar man (uitgedoofd in 1930)
- Philippe-Henri Robert de Saint-Symphorien, erkenning erfelijke adel, baron, overdraagbaar bij eerstgeboorte (uitgedoofd in 1916)
- François-Jean van Soust (1808-1856), bevestiging, desnoods verheffing van erfelijke adel. Hij bleef vrijgezel (uitgedoofd in 1856)
- Jean-Charles Stockmar, inlijving erfelijke adel, baron, overdraagbaar bij eerstgeboorte
- Wenceslas de Traux de Wardin, erkenning erfelijke adel, baron, overdraagbaar op alle afstammelingen die de naam dragen
- Jean-Baptiste Vermeulen de Mianoye, verheffing erfelijke adel (uitgedoofd)
- Charles-Joseph de Vigneron, verheffing en bevestiging erfelijke adel
- Théophile van de Woestyne, erkenning erfelijke adel, baron, overdraagbaar bij eerstgeboorte

#### 1846
- jonkheer Alfred de Baillet Latour, graaf, overdraagbaar op alle afstammelingen (uitgedoofd)
- jonkheer Anatole-Ferdinand de Baillet Latour, graaf, overdraagbaar op alle afstammelingen (uitgedoofd)
- jonkheer Adolphe du Bois d'Aische, graaf, overdraagbaar bij eerstgeboorte
- Jacques de Herckenrode, erkenning erfelijke adel, baron, overdraagbaar bij eerstgeboorte
- André Jolly, verheffing erfelijke adel, baron, overdraagbaar bij eerstgeboorte
- graaf Henri de Merode, prins de Rubempré, markies van Westerlo (uitgedoofd)
- Pierre-François Pycke, erkenning erfelijke adel, ridder, overdraagbaar bij eerstgeboorte (uitgedoofd in 1978)
- Jean-Joseph Pycke, erkenning erfelijke adel, ridder, overdraagbaar bij eerstgeboorte (uitgedoofd in 1978)
- Lambert de Stuers, inlijving in erfelijke adel, ridder, overdraagbaar bij eerstgeboorte (uitgedoofd in 1900)
- Jules de Vinck, erkenning erfelijke adel, baron, overdraagbaar bij eerstgeboorte (1871: overdraagbaar op alle afstammelingen die de naam dragen)
- François-Joseph Wellens, bevestiging erfelijke adel (uitgedoofd in 1943)
- Jean-Pierre Willmar, verheffing erfelijke adel, baron, overdraagbaar bij eerstgeboorte (uitgedoofd 1914)

#### 1847
- Guillaume de Corswarem, erkenning erfelijke adel, ridder, overdraagbaar bij eerstgeboorte (uitgedoofd)
- Théodore de Corswarem, erkenning erfelijke adel (uitgedoofd)
- Charles-Philippe de Corswarem, erkenning erfelijke adel(uitgedoofd)
- Hippolyte Dhont, verheffing erfelijke adel, ridder, overdraagbaar bij eerstgeboorte (uitgedoofd)
- Jean-Népomucène Dubois (Keulen, 1803 - Brussel, 1871), verheffing erfelijke adel, ridder, overdraagbaar bij eerstgeboorte (uitgedoofd in 1915)
- jonkheer Amand d'Eesbeke, baron, overdraagbaar bij eerstgeboorte (uitgedoofd in 1858)
- Charles-Auguste de Formanoir de la Cazerie, erkenning erfelijke adel, ridder, overdraagbaar bij eerstgeboorte (uitgedoofd in 1954)
- Philippe Herry, erkenning erfelijke adel (uitgedoofd in 1871)
- Albert-Alexandre Herry, erkenning erfelijke adel (uitgedoofd in 1929)
- Remi Prosper Honnorez, verheffing erfelijke adel
- Jean-Baptiste le Jeune d'Allegeershecke, erkenning erfelijke adel, ridder, overdraagbaar bij eerstgeboorte
- Désiré le Jeune d'Allegeershecque, erkenning erfelijke adel, ridder, overdraagbaar bij eerstgeboorte
- Jules Lallemant de Levignen, erkenning erfelijke adel, graaf, overdraagbaar bij eerstgeboorte (uitgedoofd in 1929)
- Marie-Jeanne de Minckwitz (1780-1848), erkenning persoonlijke adel, barones (uitgedoofd 1848)
- Frédéric de Montpellier, erkenning erfelijke adel
- Alphonse de Montpellier, erkenning erfelijke adel
- Constant de Montpellier, erkenning erfelijke adel (uitgedoofd)
- Théodore de Montpellier, erkenning erfelijke adel (uitgedoofd)
- Joseph De Munck, verheffing erfelijke adel (uitgedoofd)
- jonkheer Albert de Noidans Calf, graaf, overdraagbaar bij eerstgeboorte, uitgedoofd in 1951.
- Joseph-Denis O'Sullivan, erkenning erfelijke adel
- Ernest Peers, verheffing erfelijke adel, ridder, overdraagbaar bij eerstgeboorte (1852: baron, overdraagbaar bij eerstgeboorte)
- Dominique Siraut, verheffing erfelijke adel, baron, overdraagbaar bij eerstgeboorte
- Prosper de Terwangne, verheffing erfelijke adel, baron, overdraagbaar op alle mannelijke afstammelingen
- jonkheer Pierre-Alphonse de Villegas, graaf, overdraagbaar bij eerstgeboorte (uitgedoofd)
- Jacques-Melchior de Volder, verheffing erfelijke adel (uitgedoofd in 1923)
- Egide Wappers, verheffing, erfelijke adel, baron, overdraagbaar bij eerstgeboorte
- Jean-Baptiste-François van den Wiele, verheffing erfelijke adel (uitgedoofd in 1948)
- Mathias Wolters, verheffing erfelijke adel
- Lambert de Woot de Trixhe, verheffing erfelijke adel, baron, overdraagbaar bij eerstgeboorte

#### 1848
- jonkheer Hippolyte de Baré de Comogne, burggraaf, overdraagbaar op alle afstammelingen
- jonkheer Maximilien de Bethune Hesdigneul, markies, overdraagbaar bij eerstgeboorte
- Romuald de Brabandère, verheffing erfelijke adel, ridder, overdraagbaar bij eerstgeboorte
- Auguste Charlé, erkenning erfelijke adel
- Félix Charlé, erkenning erfelijke adel
- Maurice Charlé, erkenning erfelijke adel
- Benoît Cornet d'Elzius de Peissant, erkenning erfelijke adel, graaf, overdraagbaar bij eerstgeboorte (1859: uitbreiding titel tot zijn zonen)
- Alexandre Daminet, verheffing erfelijke adel, baron, overdraagbaar bij eerstgeboorte (uitgedoofd 1926)
- Emile Daminet, verheffing erfelijke adel, ridder, overdraagbaar bij eerstgeboorte (uitgedoofd 1926)
- Aldephonse Du Jardin, inlijving in erfelijke adel, baron, overdraagbaar op alle afstammelingen die de naam dragen (uitgedoofd 1919)
- Edouard de Knuyt, verheffing erfelijke adel, ridder, overdraagbaar bij eerstgeboorte (uitgedoofd 1985)
- Laurent van der Maesen, erkenning erfelijke adel, ridder, overdraagbaar op alle afstammelingen die de naam dragen (uitgedoofd)
- Eugène de Robiano, postuum, erkenning erfelijke adel, graaf, overdraagbaar op alle afstammelingen die de naam dragen
- Marie-Isabelle le Brum de Miraumont d'Ostregnies, weduwe van Eugène de Robiano, persoonlijke adel, gravin
- François-Eustache de la Rousselière Clouard, inlijving erfelijke adel, baron, overdraagbaar op alle mannelijke afstammelingen (uitgedoofd in mannelijke lijn in 1917, in vrouwelijke lijn in 1958)
- Louis Seutin, verheffing erfelijke adel, baron, overdraagbaar bij eerstgeboorte
- Charles-Emmanuel de Spandl, erkenning erfelijke adel, baron, overdraagbaar bij eerstgeboorte
- Bernard-Guillaume Stas, verheffing erfelijke adel, ridder, overdraagbaar bij eerstgeboorte
- Dieudonné Stas, verheffing erfelijke adel, ridder, overdraagbaar bij eerstgeboorte
- Emmanuel de Vicq de Cumptich, erkenning erfelijke adel, baron, overdraagbaar bij eerstgeboorte
- Eugène de Vicq de Cumptich, erkenning erfelijke adel, baron, overdraagbaar bij eerstgeboorte
- Charles Wouters, verheffing erfelijke adel

#### 1850
- baron Renon le Bailly de Tilleghem junior, burggraaf, overdraagbaar bij eerstgeboorte

#### 1851
- Napoléon Alcindor Beaulieu (1804-1872), generaal-majoor, gevolmachtigd minister, verheffing erfelijke adel en titel ridder (baron in 1857). Tweemaal getrouwd, zonder kinderen (uitgedoofd in 1872)
- Simon de Cerf, erkenning erfelijke adel (1856: ridder, overdraagbaar bij eerstgeboorte; 1858: persoonlijke titel ridder)
- Charles de Cerf, erkenning erfelijke adel
- Eugène van Duerne de Damast, erkenning erfelijke adel (uitgedoofd 1918)
- Maurice de Lehoye, erkenning erfelijke adel
- Jean-François Lafontaine, inlijving in erfelijke adel, baron, overdraagbaar bij eerstgeboorte (uitgedoofd 1969)
- Philippe de Proli, erkenning erfelijke adel, graaf, overdraagbaar bij eerstgeboorte (uitgedoofd 1878)
- Charles de Radzitzky, erkenning erfelijke adel, baron, overdraagbaar bij eerstgeboorte
- Auguste de Radzitzky, erkenning erfelijke adel, baron, overdraagbaar bij eerstgeboorte (uitgedoofd)
- Charles Whettnall, inlijving erfelijke adel, baron, overdraagbaar bij eerstgeboorte (uitgedoofd 1931)

#### 1852
- Alexandre-Achille d'Alcantara, erkenning erfelijke adel, graaf, overdraagbaar bij eerstgeboorte (uitgedoofd)
- Nicolas de Buisseret, erkenning erfelijke adel, baron, overdraagbaar bij eerstgeboorte (uitgedoofd)
- Gérard de Burlet, erkenning erfelijke adel
- Jonkheer Hyacinthe de Chestret, bevestiging persoonlijke baronstitel
- Leopold Duvivier, verheffing erfelijke adel, baron, overdraagbaar bij eerstgeboorte (uitgedoofd 1937)
- Marie-Josèphe van den Bol, weduwe van Pierre le Grelle, verheffing erfelijke adel (uitgedoofd)
- Antoine Hennequin de Villermont, erkenning erfelijke adel, graaf, overdraagbaar bij eerstgeboorte (1871: uitbreiding tot alle afstammelingen die de naam dragen)
- Jérôme de Jamblinne, erkenning erfelijke adel, baron, overdraagbaar bij eerstgeboorte (uitgedoofd)
- Maurice de Ker Autem (1831-1873), erkenning erfelijke adel, ridder, overdraagbaar bij eerstgeboorte; was ambassadesecretaris, bleef vrijgezel. Uitgedoofd in 1873.
- Joseph Zerezo de Tejada, erkenning erfelijke adel (uitgedoofd 1938)

#### 1853
- jonkheer Gerard Le Grelle, erfelijke adel, homologatie pauselijke titel graaf, overdraagbaar bij eerstgeboorte (1871: uitbreiding tot alle afstammelingen)
- Constantin van Havre, erkenning erfelijke adel, ridder, overdraagbaar op alle mannelijke afstammelingen
- Napoléon Herwyn, erkenning erfelijke adel, baron, overdraagbaar bij eerstgeboorte (1891: graaf, overdraagbaar bij eerstgeboorte) (uitgedoofd 1985)
- Edouard Lunden, erkenning erfelijke adel
- Paul de Marcq de Tiège, erkenning erfelijke adel, baron, overdraagbaar bij eerstgeboorte (uitgedoofd in 1972)
- Jean-Baptiste Nothomb, verheffing erfelijke adel, baron, overdraagbaar bij eerstgeboorte (1858: overdraagbaar op alle afstammelingen die de naam dragen) (uitgedoofd)
- Jean-Joseph de Witte, erkenning erfelijke adel, baron, overdraagbaar bij eerstgeboorte

#### 1854
- Constant van Hoobrouck ten Hulle, erkenning erfelijke adel
- François t'Kint de Roodenbeke, erkenning erfelijke adel
- Camille Vervier, erkenning en homologatie, erfelijke adel, ridder, overdraagbaar bij eerstgeboorte (uitgedoofd 1945)

#### 1855
- Charles de Bériot, verheffing erfelijke adel (uitgedoofd 1960)
- Théodore Boutier de Catus (*1805), erkenning erfelijke adel, baron, overdraagbaar bij eerstgeboorte (uitgedoofd ten laatste in 1895)
- Jean-Baptiste de Cloeps d'Heernesse (1784-1861), verheffing erfelijke adel, baron (persoonlijk) (uitgedoofd 1861)
- Edouard de Conway, verheffing erfelijke adel, burggraaf, overdraagbaar bij eerstgeboorte (uitgedoofd 1871)
- Charles Cossée de Semeries, erkenning erfelijke adel
- Ernest Marchal, erkenning erfelijke adel (uitgedoofd in 1916)
- Jacques Mulhens (*1800), verheffing erfelijke adel, baron, overdraagbaar bij eerstgeboorte (uitgedoofd rond 1860)
- Isidore de Zerezo, erkenning erfelijke adel
- Jean-Jacques-André van Zuylen van Nyevelt, gemeenteraadslid van Brugge, erkenning erfelijke adel, baron, overdraagbaar bij eerstgeboorte
- André-François van Zuylen van Nyevelt, priester, erkenning erfelijke adel, baron, overdraagbaar bij eerstgeboorte

#### 1856
- Baron Hector le Bailli de Tilleghem, burggraaf, overdraagbaar bij eerstgeboorte
- Antoine de Biber, erkenning erfelijke adel (18757: baron)
- Alexandre-Marie de Bonhome, erkenning, erfelijke adel baron, overdraagbaar op alle afstammelingen die de naam dragen
- Marie-Joseph de Bonhome, erkenning erfelijke adel, baron, overdraagbaar op alle afstammelingen die de naam dragen
- Eugène de Bonhome, erkenning erfelijke adel, baron, overdraagbaar op alle afstammelingen die de naam dragen
- Léopold-Louis de Bonhome, erkenning erfelijke adel, baron, overdraagbaar op alle afstammelingen die de naam dragen
- Alexandre-Louis de Bonhome, erkenning erfelijke adel, baron, overdraagbaar op alle afstammelingen die de naam dragen (uitgedoofd)
- Maximilien de Bonhome, erkenning erfelijke adel, baron, overdraagbaar op alle afstammelingen die de naam dragen
- Léopold-Joseph de Bonhome, erkenning erfelijke adel, baron, overdraagbaar op alle afstammelingen die de naam dragen
- ridder Félix van den Branden de Reeth, baron
- François de Buisseret, erkenning erfelijke adel (uitgedoofd)
- Jules-Eugène de Conway, erkenning erfelijke adel (uitgedoofd 1871)
- Robert-Daniel de Conway, erkenning erfelijke adel (uitgedoofd 1871)
- Bernard-Adrien de Gerlache, erkenning erfelijke adel
- Léonard Greindl, verheffing erfelijke adel, baron, overdraagbaar bij eerstgeboorte (1871: uitbreiding tot alle afstammelingen die de naam dragen)
- Victor Guyot, erkenning erfelijke adel
- Alfred Guyot, erkenning erfelijke adel uitgedoofd)
- Joseph van Lidth de Jeude, erkenning erfelijke adel
- Jean-François van Lidth de Jeude, erkenning erfelijke adel
- jonkheer Paul Misson, baron, overdraagbaar bij eerstgeboorte (1873: uitbreiding tot alle afstammelingen die de naam dragen)
- Denis Moles Le Bailly, verheffing erfelijke adel (uitgedoofd in 1937)
- Adolphe Powis de Tenbossche, erkenning erfelijke adel, ridder, overdraagbaar bij eerstgeboorte
- Charles Hippolyte Vilain XIIII, erkenning erfelijke adel, burggraaf, overdraagbaar bij eerstgeboorte (uitgedoofd)
- Frédéric van de Vivere, erkenning erfelijke adel, ridder, overdraagbaar op alle mannelijke afstammelingen (uitgedoofd 1885)
- Philippe van de Vivere, erkenning erfelijke adel, ridder, overdraagbaar op alle mannelijke afstammelingen (uitgedoofd 1885)

#### 1857
- Pierre-Jean Bartholeyns (*1818), gevolmachtigd Belgisch minister in Turkije, verheffing erfelijke adel (uitgedoofd)
- Ferdinand Bleyfuesz, verheffing erfelijke adel
- Jacques Frédéric de Borman, verheffing erfelijke adel, ridder, overdraagbaar bij eerstgeboorte
- Théodore de Borman, verheffing erfelijke adel, ridder, overdraagbaar bij eerstgeboorte
- Charles-Théodore de Brandner (1798-1871), advocaat, erkenning erfelijke adel (uitgedoofd in mannelijke lijn in 1944)
- Joseph de Bredy (*1793), erkenning erfelijke adel, baron, overdraagbaar bij eerstgeboorte (uitgedoofd)
- Rodolphe de Burtin, erkenning erfelijke adel, ridder, overdraagbaar bij eerstgeboorte (uitgedoofd 1916)
- jonkheer Charles van Caloen, baron, overdraagbaar bij eerstgeboorte (1878: uitbreiding tot alle afstammelingen)
- André le Candele, erkenning erfelijke adel, baron, overdraagbaar bij eerstgeboorte
- Charles Carton, erkenning erfelijke adel
- Pierre de Caters, erkenning erfelijke zadel, baron, overdraagbaar bij eerstgeboorte
- Eugène de Cesve de Rosée, inlijving in erfelijke adel, baron, overdraagbaar bij eerstgeboorte
- Louis Charliers de Buisseret, verheffing erfelijke adel, burggraaf, overdraagbaar bij eerstgeboorte
- Louis du Chastel de la Howarderie, erkenning erfelijke adel, graaf, overdraagbaar op alle afstammelingen die de naam dragen
- Albéric du Chastel de la Howarderie, erkenning erfelijke adel, graaf, overdraagbaar op alle afstammelingen die de naam dragen
- Henri du Chastel de la Howarderie, erkenning erfelijke adel, graaf, overdraagbaar op alle afstammelingen die de naam dragen
- Camille du Chastel, erkenning erfelijke adel, graaf, overdraagbaar op alle afstammelingen die de naam dragen
- Charles-Antoine du Chastel de la Howarderie, erkenning erfelijke adel, graaf, overdraagbaar op alle afstammelingen die de naam dragen
- Louis Dardenne, verheffing erfelijke adel, baron, overdraagbaar bij eerstgeboorte
- Eugène François de Dorlodot, erkenning erfelijke adel
- Charles Duquesne (1794-1869), luitenant-kolonel, verheffing erfelijke adel
- Xavier van Elewyck, verheffing erfelijke adel (1871: ridder) (uitgedoofd in 1994)
- Isidore Fallon, verheffing erfelijke adel, baron, overdraagbaar bij eerstgeboorte
- Thérèse-Marie de Fenyvessy (1808-1869), verheffing persoonlijke adel, barones (uitgedoofd 1869)
- Alexandre Francqué (1804-1886), chirurg, erkenning erfelijke adel (uitgedoofd 1886)
- Rodolphe von Gödel-Lannoy (1814-1883), verheffing erfelijke adel, baron, overdraagbaar bij eerstgeboorte (uitgedoofd in 1922)
- Paul de Grenus (1800-1866), erkenning erfelijke adel, baron, overdraagbaar bij eerstgeboorte, afstammelingen met Zwitserse nationaliteit
- Alexandre de Hollain, erkenning erfelijke adel
- Adolphe Koeler, verheffing erfelijke adel, baron, overdraagbaar op neef Joseph de Bredy (uitgedoofd 1903)
- Edouard de Meulenaer, adelserkennbing, ridder, overdraagbaar bij eerstgeboorte
- Corneille-Vincent Neeffs, verheffing erfelijke adel (uitgedoofd 1938)
- Charles van Praet, erkenning erfelijke adel en riddertitel, overdraagbaar bij eerstgeboorte
- Augustin van Praet, erkenning erfelijke adel (uitgedoofd)
- Sidonie van Praet, persoonlijk adel
- Rosalie van Praet, persoonlijke adel
- Guillaume Roberti, verheffing erfelijke adel
- Félix de Thier, inlijving in erfelijke adel, baron, overdraagbaar bij eerstgeboorte

#### 1858
- Oswald van den Berghe, erkenning erfelijke adel (uitgedoofd in 1894)
- Nicolas Comhaire de Sprimont, verheffing erfelijke adel, baron, overdraagbaar bij eerstgeboorte (uitgedoofd 1963)
- Charles Comhaire de Sprimont, verheffing erfelijke adel, baron, overdraagbaar bij eerstgeboorte (uitgedoofd 1963)
- Emile de Damseaux, erkenning erfelijke adel
- Théophile de Damseaux, erkenning erfelijke adel
- Guillaume de Duve, erkenning erfelijke adel
- Louis Le Fevere de Ten Hove, erkenning erfelijke adel
- Ferdinand Le Fevere de Ten Hove, erkenning erfelijke adel
- Lamoral van de Kerchove d'Hallebast, erkenning, erfelijke adel
- Jules van de Kerchove d'Hallebast, erkenning erfelijke adel
- Adolphe van de Kerchove, erkenning erfelijke adel
- Léon Vercken, verheffing erfelijke adel
- Louis de Witte de Haelen, verheffing erfelijke adel
- Joseph Zaman, verheffing erfelijke adel (uitgedoofd 1921)

#### 1859
- Jean-Adolphe de Bueren, erkenning erfelijke adel, graaf, overdraagbaar bij eerstgeboorte (uitgedoofd in 1873)
- Isidore de Bueren, erkenning erfelijke adel, graaf, overdraagbaar op alle afstammelingen die de naam dragen (uitgedoofd in 1950)
- Edouard de Bueren, erkenning erfelijke adel, persoonlijke titel graaf (uitgedoofd in 1886)
- Emmanuel de Bueren, erkenning in de erfelijke adel, persoonlijke titel graaf (uitgedoofd in 1871)
- Gaspar de Coune dit de Hollogne, erkenning erfelijke adel, baron, overdraagbaar bij eerstgeboorte (uitgedoofd in 1911)
- Auguste Dons, erkenning erfelijk adel, baron, overdraagbaar bij eerstgeboorte (uitgedoofd in 1880)
- Edouard Grenier, verheffing erfelijke adel, baron, overdraagbaar bij eerstgeboorte (uitgedoofd in 1963)
- Jean-Baptiste Groverman, verheffing erfelijke adel
- Aimé d'Hanins de Moerkerke, erkenning erfelijke adel, graaf, overdraagbaar bij eerstgeboorte (uitgedoofd in 1963)
- Ferdinand d'Hoop, erkenning erfelijke adel
- ridder Justin-Charles de Labeville, baron, overdraagbaar bij eerstgeboorte (1875: uitbreiding tot alle afstammelingen die de naam dragen) (uitgedoofd in 1935)
- Marie-Josèphe Verbuecken (Antwerpen, 1803-1859), weduwe van Jean-François Lysen (1798-1831), verheffing persoonlijke adel (uitgedoofd in 1859)
- Etienne Evarist Van Maldeghem, erkenning, erfelijke adel (uitgedoofd in 1893)
- Romaan Eugeen Van Maldeghem, erkenning erfelijke adel (uitgedoofd  in 1893)
- Robert Julien Van Maldeghem, erkenning erfelijke adel (uitgedoofd in 1893)
- Jean-Baptiste du Sart, erkenning, erfelijke adel, baron, overdraagbaar bij eerstgeboorte
- Gustave van Volden, erkenning, erfelijke adel (uitgedoofd in 1860)
- Charles de Wavrin de Villers au Tertre, erkenning, erfelijke adel, graaf, overdraagbaar bij eerstgeboorte

#### 1860
- Frédéric van der Bruggen, erkenning erfelijke adel (1871: baron)
- Pierre Chazal, erkenning erfelijke adel, baron, overdraagbaar op zijn zonen en vervolgens bij eerstgeboorte
- Charles-Honoré Dhont, verheffing erfelijke adel (uitgedoofd)
- Honoré Dhont, verheffing erfelijke adel (uitgedoofd)
- Polydore Dhont, verheffing erfelijke adel (uitgedoofd)
- Edouard Dhont, verheffing erfelijke adel
- Alphonse Dhont, verheffing erfelijke adel (uitgedoofd)
- Théodore de Dorlodot, erkenning erfelijke adel (uitgedoofd)
- Prosper van Gestel (1801-1861), erkenning erfelijke adel (uitgedoofd 1902)
- Edmond Van Grootven, erkenning, erfelijke adel
- Gustave Van Leempoel de Nieuwmunster, verheffing erfelijke adel, burggraaf, overdraagbaar bij eerstgeboorte
- Alfred Maelcamp, erkenning erfelijke adel, baron, overdraagbaar bij eerstgeboorte
- Jean-Léonard de Schrynmakers, erkenning erfelijke adel (uitgedoofd 1913)
- Prosper de Wautier, inlijving in erfelijke adel, graaf, overdraagbaar bij eerstgeboorte (uitgedoofd in 1874)
- Charles-Jean de Wyels, erkenning erfelijke adel, ridder, overdraagbaar bij eerstgeboorte (uitgedoofd 1943)

#### 1861
- Edouard van den Berghe, erkenning erfelijke adel (uitgedoofd in 1894)
- Auguste Bodart (1806-1881), burgemeester van Tihange, erkenning erfelijke adel
- jonkheer Jean-Louis Bonaert, baron, overdraagbaar bij eerstgeboorte
- Charles Bormann (1796-1872), generaal-majoor, verheffing erfelijke adel (1871: baron) (uitgedoofd 1899)
- Philippe Cardon, verheffing erfelijke adel (1898: toevoeging 'de Lichtbuer')
- Eulalie Cardon, verheffing persoonlijk adel
- Prosper de Hauleville, erkenning erfelijke adel
- Henri Iweins d'Eeckhoutte, verheffing erfelijke adel
- Ferdinand de Lamberts-Cortenbach, verheffing erfelijke adel, baron, overdraagbaar bij eerstgeboorte (uitgedoofd 1978)
- Frédéric de Lamberts-Cortenbach, baron, overdraagbaar bij eerstgeboorte (uitgedoofd 1978)
- Rodolphe de Lamberts-Cortenbach, baron, overdraagbaar bij eerstgeboorte (uitgedoofd 1978)
- Léon de Lamberts-Cortenbach, baron, overdraagbaar bij eerstgeboorte (uitgedoofd 1978)
- Bernard-Pierre van Loo, verheffing erfelijke adel (uitgedoofd)
- Charles van Malcote, erkenning en zo nodig verheffing erfelijke adel
- Thierry Nottebohm, verheffing erfelijke adel, baron, overdraagbaar bij eerstgeboorte (uitgedoofd)
- Georges Serdobbel (Gent, 1834 - Brugge, 1907) × Emerence de Serret, verheffing erfelijke adel (uitgedoofd in 1923)
- Pierre de Vrière, verheffing erfelijke adel, ridder, overdraagbaar bij eerstgeboorte
- Alexandre de Vrints Treuenfeld, erkenning erfelijke adel, baron, overdraagbaar op alle afstammelingen die de naam dragen (uitgedoofd 1906)
- Robert Wullems (Diksmuide, 1799-1880), gemeenteraadslid van Diksmuide, erkenning erfelijke adel. Getrouwd met Mélanie van Dromme, met drie dochters en een (ongehuwde) zoon (uitgedoofd in 1880).
- Charles Wullems (Diksmuide, 1800 - Sint-Gillis, 1868), ambtenaar belastingsdiensten, erkenning erfelijke adel. Hij trouwde met Henriette Willaert en ze hadden vijf kinderen, maar met uitdoving twee generaties later (uitgedoofd in 1980).

#### 1862
- Louis-Charles Mesdach de ter Kiele, erkenning erfelijke adel (uitgedoofd 1973)
- Charles-Jean Mesdach de ter Kiele, erkenning erfelijke adel (uitgedoofd 1973)

#### 1863
- Léopold de Beauffort, erkenning erfelijke adel, graaf, overdraagbaar op alle afstammelingen
- Albert de Beauffort, erkenning erfelijke adel, graaf, overdraagbaar op alle afstammelingen
- Emmanuel de Beauffort, erkenning erfelijke adel, graaf, overdraagbaar op alle afstammelingen
- Auguste Lambermont, verheffing persoonlijke adel, baron (uitgedoofd 1905)
- Eugène de Latre, erkenning erfelijke adel
- Pierre van Remoortere de Naeyer, verheffing erfelijke adel, baron (persoonlijke titel) (uitgedoofd 1883)

#### 1864
- Herman de Burtin, erkenning erfelijke adel (uitgedoofd in 1916)
- Antoine Duchastel, erkenning erfelijke adel, graaf, overdraagbaar op alle afstammelingen die de naam dragen
- Louis Grart d'Affignies (Bergen, 1845 - Brussel, 1864), erkenning erfelijke adel, vrijgezel (uitgedoofd in 1864)
- Théophile Grart d'Affignies (Bergen, 1799 - Vielsalm, 1879), erkenning erfelijke adel, vrijgezel (uitgedoofd in 1879)
- Prosper Limnander, erkenning erfelijke adel (uitgedoofd in 1903)
- baron Albin de Seebach, graaf, persoonlijke titel (uitgedoofd in 1919)

#### 1865
- Philippine de Baré de Comogne, barones, persoonlijke titel
- Henri Leys, verheffing persoonlijke adel, baron (uitgedoofd)

### Koning Leopold II (1866-1909)

#### 1866
- Jules Maelcamp, erkenning erfelijke adel, baron, overdraagbaar bij eerstgeboorte
- Charles van Nuffel d'Heynsbroeck, erkenning erfelijke adel
- Louis de Villegas de Saint-Pierre Jette, erkenning erfelijke adel, graaf, overdraagbaar bij eerstgeboorte

#### 1867
- Hyacinthe Caïmo, erkenning erfelijke adel (uitgedoofd 1931)
- François Caïmo, erkenning erfelijke adel (uitgedoofd 1931)
- Edouard Duchastel, erkenning erfelijke adel, graaf, overdraagbaar op alle afstammelingen die de naam dragen
- Adrien Goffinet, verheffing erfelijke adel, baron (1870: uitbreiding titel tot alle afstammelingen die de naam dragen) (uitgedoofd)
- Emile de Maere, erkenning erfelijke adel
- August de Maere (d'Aertrycke), erkenning erfelijke adel (uitgedoofd in 1900)
- Oscar de Patoul, erkenning erfelijke adel
- Alexandre de Paul de Barchifontaine, erkenning erfelijke adel
- Léopold de Paul de Barchifontaine, erkenning erfelijke adel (uitgedoofd)
- Edmond de Selys Longchamps, erkenning erfelijke adel, baron, overdraagbaar op alle afstammelingen die de naam dragen

#### 1868
- Hyacinthe de Boniver (1801-1877), kapitein, erkenning erfelijke adel, ridder, overdraagbaar bij eerstgeboorte (uitgedoofd 1922)
- jonkheer Albert de Crombrugghe de Looringhe, baron overdraagbaar op alle afstammelingen die de naam dragen
- jonkheer Georges de Crombrugghe (de Looringhe, 1885), baron, overdraagbaar op alle afstammelingen die de naam dragen
- jonkheer Oscar de Crombrugghe, baron, overdraagbaar op alle nakomelingen die de naam dragen
- jonkheer Louis de Crombrugghe, baron, overdraagbaar op alle nakomelingen die de naam dragen
- Augusta-Ida de Crombrugghe, barones, persoonlijke titel
- jonkheer Paul de Crombrugghe, baron, overdraagbaar op alle nakomelingen die de naam dragen
- Victor de Failly, erkenning erfelijke adel, baron, overdraagbaar bij eerstgeboorte
- Ferdinand de Page (1794-1874), eerste voorzitter van het hof van beroep in Brussel, verheffing in de adel met persoonlijke titel baron (1870: uitbreiding titel tot alle afstammelingen die de naam dragen) (uitgedoofd 1922)
- Adolphe de le Vingne, erkenning erfelijke adel

#### 1869
- Louis van Hoobrouck, baron, overdraagbaar bij eerstgeboorte

#### 1870
- jonkheer Maurice de Crombrugghe de Looringhe, inlijving in erfelijke adel, baron, overdraagbaar op alle afstammelingen die de naam dragen (uitgedoofd)
- Charles-Augustin Liedts, verheffing erfelijke adel, baron, overdraagbaar op alle afstammelingen die de naam dragen
- Albert De le Vingne, erkenning erfelijke adel (uitgedoofd in 1923)

#### 1871
- jonkheer Albert van Aefferden, burggraaf, overdraagbaar op alle afstammelingen (zie 1816)
- Victor Anne de Molina, erkenning erfelijke adel
- Marie-Joseph-Gustave van de Bossche (1824-12907), burgemeester van Opheyllisem, diplomaat, getrouwd met gravin Georgine d'Oultremont, zonder afstammelingen, verheffing erfelijke adel met de titel baron, overdraagbaar op alle afstammelingen die de naam dragen (uitgedoofd in 1907)
- ridder Gustave van den Branden de Reeth, baron, overdraagbaar op alle afstammelingen die de naam dragen
- baron Leopold Buffin, erfgenaam van baron Désiré de Hults, uitbreiding titel tot alle afstammelingen die de naam dragen
- graaf Alexandre van der Burch, uitbreiding titel tot alle afstammelingen die de naam dragen
- jonkheer Louis van der Burch, graaf, overdraagbaar op alle afstammelingen die de naam dragen (uitgedoofd)
- Charles Caïmo, erkenning erfelijke adel (uitgedoofd in 1931)
- Charles van Cannart d'Hamale, erkenning erfelijke adel (uitgedoofd in 1876)
- Alexis Capiaumont, verheffing erfelijke adel (uitgedoofd in 1914)
- Ferdinand de Cunchy, inlijving in erfelijke adel, graaf, overdraagbaar bij eerstgeboorte (uitgedoofd in 1904)
- Ulric Ernst, verheffing erfelijke adel (uitgedoofd)
- Charles Ernst, verheffing erfelijke adel (uitgedoofd in 1875)
- Leopold Ernst de Bunswyck, verheffing erfelijke adel
- Charles de Fierlant, erkenning erfelijke adel, baron, overdraagbaar op alle afstammelingen
- jonkheer Leonce Grenier, baron, overdraagbaar op alle afstammelingen die de naam dragen (uitgedoofd in 1963)
- Joseph van Hamme, erkenning erfelijke adel (uitgedoofd in 1944)
- André van Hamme, erkenning erfelijke adel (uitgedoofd 1944)
- Théophile de Jamblinne de Meux, baron, overdraagbaar op alle afstammelingen die de naam dragen
- Ferdinand Janssens de Bisthoven, verheffing erfelijke adel
- jonkheer Henri t'Kint de Roodenbeke, baron, overdraagbaar op alle afstammelingen die de naam dragen (1900: graaf, overdraagbaar bij eerstgeboorte)
- baron Albert Lafontaine, uitbreiding titel op alle mannelijke afstammelingen
- Félix-Corneille Lahure, verheffing erfelijke adel, baron, overdraagbaar op alle afstammelingen die de naam dragen (uitgedoofd in 1891)
- jonkheer Armand Limnander de Nieuwenhove, baron, overdraagbaar op alle afstammelingen die de naam dragen
- jonkheer Victor Limnander de Nieuwenhove, baron, overdraagbaar op alle afstammelingen die de naam dragen
- Charles de Maere, inlijving in de erfelijke adel en baron, overdraagbaar bij eerstgeboorte
- jonkheer Louis de Marcq de Tiège, baron, overdraagbaar op alle afstammelingen die de naam dragen
- Camille Menten de Horne, baron, overdraagbaar op alle afstammelingen die de naam dragen
- Gustave de Mevius, erkenning erfelijke adel, baron, overdraagbaar op alle afstammelingen die de naam dragen
- jonkheer Charles-Eppo Dumonceau de Bergendal, graaf, overdraagbaar op alle mannelijke afstammelingen
- jonkheer Louis Dumonceau de Bergendal, graaf, overdraagbaar op alle afstammelingen die de naam dragen
- jonkheer Ferdinand Dumonceau de Bergendal, graaf, overdraagbaar op alle afstammelingen die de naam dragen
- Gustave de Mûelenaere, verheffing erfelijke adel, graaf, overdraagbaar op alle afstammelingen (uitgedoofd in 1920)
- Edmond van Nuffel d'Heynsbroeck, erkenning erfelijke adel
- Grégoire Orban de Xivry, verheffing erfelijke adel (in 1886 baron)
- Albert Paternostre de Dornon, verheffing erfelijke adel
- Antoine de Pitteurs-Hiégaerts, verheffing erfelijke adel, baron, overdraagbaar op alle afstammelingen die de naam dragen (uitgedoofd)
- Prosper-Joseph Poullet, verheffing erfelijke adel
- Charles de Roo, verheffing erfelijke adel
- Jean-Henri Ulens, verheffing erfelijke adel (uitgedoofd)
- Jean Vergauwen-Goethals, verheffing, erfelijke adel (uitgedoofd)
- Franz Vergauwen, verheffing erfelijke adel
- Nicolas de Villers du Fourneau, erkenning erfelijke adel, ridder (uitgedoofd)
- Richard van de Walle de Ghelcke, verheffing erfelijke adel
- Charles-Victor de Spangen, adelserkenning, graaf, overdraagbaar op alle afstammelingen

#### 1872
- Joseph Forgeur, verheffing erfelijke adel, baron, overdraagbaar op alle afstammelingen die de naam dragen
- Edmond van der Meerschen, verheffing erfelijke adel
- François de Waha, verheffing erfelijke adel, baron, overdraagbaar op alle afstammelingen die de naam dragen

#### 1873
- jonkheer Adrien du Bois d'Aische, graaf, overdraagbaar bij eerstgeboorte
- Yvon de Borchgrave, verheffing erfelijke adel
- François du Bus, verheffing erfelijke adel
- Edmond du Bus, verheffing erfelijke adel (1896: toevoeging 'de Warnaffe') (uitgedoofd)
- Paul du Bus, verheffing erfelijke adel (1896: toevoeging 'de Warnaffe')
- Léon du Bus, verheffing erfelijk adel (1896: toevoeging 'de Warnaffe')
- jonkheer Emile de Crombrugghe de Picquendaele, baron, overdraagbaar op alle afstammelingen die de naam dragen
- Charles Domis de Semerpont, erkenning erfelijke adel (uitgedoofd 1953)
- Henri Guillaume, verheffing erfelijke adel, baron, overdraagbaar op alle afstammelingen die de naam dragen
- Auguste van Loo, verheffing erfelijke adel, baron, overdraagbaar op alle afstammelingen die de naam dragen
- Théodule Mouchet Battefort de Laubespin, incorporatie in de Belgische erfelijke adel, met de titel graaf
- Simon du Sart de Molenbaix, erkenning erfelijke adel, baron, overdraagbaar op alle afstammelingen die de naam dragen

#### 1874
- Louis Behr, erkenning erfelijke adel, baron, overdraagbaar op alle afstammelingen die de naam dragen (uitgedoofd)
- Adolphe van Gameren, erkenning erfelijke adel (uitgedoofd)
- Eugène van Gameren, erkenning erfelijke adel (uitgedoofd)
- Léon van Gameren, erkenning erfelijke adel
- Joseph Le Jeune, verheffing erfelijke adel, baron, overdraagbaar op alle afstammelingen die de naam dragen
- Charles Terlinden, erkenning erfelijke adel

#### 1875
- ridder Charles de Coninck de Merckem, baron, overdraagbaar op alle afstammelingen die de naam dragen
- Edmond David (1826-1885), in 1859 toevoeging 'de Gheest', verheffing erfelijke adel (uitgedoofd in 1920)
- Joseph Van Goethem, verheffing erfelijke adel (uitgedoofd)
- Ignace Solvyns, verheffing erfelijke adel, baron, overdraagbaar op alle afstammelingen die de naam dragen (uitgedoofd in 1894).

#### 1876
- Frédéric Behr, erkenning erfelijke adel, baron, overdraagbaar op alle afstammelingen die de naam dragen (uitgedoofd)
- Emeric du Chastel de la Howarderie, erkenning erfelijke adel, graaf, overdraagbaar op alle afstammelingen die de naam dragen
- jonkheer Gustave de Coninck, baron, overdraagbaar op alle afstammelingen die de naam dragen (uitgedoofd in 1895)
- Alexandre Goupy de Quabeck, erkenning erfelijke adel (uitgedoofd in 1878)
- Auguste de Groulart, erkenning erfelijke adel
- François Papeians de Morchoven dit van der Strepen, erkenning erfelijke adel (uitgedoofd)
- Louis-François Papeians de Morchoven dit van der Strepen, erkenning erfelijke adel
- Adolphe Papeians de Morchoven dit van der Strepen, erkenning erfelijke adel (1930: baron, overdraagbaar bij eerstgeboorte)
- Léon-Charles de Pitteurs-Hiégaerts, verheffing erfelijke adel, baron, overdraagbaar op alle afstammelingen die de naam dragen
- Théodore-Ernest de Pitteurs-Hiégaerts, verheffing erfelijke adel, baron, overdraagbaar op alle afstammelingen die de naam dragen (uitgedoofd)
- Armand de Pitteurs-Hiegaerts, verheffing erfelijke adel, baron, overdraagbaar op alle afstammelingen die de naam dragen (uitgedoofd)
- Henri-Joseph de Quebedo, erkenning erfelijke adel (uitgedoofd)
- Louis-Joseph de Quebedo, erkenning erfelijke adel (uitgedoofd)
- Louis de Schaetzen, verheffing erfelijke adel, ridder, overdraagbaar op alle mannelijke afstammelingen

#### 1877
- Pauline du Bois, weduwe van Charles Behr, barones, erkenning persoonlijke adel, barones (uitgedoofd)
- Florimond de Brouchoven de Bergeyck, erkenning erfelijke adel, graaf, overdraagbaar bij eerstgeboorte
- Théodore de Crawhez, verheffing erfelijke adel, baron, overdraagbaar op alle afstammelingen die de naam dragen
- Jean de Lesser, inlijving in erfelijke adel, baron, overdraagbaar op alle afstammelingen die de naam dragen
- Julien Leys, verheffing erfelijke adel, baron, overdraagbaar op alle afstammelingen die de naam dragen (Uitgedoofd in 1908)
- Philippe van de Werve, erkenning erfelijke adel, graaf, overdraagbaar bij eerstgeboorte

#### 1878
- Hélène van Hoobrouck, weduwe van Charles de Croeser de Berges, burggravin (persoonlijke titel)
- Ladislas de Cuvelier, erkenning erfelijke titel (1887: baron, overdraagbaar bij eerstgeboorte)

#### 1880
- Léonce de Bourcier de Montureux (Bilstain 1848-1907), tot Belg genaturaliseerd,  inlijving in erfelijke adel, burggraaf, overdraagbaar op alle afstammelingen die de naam dragen. Bleef vrijgezel. (uitgedoofd 1907)
- Georges Herry, erkenning erfelijke adel (1898: baron, overdraagbaar bij eerstgeboorte) (uitgedoofd)
- Léon Herry, erkenning erfelijke adel
- Lucien de Hirsch de Gereuth, inlijving in erfelijke adel, baron, overdraagbaar op alle afstammelingen die de naam dragen (uitgedoofd 1887)
- Emile Huet, erkenning erfelijke adel (uitgedoofd 1939)
- Herman de Stainlein, inlijving in erfelijke adel, graaf, overdraagbaar op alle afstammelingen die de naam dragen (uitgedoofd in 1882)

#### 1881
- ridder Adhémar d'Alcantara, graaf, overdraagbaar op alle afstammelingen
- ridder Alvar d'Alcantara, graaf, overdraagbaar op alle afstammelingen
- jonkheer Louis Bonaert, baron, overdraagbaar op alle afstammelingen die de naam dragen
- jonkheer Alfred Bonaert, baron, overdraagbaar op alle afstammelingen die de naam dragen
- Maurice de Buisseret Steenbecque de Blarenghien, inlijving in erfelijke adel, graaf, overdraagbaar bij eerstgeboorte
- Louis Dons de Lovendeghem, erkenning erfelijke adel, baron, overdraagbaar bij eerstgeboorte (uitgedoofd)
- baron Ferdinand de Macar, uitbreiding titel tot alle afstammelingen die de naam dragen
- Cajetan van de Werve d'Immerseel, erkenning erfelijke adel, erfelijke adel (uitgedoofd)
- Clotilde van de Werve, erkenning persoonlijke adel
- Adrien van de Werve, erkenning erfelijke adel (uitgedoofd)
- Auguste van de Werve de Schilde, erkenning erfelijke adel (uitgedoofd)
- Louis-Philippe van de Werve de Schilde, erkenning erfelijke adel
- Charles van de Werve de Schilde, erkenning erfelijke adel (uitgedoofd)

#### 1882
- Laurent Charles de Creeft, erkenning erfelijke adel (uitgedoofd)
- Jules de Francquen, erkenning erfelijke adel
- Alfred de Francquen, erkenning erfelijke adel
- Johann Kraft de la Saulx, verheffing Oostenrijkse erfelijke adel, ridder, overdraagbaar op alle mannelijke afstammelingen

#### 1883
- Ferdinand de Cannart d'Hamale, erkenning erfelijke adel (uitgedoofd in 1919)
- Léon de Cannart d'Hamale, erkenning erfelijke adel
- Arthur de Cannart d'Hamale, erkenning erfelijke adel (uitgedoofd in 1914)
- François de Cuvelier, erkenning erfelijke adel, baron, overdraagbaar bij eerstgeboorte (uitgedoofd 1886)
- Marie-Louise Levieux de Droosbeke, weduwe van Marie-Louis Desmanet d'Erquenne, persoonlijke adel (uitgedoofd 1898)
- Jean de Durand de Prémorel, inlijving in erfelijke adel
- Emile Durutte, inlijving in erfelijke adel, baron, overdraagbaar bij eerstgeboorte
- Libert de Glymes de Hollebecque, erkenning erfelijke adel, graaf, overdraagbaar op alle afstammelingen die de naam dragen (uitgedoofd 1914)
- Ernest de Laminne, erkenning erfelijke adel, ridder, overdraagbaar op alle mannelijke afstammelingen
- Emilien Schoorman, erkenning erfelijke adel
- Paul de Trannoy, inlijving in erfelijke adel, baron, overdraagbaar bij eerstgeboorte (uitgedoofd)

#### 1884
- Charles de Bieberstein Rogalla Zawadsky, inlijving in erfelijke adel, baron (uitgedoofd)
- Jean de Chestret de Haneffe, baron, overdraagbaar bij eerstgeboorte
- Alberic de Crombrugghe de Looringhe, inlijving in erfelijke adel, baron, overdraagbaar op alle afstammelingen die de naam dragen
- Henri de Crombrugghe de Looringhe, inlijving in erfelijke adel, baron, overdraagbaar op alle afstammelingen die de naam dragen
- Henri de Croÿ, inlijving in erfelijke adel, prins, overdraagbaar op alle afstammelingen die de naam dragen
- Charles Deudon de le Vielleuze, erkenning erfelijke adel
- Jules Iweins, erkenning erfelijke adel
- Henri de Kerchove d'Exaerde, erkenning erfelijke adel
- Eugène de Kerchove d'Exaerde, erkenning erfelijke adel (1900: baron)
- Abel de Kerchove d'Exaerde, erkenning erfelijke adel
- Constant de Kerchove d'Exaerde, erkenning erfelijke adel uitgedoofd)
- Albert-Jean Kraft de la Saulx, inlijving in erfelijke adel, ridder, overdraagbaar op alle mannelijke afstammelingen (uitgedoofd)
- Adolphe de Laminne de Bex, erkenning erfelijke adel, ridder, overdraagbaar op alle mannelijke afstammelingen
- Léopold van der Stegen, erkenning erfelijke adel, graaf, overdraagbaar bij eerstgeboorte (uitgedoofd)
- Victor van der Stegen de Putte, erkenning erfelijke adel, graaf, overdraagbaar bij eerstgeboorte (uitgedoofd)
- Georges van der Stegen de Putte, erkenning erfelijke adel, graaf, overdraagbaar bij eerstgeboorte (uitgedoofd)
- Frédéric van der Stegen de Putte, erkenning erfelijke adel, graaf, overdraagbaar bij eerstgeboorte (uitgedoofd)

#### 1885
- Raphaël de Bauer, verheffing erfelijke adel, ridder, overdraagbaar op alle afstammelingen (uitgedoofd)
- Gaëtan de la Boëssière-Thiennes, inlijving in erfelijke adel, markies, overdraagbaar bij eerstgeboorte (uitgedoofd)
- Jean-Louis Deudon, erkenning erfelijke adel
- Barthélémy Dumortier, verheffing erfelijke adel, graaf, overdraagbaar op alle afstammelingen die de naam dragen (uitgedoofd 1950)
- Charles-Joseph de Ficquelmont, inlijving in erfelijke adel, graaf, overdraagbaar op alle afstammelingen die de naam dragen (uitgedoofd)
- Charles Iweins, erkenning erfelijke adel (uitgedoofd)
- Eugène Iweins, erkenning erfelijke adel (uitgedoofd)
- Bronislas de Lasocki, inlijving in erfelijke adel, graaf, overdraagbaar op alle afstammelingen die de naam dragen (uitgedoofd)
- Alfred de Loë (1858-1947), inlijving in erfelijke adel, baron, overdraagbaar op alle afstammelingen (uitgedoofd in 1956).
- Edouard de Monin (1811-1890), erkenning erfelijke adel, baron, overdraagbaar bij eerstgeboorte, gehuwd, kinderloos (uitgedoofd in 1890)
- Amédée du Puis de Watrimont (uitgedoofd in 1906)
- Augustin du Puis de Watrimont (uitgedoofd in 1897)
- Eugène Sadoine, verheffing erfelijke adel, baron, overdraagbaar bij eerstgeboorte

#### 1886
- jonkheer Edmond Bauwens, ridder, overdraagbaar bij eerstgeboorte
- Jean-Auguste Casier, verheffing erfelijke adel
- Eugène de Cock, verheffing erfelijke adel, ridder (persoonlijk) (uitgedoofd)
- Henri-Jean de Cock, verheffing erfelijke adel (uitgedoofd)
- Alexandre de Doetinghem, erkenning erfelijke adel, baron, overdraagbaar bij eerstgeboorte (uitgedoofd)
- Adolphe Drion du Chapois, verheffing erfelijke adel, baron, overdraagbaar bij eerstgeboorte
- Dunstan de l'Escaille, erkenning erfelijke adel (uitgedoofd)
- Joseph de l'Escaille, erkenning erfelijke adel (uitgedoofd)
- Henri de l'Escaille, erkenning erfelijke adel
- Edmond de Fabribeckers de Cortils et Grâce, erkenning erfelijke adel, ridder, overdraagbaar op alle mannelijke afstammelingen
- Simon de Harenne, inlijving in erfelijke adel, ridder, overdraagbaar bij eerstgeboorte
- Joseph de Hemptinne, verheffing erfelijke adel, graaf, overdraagbaar bij eerstgeboorte
- Eleonore Bauwens, weduwe Charles van Hoobrouck ten Hulle, erkenning persoonlijke adel
- Edmond van Hoobrouck ten Hulle, erkenning erfelijke adel
- Henri Kervyn, erkenning erfelijke adel
- Camille Kervyn, erkenning erfelijke adel (uitgedoofd)
- Auguste Kervyn, erkenning erfelijke adel
- Paul Kervyn de Merendré, erkenning erfelijke adel
- François de Lalieux, verheffing erfelijke adel
- René de Lalieux, verheffing erfelijke adel (uitgedoofd)
- Maximilien Michaux, verheffing erfelijke adel, baron (persoonlijk) (uitgedoofd 1934)
- Claude-François Orban de Xivry, verheffing erfelijke adel, erfelijke adel (uitgedoofd)
- Grégoire Orban de Xivry, verheffing erfelijke adel (1886: baron) (uitgedoofd)
- Augustin Orban de Xivry, verheffing erfelijke adel (uitgedoofd)
- Marie-Antoine Orban de Xivry, verheffing erfelijke adel (uitgedoofd)
- Marie-Eugénie Calmeyn, weduwe van Jean-François Orban de Xivry, verheffing persoonlijke adel (uitgedoofd)
- Fernand-Adrien Orban de Xivry, verheffing erfelijke adel (uitgedoofd)
- Henri-Hubert Orban de Xivry, verheffing erfelijke adel (uitgedoofd)
- Antoine-Dieudonné Orban de Xivry, verheffing erfelijke adel (uitgedoofd)
- Charles-Henri Orban de Xivry, verheffing erfelijke adel(uitgedoofd)
- Lucien-Henri Orban de Xivry, verheffing erfelijke adel (uitgedoofd)
- Edouard Orban de Xivry, verheffing erfelijke adel
- jonkheer Egide Pangaert d'Opdorp, ridder, overdraagbaar bij eerstgeboorte
- Napoleon de Pauw, verheffing erfelijke adel (1921: baron, persoonlijke titel)
- Marie-Colette Surmont de Volsberghe, weduwe van Polydore Piers de Raveschoot, erkenning persoonlijke adel
- Stanislas Piers de Raveschoot, erkenning erfelijke adel
- Gabriel Piers de Raveschoot, erkenning erfelijke adel
- Léon Piers de Raveschoot, erkenning erfelijke adel
- Joseph Piers de Raveschoot, erkenning erfelijke adel
- Alfred Piers de Raveschoot, erkenning erfelijke adel
- Emile Siraut, verheffing erfelijke adel
- Eugène de Smet de Naeyer, verheffing erfelijke adel
- Frédéric de Smet de Naeyer, verheffing erfelijke adel
- Alphonse de Smet de Naeyer, verheffing, erfelijke adel
- Jules Stiénon du Pré, verheffing erfelijke adel
- Arthur-Théodore Verhaegen, verheffing erfelijke adel (1917: baron, overdraagbaar bij eerstgeboorte; 1919: postume bevestiging)
- Paul Verhaegen, verheffing erfelijke adel (1925: baron, overdraagbaar bij eerstgeboorte)
- Edmond Verhaeghe de Naeyer, verheffing erfelijke adel
- Constant Verhaeghe de Naeyer, verheffing erfelijke adel
- Oscar Verhaeghe de Naeyer, verheffing erfelijke adel (uitgedoofd)
- Louise de Smet de Naeyer, weduwe van Alfred Verhaeghe, verheffing persoonlijke adel en erfelijke adel voor haar zoon.

#### 1887
- Jules van den Brande (1845-1919), verheffing erfelijke adel (uitgedoofd)
- Hector van den Brande (1851-1897), verheffing erfelijke adel (uitgedoofd)
- Clément de Fürstenberg, inlijving in erfelijke adel, baron, overdraagbaar op alle afstammelingen die de naam dragen
- Frédéric Kraft de la Saulx, inlijving in erfelijke adel, ridder, overdraagbaar op alle mannelijke afstammelingen
- Auguste van der Maesen, erkenning erfelijke adel, ridder, overdraagbaar op alle mannelijke afstammelingen
- Léon de Rasquinet (1837-1894), arts, erkenning erfelijke adel (uitgedoofd 1946)
- Ferdinand de Selys de Fanson, erkenning erfelijke adel, baron, overdraagbaar bij eerstgeboorte
- Jules de Trooz, verheffing erfelijke adel (uitgedoofd)
- Edmond de Villers Grand Champs, erkenning erfelijke adel

#### 1888
- Hippolyte de Bethune, erkenning erfelijke adel, prins, overdraagbaar bij eerstgeboorte (uitgedoofd 1931)
- Hubert-Joseph de Bossart (1834-1917), kolonel, verheffing erfelijke adel (uitgedoofd in 1917)
- Oscar Colenbuen de Strazeele, erkenning erfelijke adel (uitgedoofd 1926)
- Pierre de Coppin de Grinchamps, erkenning erfelijke adel, baron, overdraagbaar bij eerstgeboorte
- Jean-Nicolas David, verheffing erfelijke adel, ridder, overdraagbaar bij eerstgeboorte
- Pierre Hubert David Fischbach Malacord, verheffing erfelijke adel (uitgedoofd)
- Eugène Desmaisières, erkenning erfelijke adel, burggraaf, overdraagbaar bij eerstgeboorte
- jonkheer Jules Domis de Semerpont, baron, overdraagbaar bij eerstgeboorte
- Emile della Faille, erkenning erfelijke adel, zonder gevolg gebleven, diploma niet gelicht.
- Charles de Hemptinne, verheffing erfelijke adel (in 1894: graaf, overdraagbaar bij eerstgeboorte)
- Jules de Hemptinne, verheffing erfelijke adel
- Léon van Hoobrouck de Mooreghem, erkenning erfelijke adel
- Alexis van Hoobrouck de Mooreghem, erkenning erfelijke adel
- Alban van Hoobrouck de Mooreghem, erkenning erfelijke adel
- Alix-Albertine van Hoobrouck de Mooreghem, weduwe van Jean-François Rittweger, erkenning persoonlijke adel
- Elise van Hoobrouck de Mooreghem, erkenning persoonlijke adel
- Auguste Kervyn, erkenning erfelijke adel
- Alfred de Limon Triest, erkenning erfelijke adel
- Augustin de Macar, verheffing erfelijke adel
- Balthazar de Macar, verheffing erfelijke adel
- Augustin de Macar, verheffing erfelijke adel
- Adolphe de Macar, verheffing erfelijke adel
- Eugène Vandermaesen, erkenning erfelijke adel, ridder, overdraagbaar op alle mannelijke afstammelingen
- Jean-Joseph Vandermaesen, erkenning erfelijke adel, ridder, overdraagbaar op alle mannelijke afstammelingen (uitgedoofd)
- Frédéric Mayer van den Bergh, verheffing erfelijke adel, ridder, overdraagbaar bij eerstgeboorte (uitgedoofd 1901)
- Oscar-Jean Mayer van den Bergh, verheffing erfelijke adel (uitgedoofd 1960)
- Gustave du Parc, inlijving in erfelijke adel, burggraaf, overdraagbaar bij eerstgeboorte
- Maurice de Ramaix, verheffing erfelijke adel
- Augustin de Raymond, verheffing erfelijke adel
- Prosper Robyns, erkenning erfelijke adel
- Jean-Baptiste Schellekens, verheffing erfelijke adel, ridder, overdraagbaar bij eerstgeboorte
- Léon Schellekens, verheffing erfelijke adel (1910: ridder, persoonlijke titel)
- Jean-Edouard Schellekens, verheffing erfelijke adel (1896: ridder, overdraagbaar bij eerstgeboorte)
- Ferdinand de Trooz (1842-1922), verheffing erfelijke adel (uitgedoofd in 1922)
- Henri-Philippe van Ypersele de Strihou, verheffing erfelijke adel
- Raymond van Yperseele de Strihou, verheffing erfelijke adel (uitgedoofd in 1941)

#### 1889
- Alphonse de Cock de Rameyen, verheffing erfelijke adel
- Pierre Craninx, verheffing erfelijke adel
- Marie-Louise Desmanet d'Erquenne, burggravin (uitgedoofd 1898)
- René-Jacques della Faille de Waerloos, erkenning erfelijke adel. In 1986: titel burggraaf.
- Paul de Favereau, erkenning erfelijke adel, baron, overdraagbaar bij eerstgeboorte
- Gustave de Macar, verheffing erfelijke adel
- Augustin de Thomaz de Bossiere, erkenning erfelijke adel
- Armand Werbrouck, erkenning erfelijke adel (uitgedoofd)
- Jules Werbrouck, erkenning erfelijke adel

#### 1890
- Gustave Agie de Selsaeten, verheffing erfelijke adel
- Edmond Agie, verheffing erfelijke adel (uitgedoofd)
- Ferdinand Colenbuen de Strazeele, erkenning erfelijke adel
- Jean-Pierre David, verheffing erfelijke adel
- Arnold Gamard (1847-1923), verheffing erfelijke adel, getrouwd met barones Alix Snoy (1849-1925), drie dochters (uitgedoofd 1966)
- baron Ferdinand Jolly, burggraaf, overdraagbaar bij eerstgeboorte
- Jean-Albert de Keyser, verheffing erfelijke adel (uitgedoofd in 1977)
- Isidore Malfait (1809-1898), verheffing erfelijke adel, getrouwd met Joséphine Heurté (1821-1842) (uitgedoofd 1898)
- Octave le Sergeant d'Hendecourt, inlijving in erfelijke adel, burggraaf, overdraagbaar bij eerstgeboorte

#### 1891
- Edouard de le Croix, erkenning erfelijke adel (uitgedoofd 1974)
- Xavier de le Croix, erkenning erfelijke adel (uitgedoofd 1974)
- Edouard Degrelle-Rogier, verheffing erfelijke adel, graaf, overdraagbaar bij eerstgeboorte (uitgedoofd 1941)
- Edouard de Kerchove d'Exaerde, erkenning erfelijke adel
- Emile de Laveleye, verheffing erfelijke adel, baron, overdraagbaar bij eerstgeboorte
- Louis de Moor, verheffing erfelijke adel, baron, overdraagbaar bij eerstgeboorte (uitgedoofd 1923)
- Léon d'Udekem de Guertechin, erkenning erfelijke adel

#### 1892
- Arthur du Bois, verheffing erfelijke adel, baron, overdraagbaar bij eerstgeboorte
- Eugène du Bois, verheffing erfelijke adel (uitgedoofd 1940)
- Emile du Bois, verheffing erfelijke adel (uitgedoofd 1901)
- Carlos Carpentier de Changy, inlijving in erfelijke adel, graaf, overdraagbaar bij eerstgeboorte
- Jacques de Collombs, verheffing erfelijke adel (uitgedoofd 1956)
- Victor de Collombs, verheffing erfelijke adel (uitgedoofd 1936)
- Ferdinand de Croÿ, inlijving in erfelijke adel, prins, overdraagbaar op alle afstammelingen die de naam dragen
- Charles de Croÿ, inlijving in erfelijke adel, prins, overdraagbaar op alle afstammelingen die de naam dragen
- Alix-Joseph Craninx, barones, weduwe van ridder Oscar de Dieudonné, zoon van Louis de Dieudonné
- Charles Haus, verheffing erfelijke adel
- Louise de Hemptinne, weduwe van Jean Casier, verheffing, barones
- Jules Houtart, verheffing erfelijke adel, baron, overdraagbaar bij eerstgeboorte
- Jean Lejeune de Schiervel, verheffing erfelijke adel
- Barthélémy de Libert de Flémalle (Sint-Michiels, 1863 - Le Havre, 1915), ambtenaar in het ministerie van Oorlog, erkenning erfelijke adel, vrijgezel gebleven (uitgedoofd in 1915)
- Théophile du Moulin (1843-1904), burgemeester van Orp-le-Grand, trouwde met Marie-Alix Pirard, erkenning erfelijke adel (uitgedoofd  in 1918)
- Alexandre Nicaise, verheffing erfelijke adel, baron, overdraagbaar bij eerstgeboorte
- Raphaël de Spot, verheffing erfelijke adel

#### 1893
- Emmanuel Alves Guerra de Sant'Anna (Turijn, 1864 - Lausanne, 1946), ambassaderaad van Portugal, in 1891 tot Belg genaturaliseerd, in 1893 in de Belgische adel ingelijfd met de titel baron overdraagbaar bij eerstgeboorte, getrouwd met Adeline Coppinger (1877-1935), kinderloos gebleven (uitgedoofd in 1946)
- Ferdinand de le Croix, erkenning erfelijke adel (uitgedoofd)
- Maurice de le Croix, erkenning erfelijke adel (uitgedoofd)
- jonkheer Adolphe de Cuvelier, ridder (1908: baron), overdraagbaar bij eerstgeboorte
- jonkheer Charles della Faille de Leverghem, graaf, overdraagbaar bij eerstgeboorte
- Ernest Goethals, verheffing erfelijke adel (1906: ridder, overdraagbaar bij eerstgeboorte) (uitgedoofd in 1924)
- Adolphe Le Hardy de Beaulieu, verheffing erfelijke adel, baron, overdraagbaar bij eerstgeboorte
- Georges de Nédonchel, inlijving erfelijke adel, graaf, overdraagbaar bij eerstgeboorte (uitgedoofd 1905)
- François Tayart de Borms, erkenning erfelijke adel
- Victor Tayart de Borms, erkenning erfelijke adel

#### 1894
- Francis Dhanis, verheffing erfelijke adel, baron, overdraagbaar bij eerstgeboorte
- Georges van der Elst, verheffing erfelijke adel
- Léon van der Elst, verheffing erfelijke adel (1899: ridder)
- Joseph de Kerchove de Denterghem, erkenning erfelijke adel
- Léon de Lunden, erkenning erfelijke adel

#### 1895
- Albert de Closset (1839-1917), advocaat, erkenning erfelijke adel (uitgedoofd 1917)
- Jérôme de Favereau, erkenning erfelijke adel (uitgedoofd in 1923)
- Armand de Favereau, erkenning erfelijke adel
- Guillaume de Lantremange, erkenning erfelijke adel (uitgedoofd in 1921)

#### 1896
- jonkheer Emile de Borchgrave, baron, overdraagbaar bij eerstgeboorte
- Hervey de Goussencourt, inlijving in erfelijke adel, graaf, overdraagbaar bij eerstgeboorte
- Leon Lambert, verheffing erfelijke adel, baron, overdraagbaar bij eerstgeboorte
- Albert de Madre, inlijving in erfelijke adel
- Victor Maertens, verheffing erfelijke adel (uitgedoofd in 2004)
- Raymond Maertens, verheffing erfelijke adel (uitgedoofd in 1952)
- Léon Maertens, verheffing erfelijke adel
- Léopold Maertens, verheffing erfelijke adel
- Charles de Rossius d'Humain (uitgedoofd in 2012)
- Robert de Rossius d'Humain, erkenning erfelijke adel (uitgedoofd in 1944)

#### 1897
- Celine Grégoir, weduwe van Georges Annez de Taboada, erkenning persoonlijke adel
- Gabrielle Annez de Taboada, erkenning persoonlijke adel
- Albert Annez de Taboada, erkenning erfelijke adel
- Clotilde de Bay, erkenning persoonlijke adel (uitgedoofd in 1931)
- Louise de Bay, erkenning persoonlijke adel (uitgedoofd)
- Joseph de Bay, erkenning erfelijke adel (uitgedoofd in 1929)
- Marie-Thérèse de Bay, erkenning persoonlijke adel (uitgedoofd)
- Edmond van Eetvelde, verheffing erfelijke adel, baron, overdraagbaar bij eerstgeboorte
- Maurice de Ghellinck de Walle, erkenning erfelijke adel (uitgedoofd)
- Georges Goethals, verheffing persoonlijke adel (uitgedoofd)
- Edmond Goethals, verheffing erfelijke adel
- Armand de Lhoneux, verheffing erfelijke adel
- Arthur de Pierpont, verheffing, erfelijke adel
- Albéric de Pierpont Surmont de Volsberghe, verheffing erfelijke adel
- Edmond de Poucques, erkenning erfelijke adel
- Léopold de Poucques, erkenning erfelijke adel (uitgedoofd in 1950)
- Theodore de Schrynmakers, verheffing erfelijke adel (uitgedoofd in 1929)

#### 1898
- Gustave Bruneel de la Warande, verheffing erfelijke adel (uitgedoofd 1964)
- Hubert Bruneel (1866-1918), verheffing erfelijke adel, getrouwd in 1896 met Caroline de Montpellier, kinderloos (uitgedoofd in 1918)
- Alexandre Cousebant d'Alkemade, inlijving erfelijke adel
- Henri Duquesne Watelet de la Vinelle, verheffing erfelijke adel (uitgedoofd)
- Louis Duquesne Watelet de la Vinelle, verheffing erfelijke adel
- Ferdinand van der Haeghen, verheffing erfelijke adel (uitgedoofd in 1974)
- Albertine van Maldeghem, weduwe van Octave van der Plancke, verheffing erfelijke adel
- Pierre-Octave van der Plancke, verheffing erfelijke adel
- Louis-Frédéric van der Plancke, verheffing erfelijke adel (uitgedoofd)
- Prosper-Jules Poullet, verheffing erfelijke adel (uitgedoofd)
- Astère Vercruysse de Solart, verheffing erfelijke adel (1912: toevoeging 'de Solart'),

#### 1899
- jonkheer Dieudonné Alfred Ancion, verheffing erfelijke adel, baron, overdraagbaar bij eerstgeboorte
- Alphonse Annez de Taboada, verheffing erfelijke adel
- Joseph Begasse, verheffing erfelijke adel
- Waldor de Heusch, erkenning erfelijke adel, baron (uitgedoofd)
- Adolphe Joly, verheffing erfelijke adel
- Camille Mouchet Battefort de Laubespin, inlijving erfelijke adel, graaf, overdraagbaar bij eerstgeboorte (uitgedoofd)
- César Tayart de Borms, erkenning erfelijke adel
- Gustave Tayart de Borms, erkenning erfelijke adel
- Edouard de Walckiers, erkenning erfelijke adel, burggraaf, overdraagbaar bij eerstgeboorte (uitgedoofd)

#### 1900
- ridder Amaury de Ghellinck d'Elseghem, burggraaf, overdraagbaar bij eerstgeboorte
- baron Marcel le Hardy de Beaulieu, burggraaf, overdraagbaar bij eerstgeboorte
- Honoré Limpens, verheffing erfelijke adel
- Edouard De Néeff, verheffing erfelijke adel (uitgedoofd)
- Prosper Terlinden, verheffing erfelijke adel

#### 1901
- Ernest Bayet (Bergen, 6 april 1859 - na 1901), verheffing erfelijke adel, ridder, overdraagbaar bij eerstgeboorte. Hij was getrouwd met gravin Maria van der Burch (1879-1968) en ze hadden een zoon en een dochter (uitgedoofd 1949).
- Ferdinand de l'Epine, inlijving in erfelijke adel, baron, overdraagbaar bij eerstgeboorte
- Louis Le Grand (1866-1933), majoor, verheffing erfelijke adel (uitgedoofd 1933)
- Jules Le Grand (1870-1932), consul van Griekenland, × Germaine Morel de Westgaver, verheffing erfelijke adel (uitgedoofd 1932)
- Léon Le Grand (1828-1910), consul van Frankrijk, × Clémentine Lauwick verheffing erfelijke adel (uitgedoofd 1921)
- Jules de Mahieu, erkenning erfelijke adel
- Alexandre de Mahieu, erkenning persoonlijke adel (uitgedoofd)
- Maurice Penneman de Bosscheyde, erkenning erfelijke adel (uitgedoofd in 2004)
- Jean-François Verplancke de Diepenheede (1933: toevoeging 'de Saint-Genois des Mottes'), verheffing erfelijke adel (uitgedoofd)
- Théophile Wahis, verheffing erfelijke adel, baron, overdraagbaar bij eerstgeboorte
- Henri de Romrée de Vichenet, erkenning erfelijke adel, graaf, overdraagbaar bij eerstgeboorte

#### 1902
- Jules de Borchgrave, verheffing erfelijke adel
- Gustave Coget, erkenning erfelijke adel
- Paul Desclée, verheffing erfelijke adel
- René Desclée, verheffing erfelijke adel
- Edmond d'Hemricourt, erkenning erfelijke adel, graaf, overdraagbaar op alle afstammelingen die de naam dragen
- Pierre Imperiali des princes de Francavilla, inlijving in erfelijke adel, markies, overdraagbaar bij eerstgeboorte
- Paul de Quirini, erkenning erfelijke adel
- Pierre-Marie Gabriel Ruffo de Bonneval, inlijving in erfelijke adel
- Léon de Walckiers, erkenning erfelijke adel (1921: burggraaf, overdraagbaar bij eerstgeboorte) (uitgedoofd)
- Charles de Walckiers, erkenning erfelijke adel (uitgedoofd)

#### 1903
- Paul Cartuyvels de Collaert, verheffing erfelijke adel (1906: baron, overdraagbaar bij eerstgeboorte)
- Charles Cartuyvels de Collaert, verheffing erfelijke adel (1921: baron, persoonlijk; 1927: overdraagbaar bij eerstgeboorte)
- Alphonse Cartuyvels de Collaert, verheffing erfelijke adel
- Victor Gendebien, verheffing erfelijke adel
- Henri Gendebien, verheffing erfelijke adel (uitgedoofd)
- Léon Gendebien, verheffing erfelijke adel
- Charles Gendebien, verheffing erfelijke adel (uitgedoofd)
- Paul de Groote, erkenning erfelijke adel, baron, overdraagbaar op alle afstammelingen die de naam dragen
- Caroline de Maere, barones, persoonlijke adel
- Louis de Mahieu, erkenning erfelijke adel (uitgedoofd)
- Adolphe Otto de Mentock, verheffing erfelijke adel
- Léon-Charles de la Roche, erkenning erfelijke adel (uitgedoofd)
- Robert de Selys de Fanson, erkenning erfelijke adel

#### 1904
- Louis de Burbure de Wesembeek, erkenning erfelijke adel (uitgedoofd)
- Léon Carton de Wiart, erkenning erfelijke adel
- Albert Carton de Wiart, erkenning erfelijke adel
- René Carton de Wiart, erkenning erfelijke adel
- Henri Carton de Wiart, erkenning erfelijke adel (1922: graaf)
- Edmond Carton de Wiart, erkenning erfelijke adel (1911: ridder; 1922: baron; 1954: graaf)
- ridder Edouard Descamps, baron, overdraagbaar bij eerstgeboorte
- Florent Everard de Harzir, verheffing erfelijke adel
- Georges Everard de Harzir, verheffing erfelijke adel
- Maurice Everard de Harzir, verheffing erfelijke adel (uitgedoofd 1953)
- Francis Everard de Harzir, verheffing erfelijke adel
- Max de Holling (1872-1923), inlijving in erfelijke adel met de titel baron, overdraagbaar op alle afstammelingen die de naam dragen (uitgedoofd 1982)
- Adolphe Joostens (1862-1910), verheffing erfelijke adel, baron, overdraagbaar bij eerstgeboorte, zonder afstammelingen (uitgedoofd 1910)
- Abel de Kerchove d'Exaerde, erkenning erfelijke adel, baron (persoonlijke titel)
- André Slingeneyer de Goeswin, verheffing erfelijke adel (1934: baron, overdraagbaar bij eerstgeboorte)
- Alexandre van der Vrecken, verheffing erfelijke adel

#### 1905
- Guillaume van Zuylen, verheffing erfelijke adel (1920: baron, overdraagbaar bij eerstgeboorte)

#### 1906
- Jules Ancion, verheffing erfelijke adel
- Stanislas Bormans, verheffing erfelijke adel (uitgedoofd 1974)
- Léon Capelle, verheffing erfelijke adel (1912: baron)
- Paul de la Croix (1853-1940), verheffing erfelijke adel, × barones Marie-Thérèse de Bethune (1875-1960)
- Emmanuel Dumont de Chassart, verheffing erfelijke adel
- Auguste Dumont de Chassart, verheffing erfelijke adel
- Guillaume Dumont de Chassart, verheffing erfelijke adel
- Eugène Gilbert, verheffing erfelijke adel
- Emile Jooris, verheffing erfelijke adel
- Daniel Leyniers, verheffing erfelijke adel
- Roger Nypels (1872-1946), majoor, × Marie Nypels (1879-1956), verheffing erfelijke adel (uitgedoofd)
- Constantin le Paige, verheffing erfelijke adel (1925: ridder, overdraagbaar bij eerstgeboorte)
- François-Xavier Thibaut (de Maisières), verheffing erfelijke adel
- Alexandre de Winiwarter, inlijving in erfelijke adel, ridder, overdraagbaar op alle mannelijke afstammelingen

#### 1907
- Édouard Empain, verheffing erfelijke adel, baron, overdraagbaar bij eerstgeboorte
- Louis Ryelandt, verheffing erfelijke adel
- Joseph Ryelandt, verheffing erfelijke adel (1938: baron)
- Pierre Ryelandt, verheffing erfelijke adel
- Vincent Ryelandt, verheffing erfelijke adel
- Edmond t'Serstevens, verheffing erfelijke adel (1914: ridder, overdraagbaar bij eerstgeboorte)
- Jean-Baptiste t'Serstevens, verheffing erfelijke adel
- Georges t'Serstevens, verheffing erfelijke adel
- Gaston t'Serstevens, verheffing erfelijke adel

#### 1908
- jonkheer Camille Desmaisières, burggraaf, overdraagbaar bij eerstgeboorte
- François Gevaert, verheffing erfelijke adel, baron, overdraagbaar bij eerstgeboorte (uitgedoofd 1955)
- Léon Nève, verheffing erfelijke adel (in 1928: toevoeging 'de Mèvergnies')
- Alfred Simonis, verheffing erfelijke adel, burggraaf, overdraagbaar bij eerstgeboorte
- Félix Struye de Swielande, verheffing erfelijke adel
- Eugène Struye, verheffing erfelijke adel
- Emile Vanderheyden à Hauzeur, verheffing erfelijke adel
- Albert de Vaux, erkenning erfelijke adel (uitgedoofd 1948)
- René de Vaux, erkenning erfelijke adel (uitgedoofd 1948)
- Marie-Hubertine de Vaux, erkenning persoonlijke adel (uitgedoofd)
- Clémence de Vaux, erkenning persoonlijke adel (uitgedoofd)
- Juliette de Vaux, erkenning persoonlijke adel (uitgedoofd)

#### 1909
- Clara Behr, barones, weduwe van Adolphe Behr, verheffing (persoonlijk)
- Albert de Burbure de Wesembeek, erkenning erfelijke adel (uitgedoofd)
- Eugène de Burbure de Wesembeek, erkenning erfelijke adel (uitgedoofd)
- Léon Gilliot, verheffing erfelijke adel
- Marie de Gomrée (1847-1915), verheffing persoonlijke adel (uitgedoofd 1915)
- Charles de Gomrée (1853-1935), verheffing erfelijke adel (uitgedoofd 1950